# Histoire de l'Aragon
 (août 2020).
Si vous disposez d'ouvrages ou d'articles de référence ou si vous connaissez des sites web de qualité traitant du thème abordé ici, merci de compléter l'article en donnant les références utiles à sa vérifiabilité et en les liant à la section « Notes et références ».
Le territoire de l'actuelle communauté autonome d'Aragon a été un lieu de passage important de la péninsule Ibérique, entre les rives méditerranéennes et atlantiques d'une part, entre le sud de la péninsule et le nord de l'Europe d'autre part. La présence humaine y est attestée depuis plusieurs millénaires, mais les spécificités de l'Aragon actuel remontent pour la plupart au Moyen Âge.

Localisation de l'Aragon, Communautés autonomes d'Espagne contemporaine.

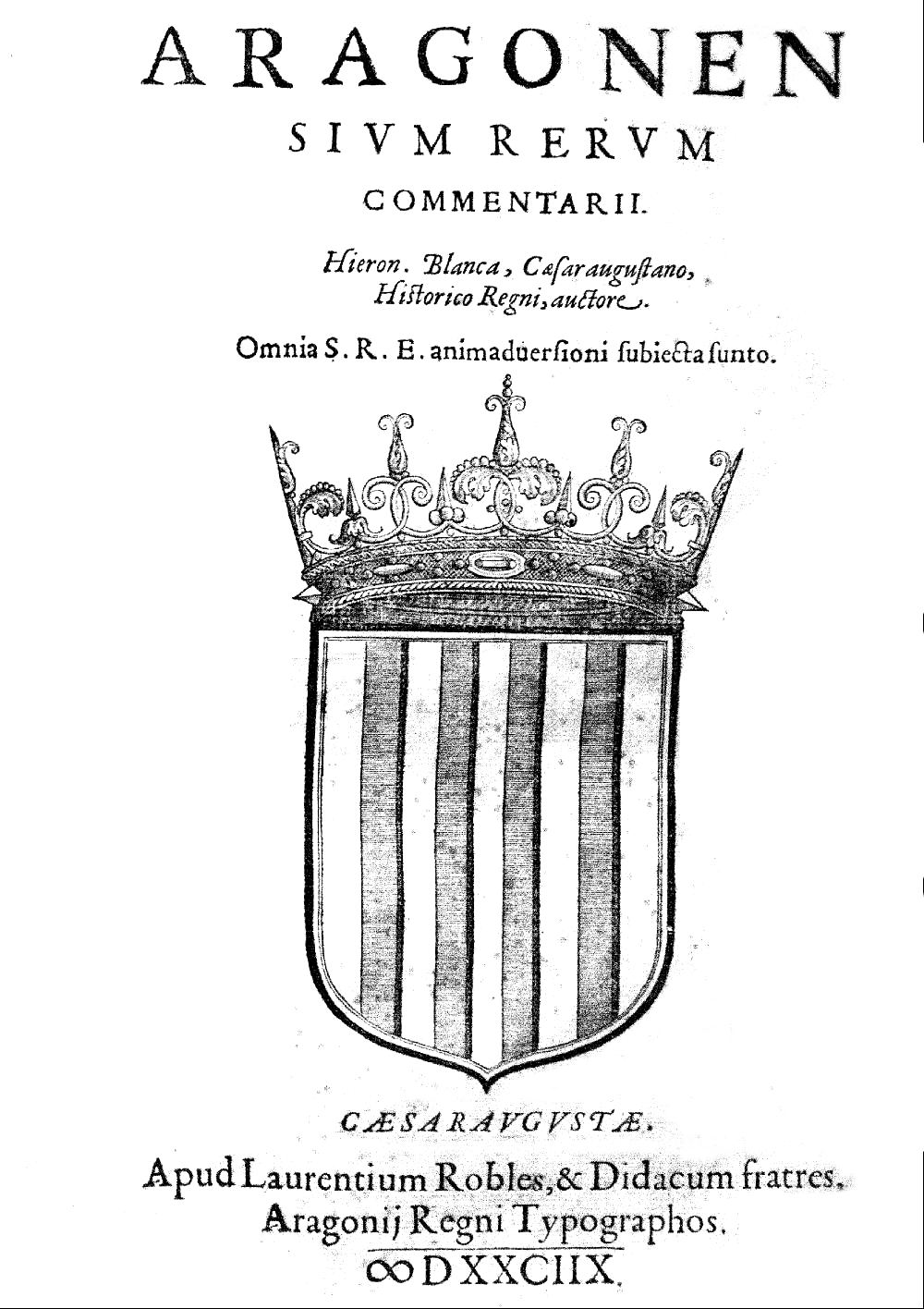
Frontispice de l'œuvre historique de Jerónimo Blancas, Aragonensium rerum comentarii, publiée en 1588 à Saragosse par les frères Lorenzo et Diego Robles. Il s'agit de l'une des premières histoires de l'Aragon.

## Préhistoire

### Période paléolithique

Le paléolithique en Aragon.

Les témoignages les plus anciens de vie humaine en Aragon remontent à l'époque des glaciations, au pléistocène moyen, il y a environ 600 000 ans, durant le paléolithique inférieur. Ces populations ont laissé des témoignages d'artisanat acheuléen. On a retrouvé des bifaces de silex et des hachereaux de quartzite, en particulier sur les terrasses de San Blas à Teruel, dans la zone de Cauvaca à Caspe, el Barranco de Arbolitas près de Borja et enfin aux alentours de Calatayud, dans la zone de Miedes. La vallée du Jalón est alors extrêmement fréquentée.
Au moment de la glaciation de Würm, vers 80 000 av. J.-C., apparaît un nouveau type humain dans la région, l'homme de Néandertal. Plusieurs restes humains, comme des molaires, ont été retrouvés dans la grotte de los Moros de Gabasa, près de Huesca. Durant le paléolithique moyen se développe la culture du moustérien, qui perdure jusqu'à 40 000 av. J.-C. approximativement. Elle est caractérisée par le travail du silex en forme de pointes, de racloirs et de dents, mais également un important travail de l'os. Les sites les plus connus sont ceux d'Eudoviges de Alarcón à Teruel, la Fuente del Trucho à Colungo et la grotte de los Moros de Gabasa.
Au paléolithique supérieur, qui commence aux alentours de 40 000 av. J.-C., apparaissent deux nouvelles cultures : le solutréen et le magdalénien. Le solutréen est particulièrement bien représenté dans la grotte de Chaves, à Bastarás, où on a retrouvé des pointes pour coudre, des grattoirs et des burins. La culture magdalénienne nous livre des objets en os, comme des sagaies, ou en pierre, comme les microlithes. La chèvre et le lapin semble être les animaux les plus chassés par ces hommes.

### Période épipaléolithique
Les restes de l'épipaléolithique, entre le VIIe et le Ve millénaire, sont concentrés dans le Bas-Aragon. Les objets microlithiques se font plus nombreux, tandis que la décoration est de plus en plus géométrique, utilisant des formes de triangles, de trapèzes et de demi-lunes.
L'habitat se fait parfois le long de parois rocheuses peu profondes, orienté vers le soleil et dominant les rivières. Les sites principaux sont ceux de les deux abris de la Botica de los Moros et des Secans, situés à Mazaleón, et le site de la Costalena, à Maella. L'économie de ces populations reste essentiellement prédatrice, à base de chasse, de pêche et de cueillette.

### Période néolithique
On trouve des objets de la période néolithique, de la première moitié du Vemillénaire, dans les Montagnes Extérieures de la région de Huesca et dans le Bas-Aragon. Une nouvelle économie de production apparait, fondée sur l'agriculture et l'élevage, bien que la chasse et la cueillette soient encore largement pratiquées afin de compléter l'alimentation. L'existence de haches utilisées pour faucher et de moulins à bras pour moudre le grain attestent des activités agricoles de ces hommes.

## Protohistoire

### Période chalcolithique
La période chalcolithique se caractérise par deux phénomènes : la multiplication des constructions mégalithiques et l'extension de la culture campaniforme. Les mégalithes les plus importants s'observent dans les Montagnes extérieures et les hautes vallées pyrénéennes.

### Âge du Bronze

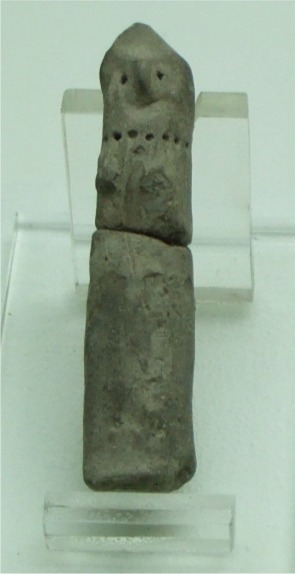
Figure féminine en terre-cuite, âge du Bronze final, 650-500 av. J.-C., retrouvée aux Fuentes de Ebro.

Dans la grotte du Moro de Olvena, ont été retrouvées onze pointes de flèches en os, datant des XVIe et XVe siècles av. J.-C., qui sont les meilleurs exemples du Bronze ancien.
Le Bronze moyen a fourni d'importants gisements dans la comarque de Monzón, avec plus de 200 haches polies près des sites de tozal Marcullo, Pialfor, Conchel, Morilla et tozal Franché. Les céramiques sont lisses, parfois décorées de petites boules sur l'anse. Les objets métalliques se multiplient, avec des poinçons rectangulaires, des poignards triangulaires, des rivets. L'intense activité agricole est confirmée par le nombre important de faucilles en silex. On a également retrouvé des sites habités dans le cours inférieur du Cinca, près des ríos Sosa et Alcanadre.
Les dernières périodes de l'âge du bronze final, vers 1 100 av. J.-C., sont caractérisées par la culture des champs d'urnes. Il s'agit de populations indo-européennes, originaires du centre de l'Europe, qui se mêlent à des populations méditerranéennes. Ils incinèrent leurs morts et placent les cendres dans des urnes funéraires. Des exemples existent dans la grotte du Moro à Olvena, la Masada del Ratón à Fraga et le Cabezo de Monleón à Caspe. Un essor de la métallurgie se caractérise par l'augmentation des moules de fonte qui sont trouvés dans les lieux habités.

### Âge du Fer

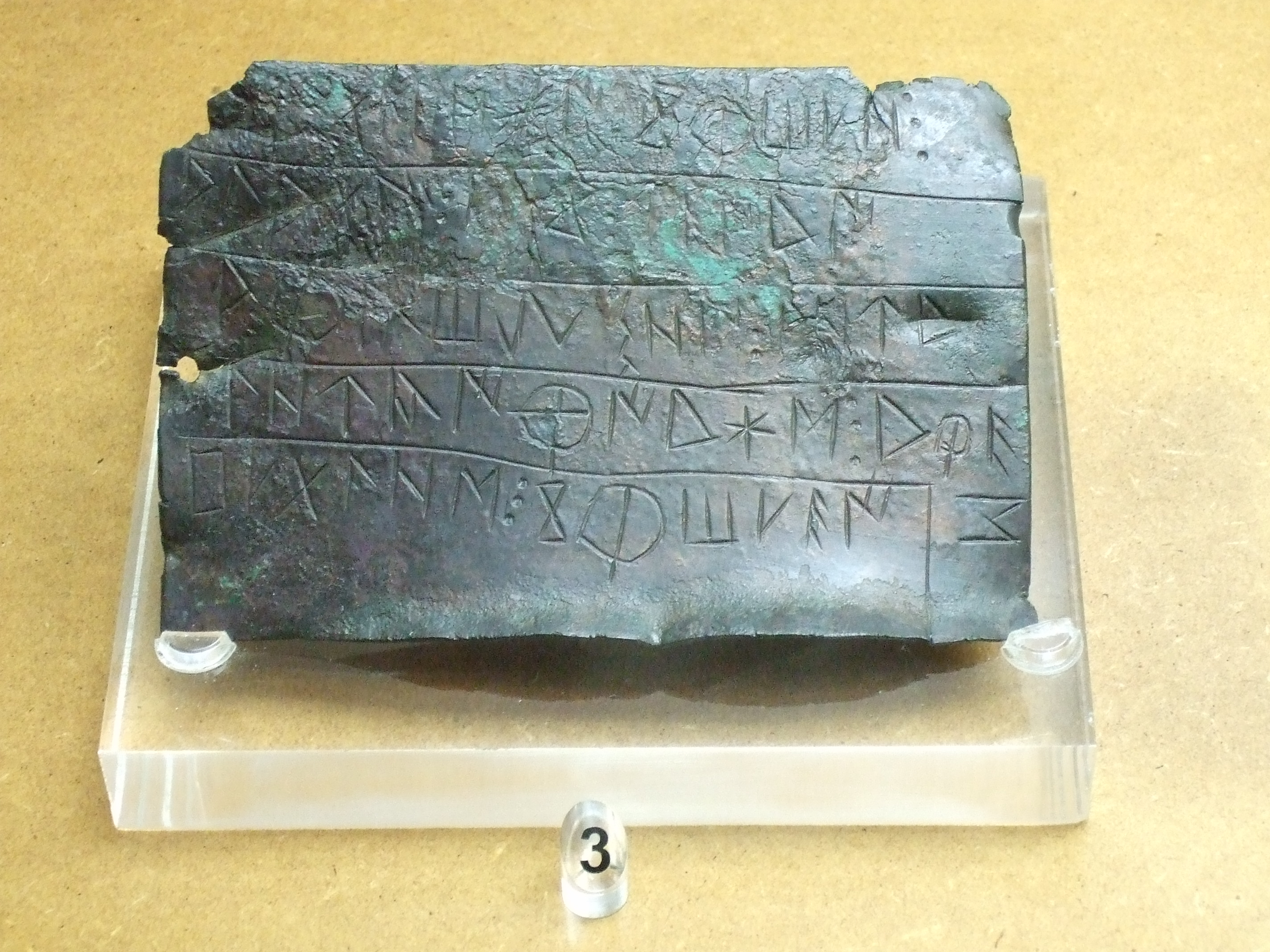
Écriture ibérique. Un bronze du trouvé à la limite des actuelles provinces de Soria et de Saragosse.

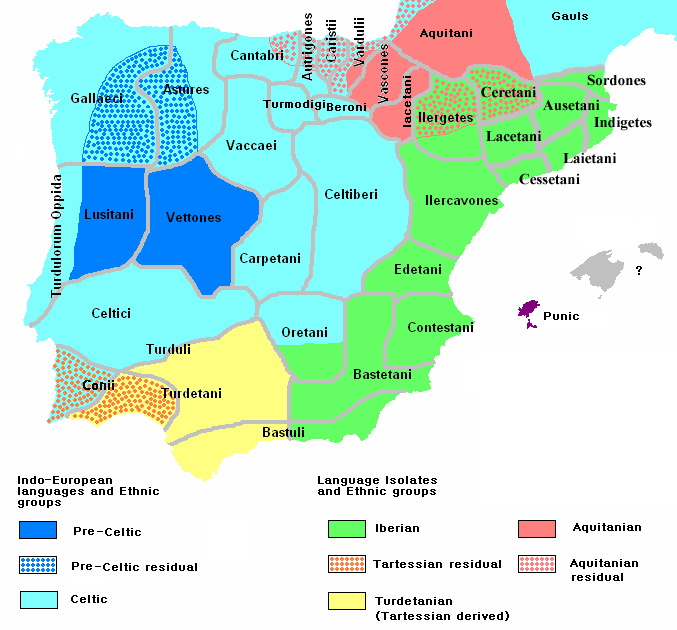
Les peuples en Espagne au

L'âge du fer est mieux documenté. Les sites antérieurs continuent à être occupés sans interruption. Même les nécropoles continuent à servir aux éleveurs, agriculteurs et artisans de la nouvelle période.
L'activité commerciale, en particulier avec les Phéniciens, les Étrusques et les Grecs, se développe et soutient la métallurgie du fer. Les outils et l'armement se modernisent et se perfectionnent, comme on peut le constater sur les sites de Piuró del Barranc Fondo et de San Cristóbal à Mazaleón qui conservent des vases au style phénicien, ou Azaila et Calaceite, où l'on retrouve des objets importés de Crète.
Au VIe siècle coexistent en Aragon six groupes distincts, appartenant aux groupes ibère, celtique et aquitain : les Vascons, les Suessétanes, les Sédétanes, les Iacétanes, les Ilergetes et les Celtibères citérieurs. Ce sont tous des groupes ibérisés, sédentaires, installés dans des villages fixes. Les exemples les plus remarquables se trouvent à Cabezo de Monleón à Caspe, Puntal à Fraga, Roquizal del Rullo et Loma de los Brunos.
Le système social est basé sur le groupe familial, constitué autour de quatre générations. Les activités économiques sont principalement l'agriculture et l'élevage. Le pouvoir est exercé par un roi, entouré de la population masculine qui se réunit en assemblée.

## Antiquité

### Conquête punique

Expansion carthaginoise en Ibérie entre 237 et 206 av. J.-C.

À partir de 237 av. J.-C., sous la conduite d'Hamilcar Barca, puis de son gendre Hasdrubal, les Carthaginois s'étendent rapidement en Espagne. Les Ilercavones, les Ilergetes et les Lacétanes passent partiellement sous l'autorité d'Hannibal. Cette région devient un réservoir de blé, de métaux précieux et de soldats appréciés.
À partir de 219 av. J.-C., l'Espagne devient le champ de bataille des Romains et des Carthaginois durant la deuxième guerre punique. En 217 av. J.-C., Publius Cornelius Scipio marche contre la capitale des Ilergetes, alliés d'Hasdrubal, puis contre les Lacétanes, qu'il vainc. Mais à la fin de l'année, une fois les Romains partis, Mandonius, roi des Ilergètes, soulève son peuple contre Rome et ravage les territoires de ses alliés. Publius Cornelius disperse ces bandes, mais ce soulèvement ramene Hasdrubal au nord de l’Ebre.
Les Celtibères, quant à eux, envoient une délégation à Publius Cornelius et trouvent un accord. Rome les encourage à attaquer le territoire carthaginois : ils prennent d'assaut trois villes et remportent deux victoires contre Hasdrubal, faisant environ 15 000 morts et 4 000 prisonniers.

### La difficile conquête romaine

Conquête de la péninsule ibérique par les Romains entre le av. J.-C.

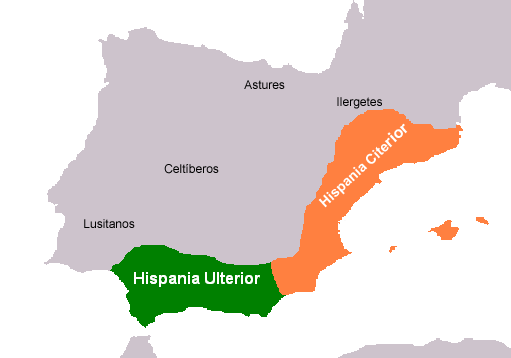
Limites de la province romaine d'Hispanie citérieure en 197 av. J.-C.

En 204 av. J.-C., Carthage sent que la guerre est perdue et négocie avec Scipion l'Africain. Elle accepte les conditions qu'il lui impose, dont l'abandon de l'Espagne. En 197 av. J.-C., les territoires romains d'Espagne sont organisés en deux provinces : l'Hispanie ultérieure et l'Hispanie citérieure, avec pour capitale Tarraco. L’administration en incombe deux fois par an à deux préteurs même si, celle-ci n’était pas toujours effective.
Mais, la même année, Sempronius Tuditanus, préteur d'Hispanie citérieure, doit faire face à un soulèvement général qui provoque la défaite de l'armée romaine et la mort du préteur. Le Sénat envoie le consul Caton et une armée de 60 000 hommes. Pourtant, les peuples de la région, excepté les Ilergetes qui négocient leur reddition avec Caton, poursuivent le combat. Caton vient à bout des rebelles et reprend le contrôle de la province durant l'été de cette année, mais ne parvient pas à s'attirer les faveurs de la population et des Celtibères. Après une démonstration de force, il convainc ces derniers de retourner chez eux. Mais la soumission des indigènes n'est qu'apparente : la rumeur donnant Caton de retour en Italie, la rébellion est réactivée. Caton réplique fermement : il met fin au soulèvement et vend les prisonniers comme esclaves, rentrant à Rome en triomphe.
La rébellion se diffuse à l'ensemble de la péninsule, ce qui entraîne des pertes élevées pour l'armée romaine, dont la moitié des effectifs est tuée en 188 av. J.-C. Manlius Acidinus, préteur de la Citérieure, affronte les Celtibères à Calagurris en 184 av. J.-C., tandis que Terentius Varron bat les Suessétanes et s'empare de leur capitale, Corbio.
La conquête de la zone centrale, occupée par les Celtibères, est lancée en 181 av. J.-C. par Quintus Fabius Flaccus. Il remporte quelques victoires contre les Celtibères. Néanmoins, la conquête est principalement l'œuvre de Tiberius Sempronius Gracchus entre 179 et 178 av. J.-C., qui conquiert trente cités et villages, parfois par le biais de pactes ou en profitant de la rivalité entre Celtibères et Vascons.
Les proconsuls (ou propréteurs selon les années) qui gouvernent les provinces prennent l'habitude de s'enrichir sur le dos de la population : cadeaux forcés et abus sont pratiques communes. Durant ses déplacements, le préteur ou proconsul, est hébergé gratuitement, et il impose la livraison de grains à bas prix pour lui, sa famille, ses fonctionnaires, voire ses soldats. Le Sénat romain, après avoir reçu une ambassade des provinces hispaniques, émet en 171 av. J.-C. des lois de contrôle.
Les troubles persistèrent jusqu'en 133 av. J.-C. et la destruction de la cité celtibère de Numance, leur ultime bastion.
En 82 av. J.-C., l'Aragon est le théâtre de la guerre civile romaine, lorsque le gouverneur Quintus Sertorius, du parti marianiste, se réfugie à Osca. Les escarmouches se poursuivent jusqu'en 72 av. J.-C. et la reddition de Quintus Sertorius.

### Administration romaine

Division de l'Hispanie romaine en conventi juridici au IIe siècle.

Dans le premier découpage territorial de l'Hispanie romaine, en 197 av. J.-C., l'Aragon actuel est inclus dans l'Hispanie citérieure. À la fin des guerres lusitano-ibériques, les territoires contrôlés par Rome sont considérablement agrandis, jusqu'à couvrir l'ensemble de la péninsule ibérique. Agrippa réforme les divisions provinciales en 27 av. J.-C. et décide de former trois provinces en Hispanie : la Bétique, la Lusitanie et la province de Tarraconaise. C'est à cette dernière province qu'appartiennent les territoires aragonais actuels.
Sous le règne de Claude, les provinces hispaniques sont redécoupées en conventi juridici. La majeure partie de l'Aragon forme alors le conventus jurídici Cesaraugustanus, qui dépend de Caesaraugusta (Saragosse). Ce conventus englobe alors deux colonies (Celsa et Caesaraugusta) et dix-sept villes des vallées de l'Ebre, du Jalón, du Sègre, du Cinca et du Henares, dont les plus importantes sont Bílbilis (Calatayud), Ilerda (Lérida), Calagurris (Calahorra), Osca (Huesca), Turiasso (Tarazona), Ercavica (Cañaveruelas) et Complutum (Alcalá de Henares).
Caesaraugusta fut un centre administratif important. Les affaires importantes de tout le conventus pouvaient y être jugées en seconde instance. De plus, elle bénéficie d'un rôle religieux de premier plan, avec un culte propre donné au Genius Conventi Caesaraugustani. Ce génie romain reçoit un culte, des hommages, des sacrifices et des offrandes de toutes les cités de la circonscription administrative. Le concilium conventi se réunissait aussi à Caesaraugusta : c'est assemblée consultative réunissait les principales familles de la cité afin qu'ils donnent leur avis sur les affaires qui concernaient le conventus juridici.

Hispanie après la division provinciale de Dioclétien.

À la fin du IIIe siècle, à l'occasion de la réforme administrative de Dioclétien, la Tarraconaise est divisée en trois nouvelles provinces : la Tarraconaise, la Carthaginoise et la Gallécie, faisant elles-mêmes partie du diocèse d'Hispanie. Il semble que les conventi juridici soient d'ailleurs supprimés à ce moment, ce qui signale une perte notable d'influence pour Caesaraugusta, alors que l'ensemble des fonctions administratives est dès lors assumé par la ville de Tarraco.
Enfin, à la fin du IVe siècle, une dernière réforme administrative est mise en place : la frontière entre la Tarraconaise et la Carthaginoise est placée sur l'Ebre, ce qui place l'Aragon actuel dans la dépendance de deux cités extérieures, Tarraco et Carthago Nova.

### Romanisation

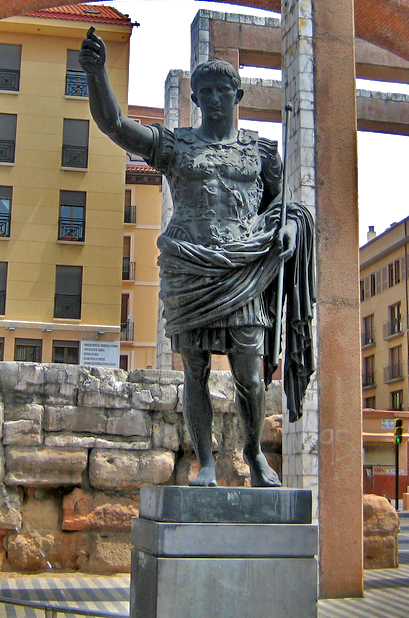
Statue d'Auguste près des restes de la muraille romaine de Saragosse.

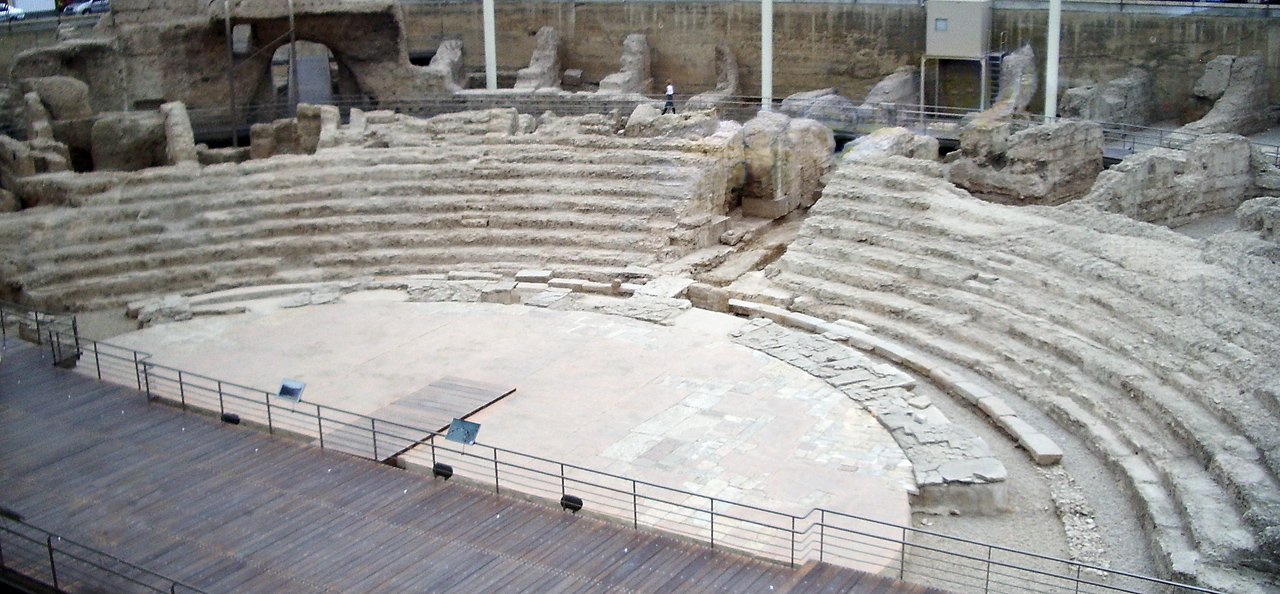
Théâtre romain de Caesaraugusta, actuelle Saragosse, capitale d'un Conventus juridici, édifié sous Auguste et Tibère.

En quelques siècles, la culture romaine s'implante en Hispanie, en particulier en Tarraconaise. Les coutumes, la religion, les lois et le mode de vie romain se sont imposés sur la population indigène, formant alors la culture hispano-romaine. Les moyens de la diffusion et de la domination de la culture romaine sont nombreux.
Une des premières tâches de l'occupant romain a été la rénovation et, le cas échéant, la création de routes, afin d'améliorer les communications et la capacité à absorber de la population nouvelle dans ces zones. Ainsi, Caesaraugusta devient le nœud de communication central dans le conventus juridici qui lui est affecté.
La romanisation a cependant été essentiellement un fait urbain. Durant la période romaine, l'ensemble des cités ibériques antérieures ont été refondées et ont reçu un appareillage monumental conséquent. Des restes sont encore visibles à Caesaraugusta (Saragosse), Osca (Huesca) ou Bilbilis (Calatayud). L'amélioration de l'urbanisation des cités et la construction d'infrastructures monumentales. Caesaraugusta est un excellent expemple de ces villes romaines qui émergent au Ier siècle : forum, thermes (es), égouts, un théâtre, un port fluvial, pont sur l'Ebre, muraille.
La création de colonies a également été un facteur de romanisation. Elles été fondées dans le but de récompenser les troupes de soldats romains libérés de leurs obligations, mais aussi de contrôler les territoires voisins. On connait en Aragon l'existence de la colonie Victrix Ivlia Celsa (Velilla de Ebro) et de Caesaraugusta (Saragosse), fondée en 14 av. J.-C., probablement le 23 décembre, sur l'emplacement d'une ville ibérique antérieure, Salduie. Elle a été fondée dans le cadre de la réorganisation des provinces de l'Hispanie par Auguste après sa victoire dans les guerres cantabres. Elle a été fondée en faveur des soldats des légions IIII Macedonica, VI Victrix et X Gemina.

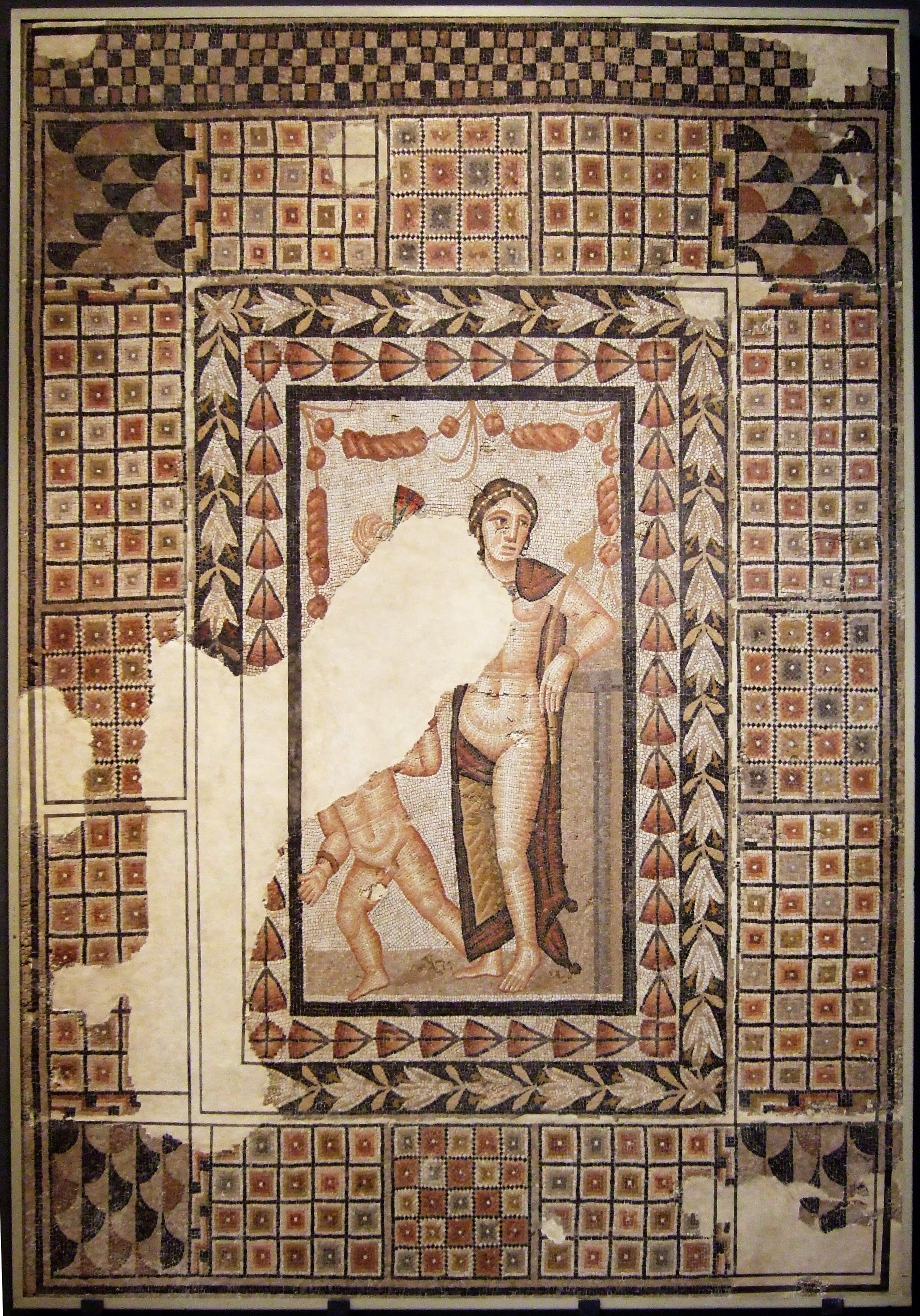
Mosaïque de Vénus et Éros, trouvée dans la villa de Fortunatus à Fraga, construite au IVe siècle.

La romanisation s'appuie également sur la création de vastes latifundia, villae centrées sur une production agricole extensive. Ces domaines étaient parfois la propriété de familles aisées originaires de Rome ou de l'Italie, mais la plupart du temps de familles indigènes qui avaient adopté les coutumes romaines. La villa de Fortunatus, près de Fraga, est un bel exemple de ces propriétés riches et confortables, habitées par l'aristocratie locale, suivant le goût romain.

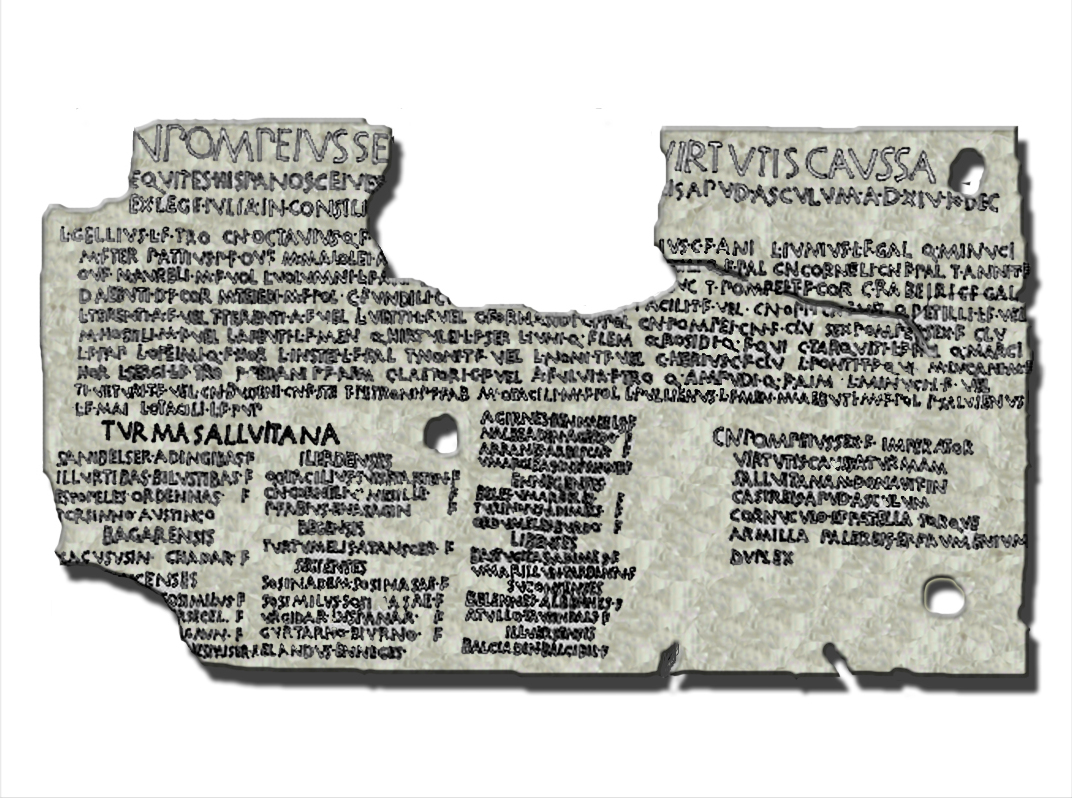
Bronze d'Ascoli (89 av. J.-C.) où sont mentionnés les membres de l'escadron de cavalerie de Caesaraugusta (TURMA SALLUITANA), qui, grâce à leur courage, furent récompensés par la citoyenneté romaine.
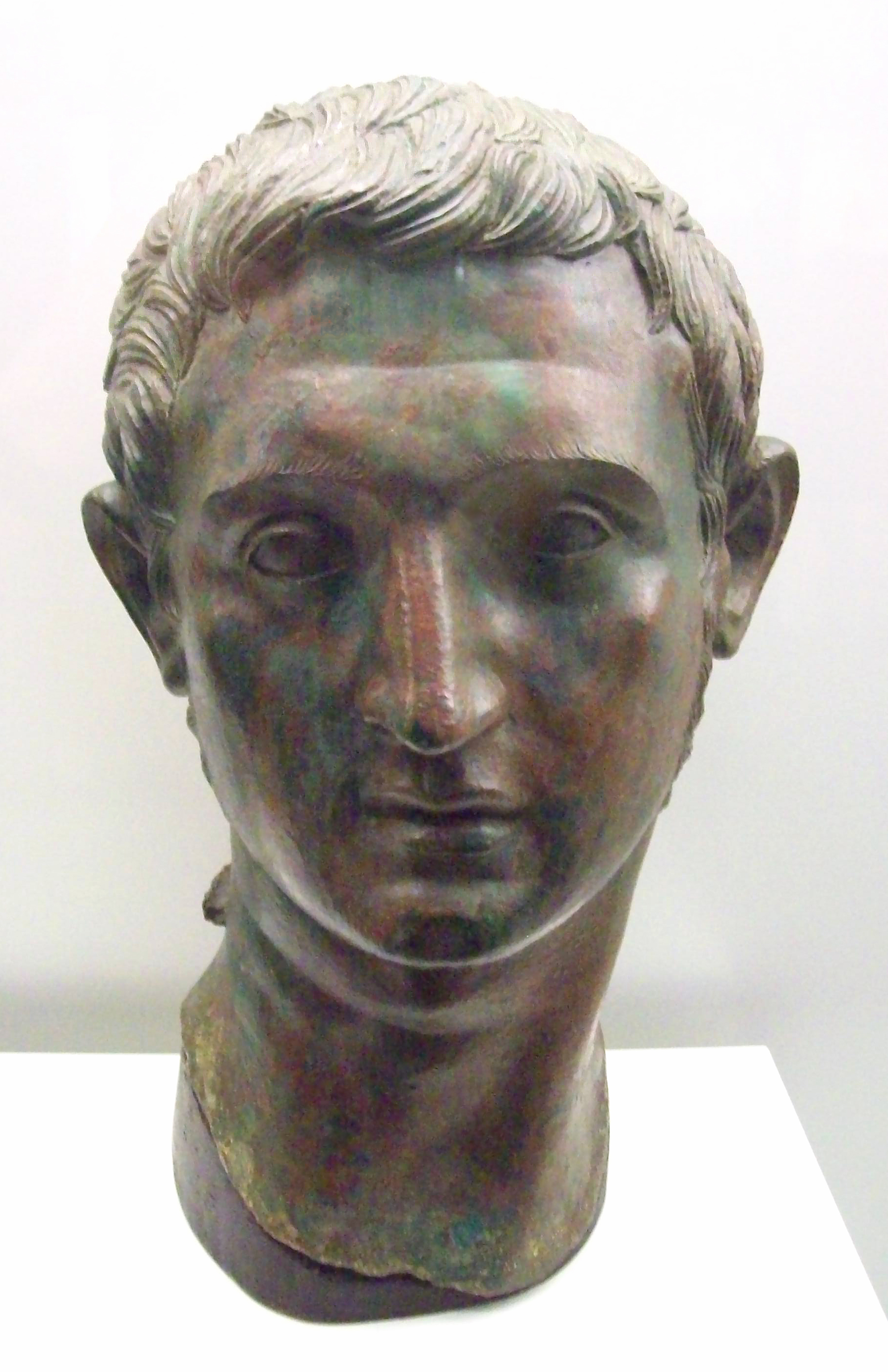
Tête d'une statue antique romaine en bronze, trouvée dans un temple romain sur le site de Cabezo de Alcalá à Azaila. C'est une représentation d'un jeune seigneur local datant du premier tiers du Ier siècle av. J.-C.
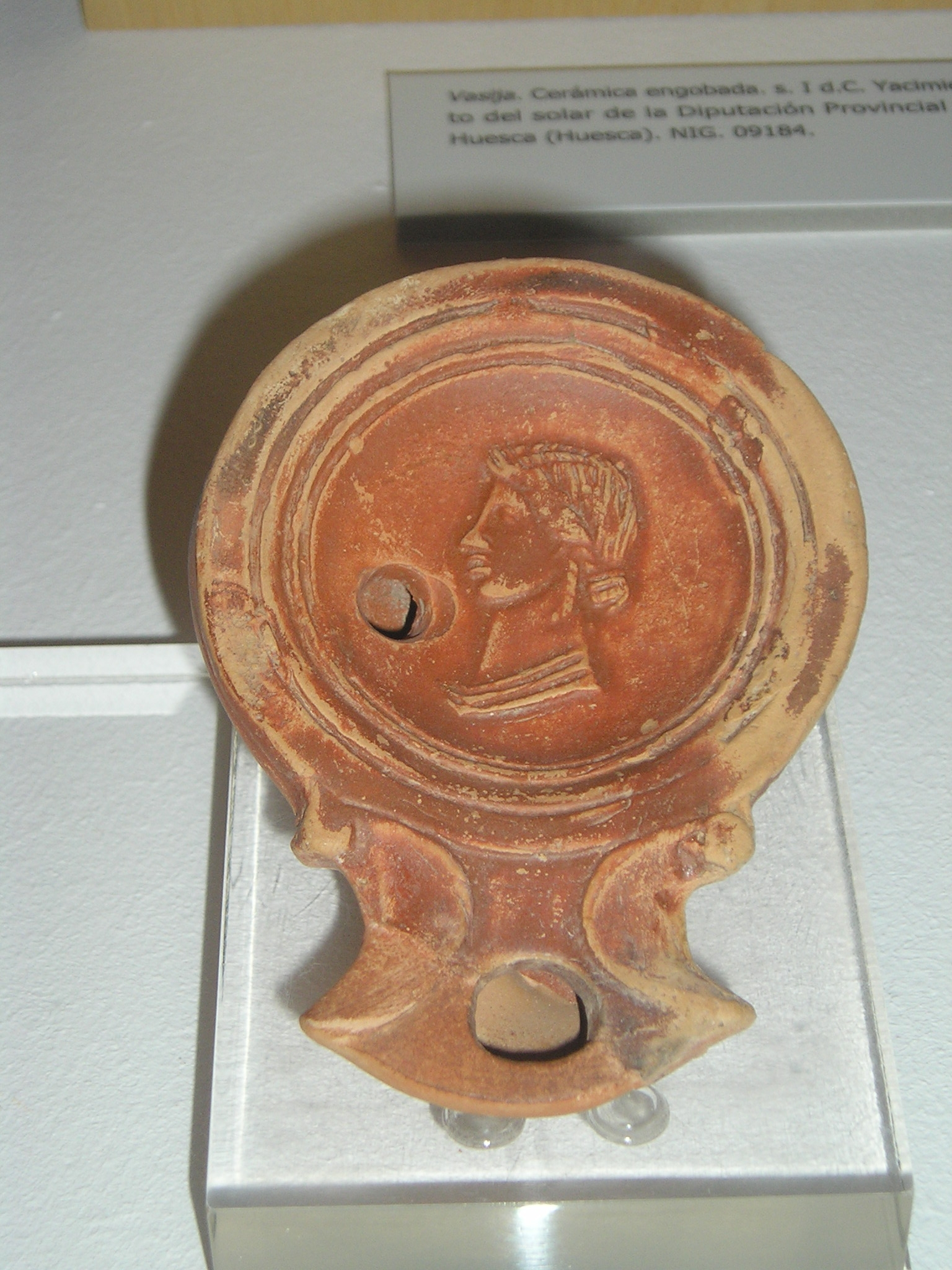
Lucernaire romain du Ier siècle trouvé à Municipium Vrbs Victrix Osca, l'actuelle Huesca.

### Déclin de Rome

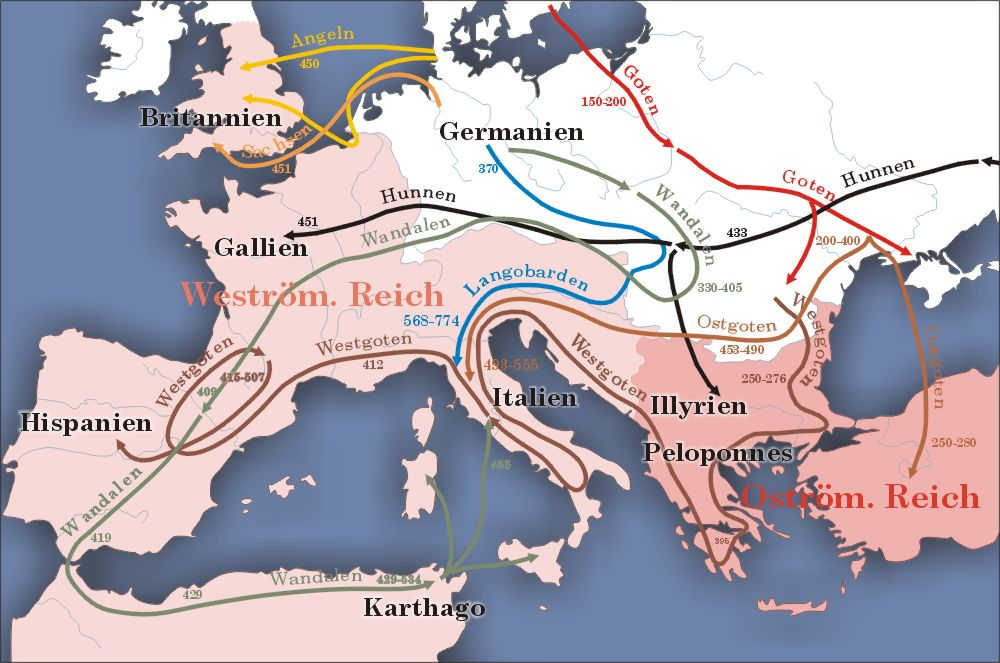
Les migrations germaniques entre le IIIe siècle et le Ve siècle en Europe.

#### Vandales, Suèves et Alains
Au milieu du IIIe siècle commence le déclin de l'Empire romain, qui s'accompagne des premiers troubles qui suivent deux siècles de paix romaine. Entre 264 et 266 commencent les premières « invasions barbares » : les Francs et les Alamans, entrés en Gaule en 260, traversent les Pyrénées et atteignent Tarazona, qu'ils saccagent. Certains d'entre eux passent en Maurétanie, tandis que les autres groupes se dispersent. La période est agitée, qui voit des groupes de brigands, appelés bagaudes, se livrer au pillage et dévaster la vallée de l'Ebre au Ve siècle.
Le 31 décembre 406, l’invasion des Vandales, des Suèves et des Alains, qui ont traversé le Rhin bouleverse le monde romain occidental. Flavius Claudius Constantinus profite de l'instabilité politique pour se proclamer empereur en 407 sous le nom de Constantin III, contre l'empereur Flavius Honorius. Constant, son fils, bat en 408 leurs rivaux et met la main sur le nord de l'Hispanie, tandis que son général, Gerontius, tient la province depuis Caesaraugusta. La pression de Constantin III et de son fils pousse Honorius à reconnaître le premier comme coempereur en 409. Le retour de Constant avec un nouveau général scandalise Gerontius qui décide de se révolter contre Constantin III, noue une alliance avec les Vandales, les Suèves et les Alains, qui occupent alors l'Aquitaine et leur permet de passer au-delà des Pyrénées, et proclame empereur l'usurpateur Maxime. Il lutte en Espagne jusqu'à sa mort, en 411, année qui voit également la disparition de Constantin III et son fils, Constant.
Maxime, poursuivi par les généraux de Flavius Honorius et obligé de se réfugier auprès des Vandales, conclut un fœdus avec les peuples germaniques installés en Espagne. Seule la Tarraconaise, où il réside, demeure libre des accords de fœdus.

#### L'arrivée des Wisigoths

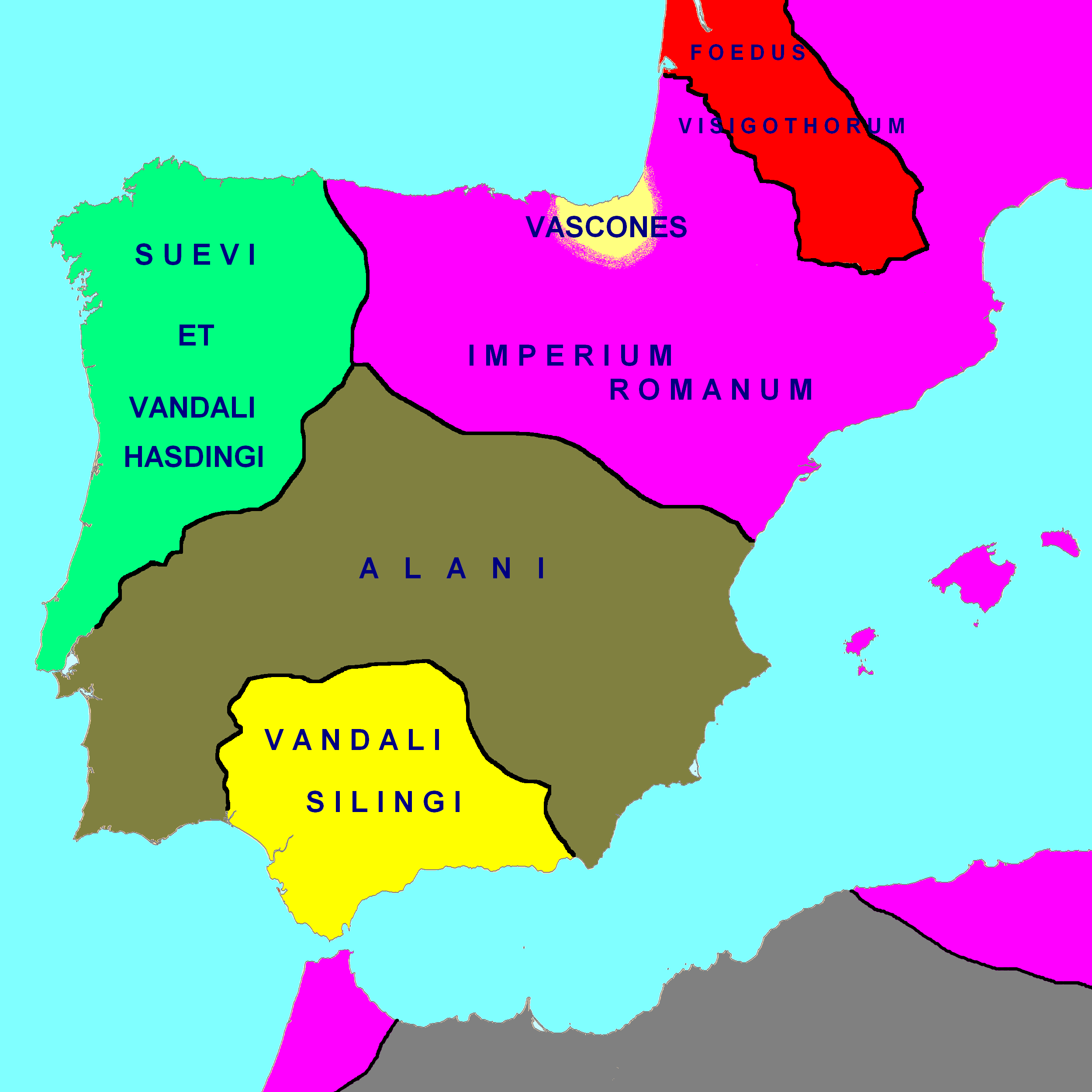
La péninsule ibérique en 418, après l'installation des Wisigoths en Aquitaine comme peuple fédéré, tandis que le nord de l'Espagne reste sous autorité romaine directe.

En 414, Athaulf, chef des Wisigoths, s'installe en Aquitaine, mais sous la pression de Constance, général au service d'Honorius, il passe en Espagne et prend Barcelone en décembre 414. En 415, Wallia, son successeur, est reconnu par Honorius comme fédéré de Rome en Aquitaine, et est chargé d'expulser les peuples germaniques installés en Hispanie. En 416, il pénètre en Espagne, bat sévèrement les cavaliers alains, repousse les Suèves en Gallécie et les Vandales en Bétique.
Durant la première moitié du Ve siècle, les Wisigoths, aux côtés des Romains, livrent une lutte continuelle aux Vandales et aux Suèves. La Tarraconaise reste sous domination romaine, mais la vallée de l'Ebre est victime des bagaudes qui saccagent la région. En 443, le magister utriusque militiae Mérobaud, poursuit plusieurs bandes et les vainc à Araciel. Ces bagaudes sont formées de brigands aux origines diverses, souvent soutenues par les Vascons ou les Suèves : Rechiaire, roi des Suèves, pille, entre 449 et 452, la vallée de l'Ebre, s'empare de Saragosse et annexe Lérida. À la demande de l'empereur Avitus, le roi wisigoth Théodoric II écrase les Suèves près d'Astorga, sur la rivière Orbigo en 456.
Cependant Ricimer, patrice des Romains, se débarrasse de l'empereur Avitus en 457 et fait acclamer Majorien. Celui-ci, épaulé de son magister militum, Ægidius, se rend en Gaule combattre les Germains : il bat les Francs sur le Rhin, reprend Lyon aux Burgondes et Arles aux Wisigoths, qui ne se considèrent plus comme fédérés depuis l'éviction d'Avitus. Finalement, Majorien est assassiné en 461 par Ricimer : Ægidius, refuse de reconnaître le nouvel empereur, tandis que les Wisigoths, menés par Euric, en profitent pour étendre leur royaume vers le nord, jusqu'à la Loire, et vers le sud, en Hispanie : l'Hispanie romaine, qui subsiste en Tarraconaise, disparaît alors définitivement.

## Moyen Âge

### Période wisigothique

#### Le royaume wisigoth
- Royaume de Toulouse vers 415
- Extension entre 415 et 476

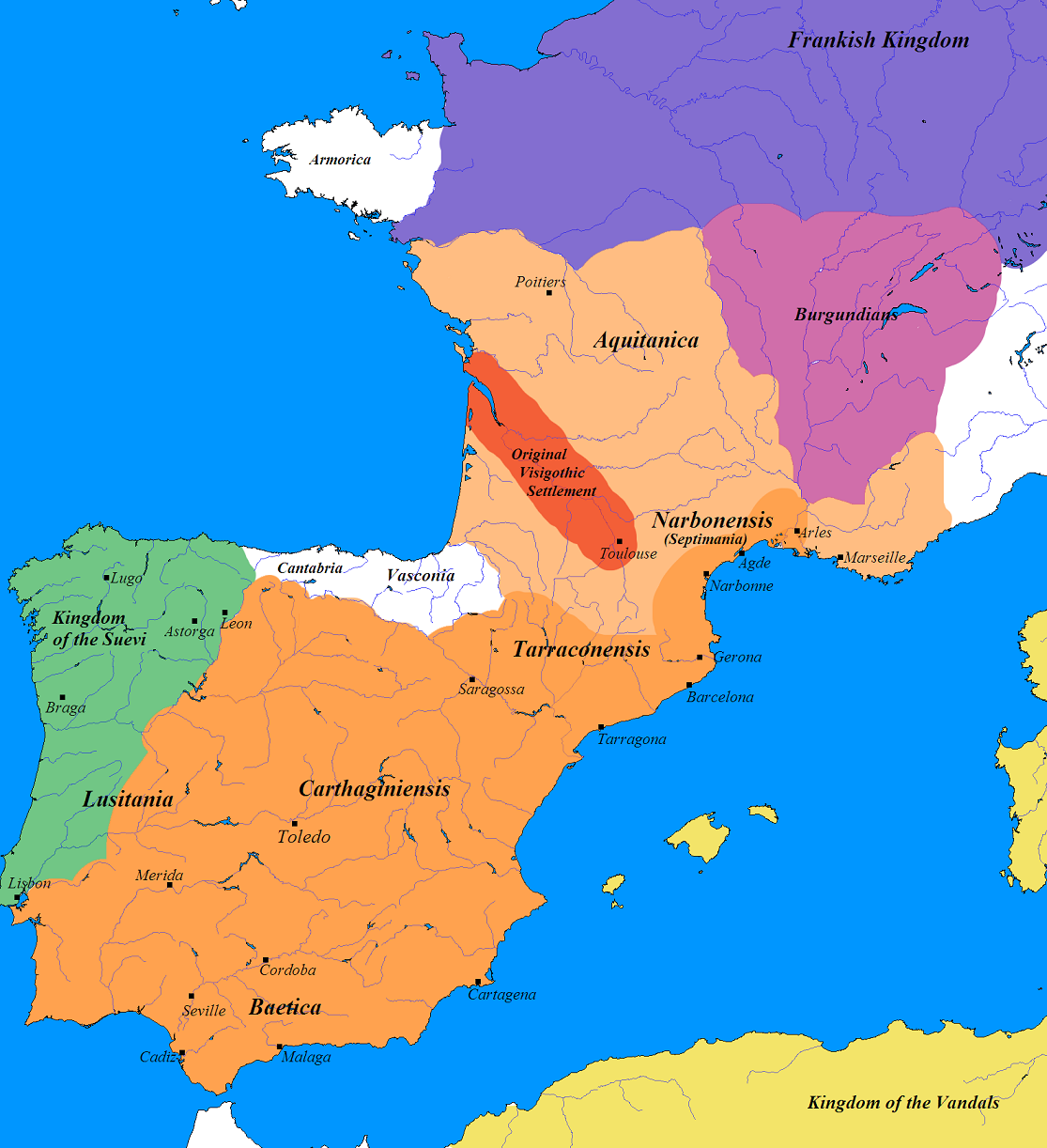
Évolution du royaume wisigoth jusqu'au VIe siècle :
Royaume de Toulouse vers 415
Territoire perdu à Vouillé en 507
Conquête du royaume suève en 575

Euric règne depuis Toulouse, où la capitale du royaume wisigoth est installée. En 475, il se fait officiellement concéder par Julius Nepos l'Aquitaine première, la Narbonnaise première et l'Hispanie. Il étend ainsi sa domination sur une grande partie de la péninsule ibérique, en particulier après 476 et la déposition du dernier empereur romain d'Occident, Romulus Augustule.
La conquête de la péninsule se poursuit durant les décennies et les siècles suivants. Les régions qui forment l'Aragon sont en effet un avant-poste face aux territoires contrôlés par les Vascons, qui pillent et saccagent la haute vallée de l'Ebre depuis leurs bases, comme Pampilona. Indépendants depuis le milieu du Ve siècle, ils ne sont finalement vaincus qu'en 581 par le roi Léovigild, qui marque sa victoire par la fondation d'une ville, Victoriacum. L'Aragon actuel se retrouve également face au territoire franc, que seules les Pyrénées sépare, même si les incursions franques se font plutôt en Septimanie : on trouve cependant des garnisons wisigothes le long de la chaîne des Pyrénées.

#### Peuplement et administration wisigoths

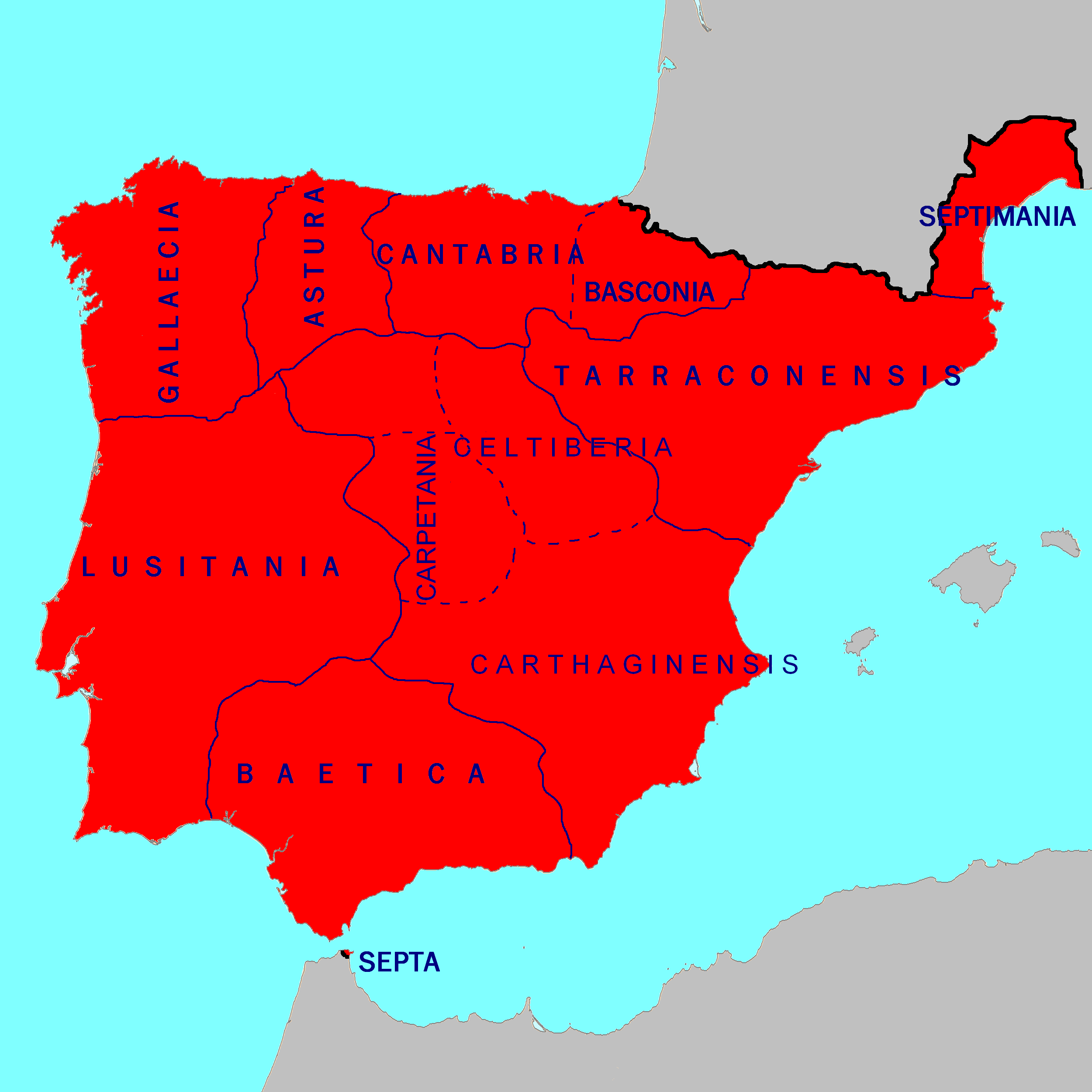
Division administrative de l'Espagne wisigothique vers l'an 700.

Bien que les Wisigoths aient commencé à s'établir en Espagne depuis la fin du Ve siècle, leur installation fut relativement limitée, du fait de leur faible nombre, au nord de la Castille actuelle, entre le Tage et l'Èbre. Le nord de l'Espagne ne fut pas une région d'élection pour ces populations germaniques et la culture y resta profondément romaine.
Les rois wisigoths ne touchèrent pas non plus à la division administrative héritée de l'Empire romain. À la tête des provinces furent nommés des ducs (duces) ou des comtes (comites). Pour l’administration religieuse étaient choisis des évêques : on trouvait ainsi un évêché à Turiaso (Tarazona), Osca (Huesca) et Cesaraugusta (Saragosse). Dans cette dernière ville se déroulèrent plusieurs conciles, en 592, sous l'épiscopat de Maxime, et, en 691, le seul concile de rang national à ne pas se tenir à Tolède, sous l'épiscopat de Valedero. Parmi les évêques les plus importants de la ville sont saint Braule, élève et ami d'Isidore de Séville, dont il acheva le Traité des Étymologies et rédigea un Éloge, et Samuel Tajón, successeur et continuateur du précédent, et ami d'Eugène d'Eugène III de Tolède, qu'il avait connu au monastère Sainte-Engrâce à Saragosse.

#### La fin du royaume wisigoth
Le règne de Wamba marque le début d'une période de difficultés, particulièrement sensibles au nord du royaume : la Septimanie et les Vascons se soulèvent en 673.
En 711, une expédition d'Arabes et de Berbères musulmans traversa le détroit de Gibraltar et vainquit le roi Rodéric à la bataille du Guadalete en juillet. Les Wisigoths poursuivirent la résistance, mais en 714, Saragosse était déjà assiégée et prise. Les musulmans, parvenus aux Pyrénées, lançaient même des raids au-delà : Toulouse était attaquée en 718 et la Septimanie conquise en 719.

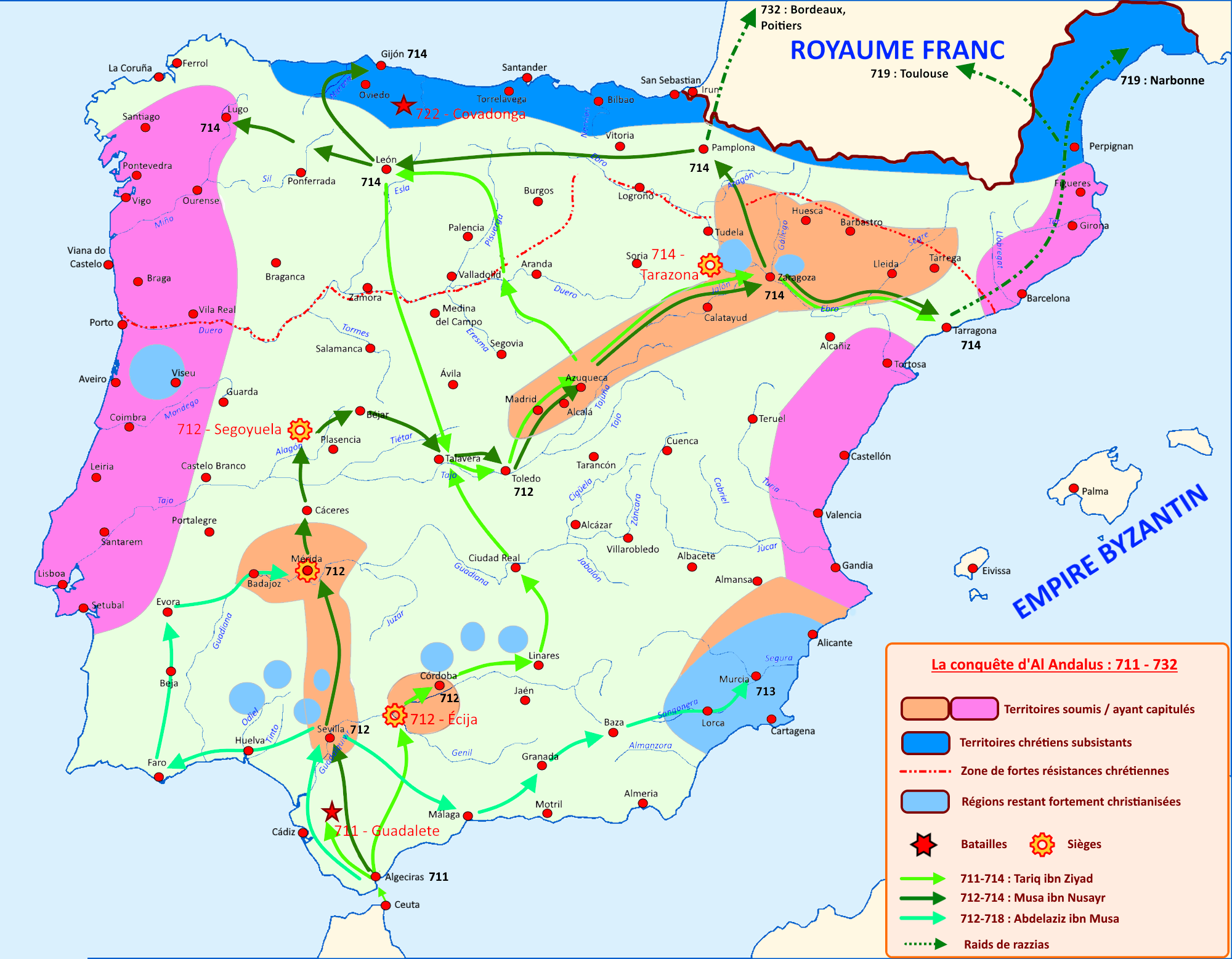
La conquête musulmane de 711

### Domination arabe (VIIIe-début duXIesiècle)

#### Période omeyyade (VIIIe-IXesiècle)

Al-Andalus en 750 à la chute du califat Omeyyade de Damas.

La Tarraconaise, comme l'ensemble de l'Espagne passe sous la domination omeyyade du califat de Damas. Le renversement des Omeyyades par les Abbassides, en Orient, a pour conséquence l'émancipation de l'Espagne : Abd al-Rahman se réfugie en Espagne et s'empare de Cordoue en 756, où il se proclame émir.
La mise en place du pouvoir arabe dans l'actuel Aragon provoque l'adhésion d'une partie de l'aristocratie locale, où les conversions à l'islam sont nombreuses chez les muladíes. Le meilleur exemple est celui du comte Cassius, noble wisigoth qui gouvernait une région autour de l’Èbre, entre Tarazona, Ejea et Nájera. Il se fait vassal des Omeyyades et conserve ses domaines. Son clan, qui prend le nom de Banū Qāsī accroît son pouvoir au cours du VIIIe siècle, grâce à l'appui que ses membres apportèrent aux émirs de Cordoue.

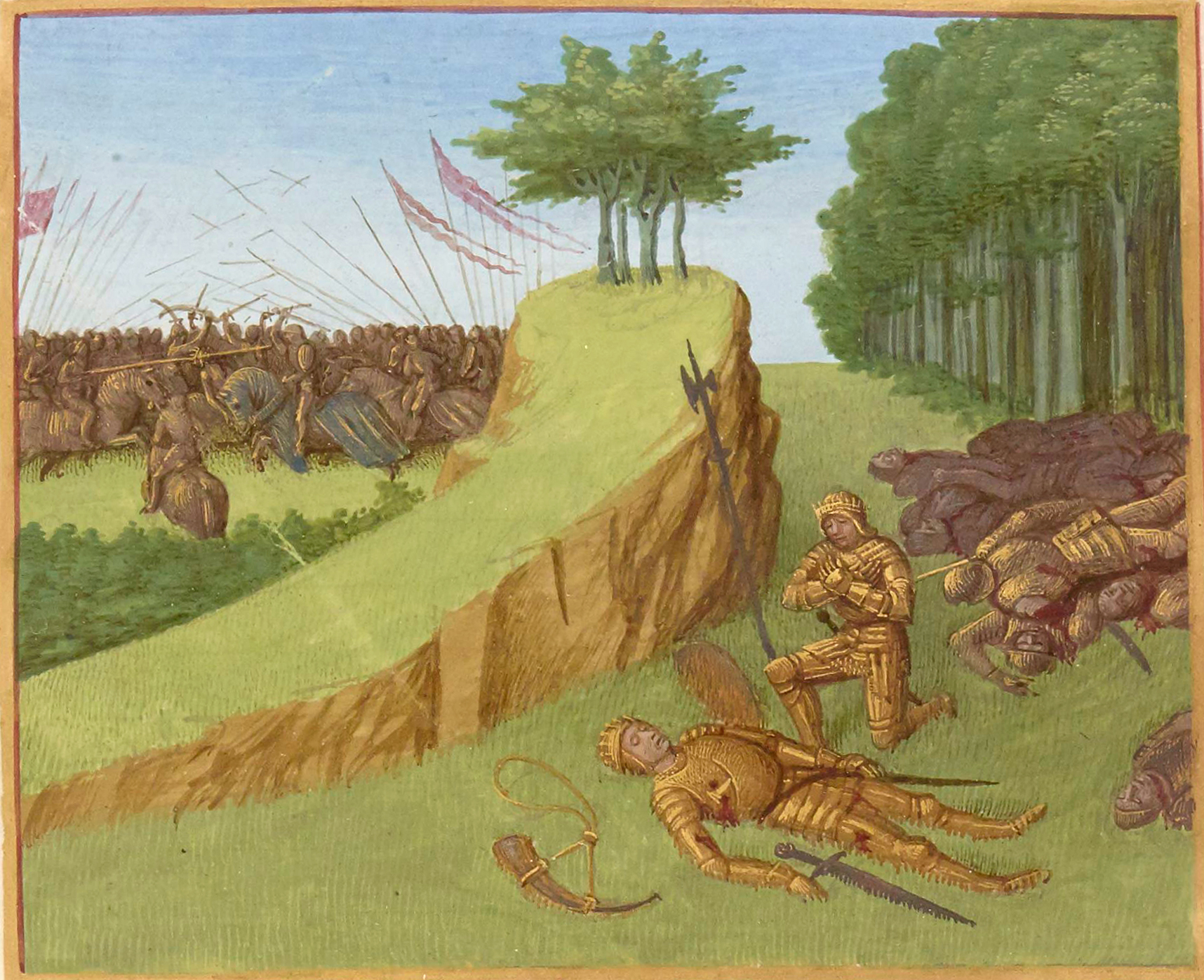
La mort de Roland, miniature des Grandes Chroniques de France, par Jean Fouquet.

Surtout, les régions de l'actuel Aragon occupent une position originale, à la frontière du royaume des Francs, au-delà des Pyrénées. Saragosse devient, sous le nom de Saraqusta, la capitale d'une des cinq provinces d'al-Andalus et le siège d'un wali, aux côtés de Cordoue, Tolède, Mérida et Narbonne. En 777, Sulayman ibn al-Arabi, wali de Barcelone et désireux de prendre son indépendance demande l'aide du roi franc Charlemagne. Il lui promet l'allégeance des walis de Saragosse, Husayn, et de Huesca, Abou Taur. En 778, une armée se met en route vers Saragosse, mais une révolte des Saxons au nord et le refus d'Husayn de se soumettre obligent Charlemagne à retirer son armée. Les troupes de Charlemagne s'emparent de quelques prisonniers dont Sulayman, sans doute livré par ses amis, mais ses deux fils, Aysun al-Arabi et Matruh al-Arabi, obtiennent la libération de leur père. C'est durant le voyage du retour que l'armée de Charlemagne est attaquée à Roncevaux par les Vascons et où Roland, duc de la marche de Bretagne, trouve la mort. Finalement, Sulayman retourne à Saragosse où, en 780, il est tué par son ancien allié Husayn, qui fait sa soumission au général Tsalaba ben Obaid, fidèle d'Abd al-Rahman, en 781.

Sous le règne du successeur d'Abd al-Rahman, Hicham Ier, la vallée de l’Èbre connait encore des troubles, que l'émir doit aller mater à Tortosa et Saragosse. Hicham en profite pour lancer des attaques contre les royaumes chrétiens qui menaçaient les frontières de l'émirat : en 791, il attaque la Castille et les Asturies, en 793 il expulse les Francs de Gérone et de Narbonne, en 795 il s'empare d'Astorga. En 796, la mort d'Hicham provoque une flambée de violence. Alphonse II des Asturies, un oncle du nouvel émir, Hakam, et le wali de Barcelone rencontrent Charlemagne et lui proposent d'entreprendre une action au-delà des Pyrénées. C'est son fils Louis le Pieux qui décide d'entreprendre en 798 une guerre et reprend Barcelone, tandis que Hakam doit affronter, dans la vallée de l’Èbre, les Banu Qasi, mais aussi avec des bandits berbères habitant les montagnes et pillant les villages.

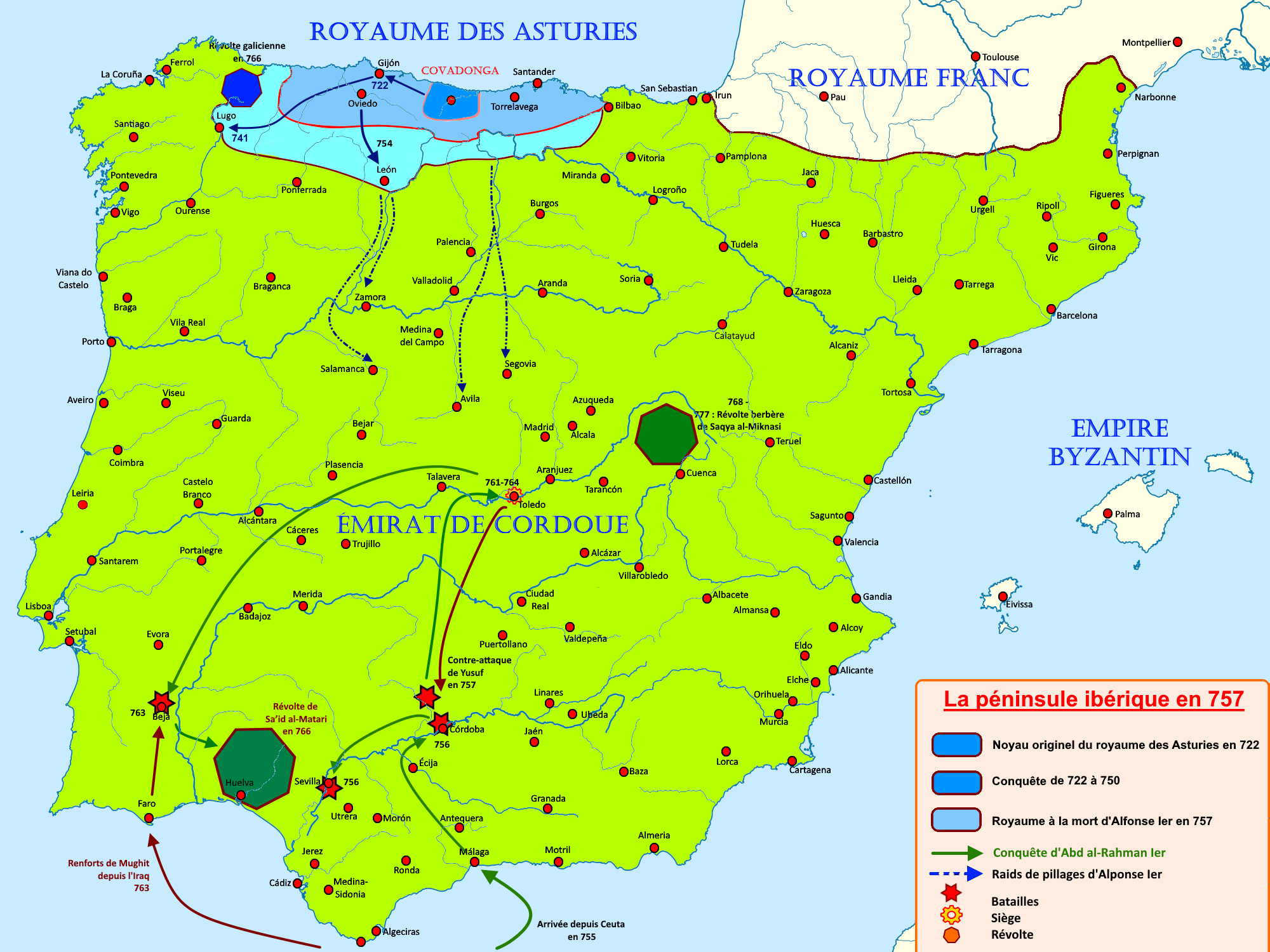
L'essor du royaume d'Asturies de 711 à 757 à
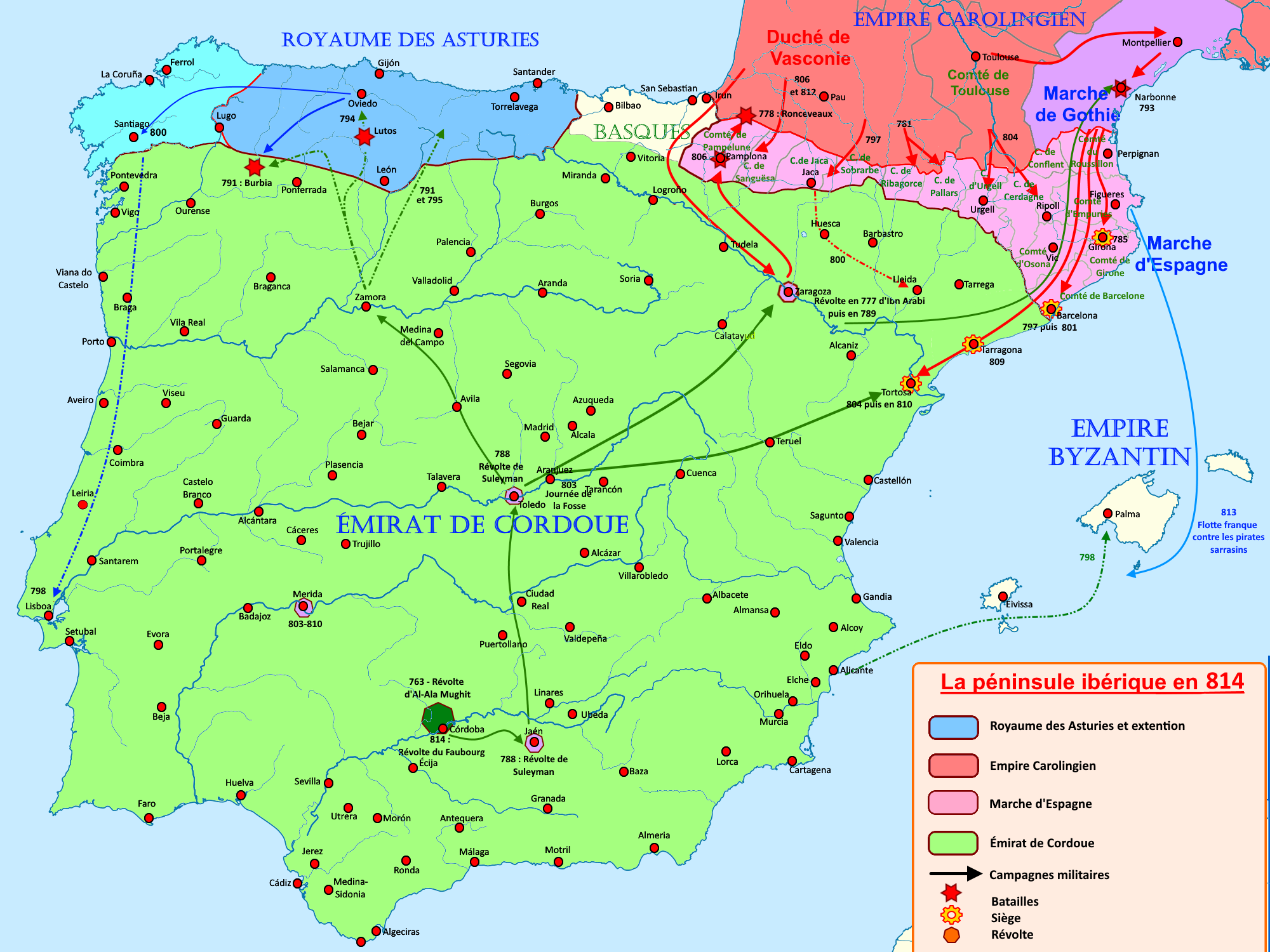
Les expéditions franques et la fondation du comté d'Aragon de 757 à 814

#### Les Banu Qasi (VIIIe-IXesiècle)

La péninsule Ibérique, avec le domaine des Banu Qasi au faîte de leur puissance, en 850.

Musa ibn Fortún, petit-fils du comte Cassius, exerce son pouvoir sur la partie supérieure de la vallée de l'Èbre (Ejea, Tudela, Tarazona, Borja, Arnedo…) jusqu'aux abords de Saragosse. Il propose son aide à Hicham Ier en échange du retrait de la région de Said ibn al-Husayn, qu'il combat et tue. Ensuite, il s'empara de Saragosse, avant d'être tué à son tour par un proche de Husayn de Saragosse.
Les Banū Qāsī maintiennent de bonnes relations avec leurs voisins chrétiens de Navarre au point que Musa ibn Fortún épouse en 784 Oneca, veuve du comte de Bigorre Íñigo Ximenes Arista et mère d'Eneko Arista, qui devint plus tard le premier roi de Pampelune. Les liens familiaux entre les Arista, rois de Pampelune et les Banū Qāsī se renforcent encore avec le mariage d'Assona (fille d'Eneko Arista) avec Musa ibn Musa. Les familles de Pampelune et des Banu Qasi s'entraident largement et se partagent le pouvoir dans le nord de l'Espagne. En 799, des Vascons pro-carolingiens assassinent le gouverneur de Pampelune, Mutarrif Ier ibn Musa, frère de Musa ibn Musa.
La famille parvint au zénith de son pouvoir avec Musa ibn Musa. Il parvient à accroître son autonomie, en renforçant encore l'alliance avec les Arista contre l'émir de Cordoue Abd al-Rahman II, en 843. Jusqu'au milieu du IXe siècle, les armées de l'émir effectuent de fréquentes expéditions punitives jusqu'à leur réconciliation. Musa II défit les chrétiens à la bataille d'Albelda en 852. Musa se fit alors appeler « troisième roi d’Espagne », aux côtés du roi des Asturies et de l'émir de Cordoue. En 852, son gouvernement s'étendait sur les terres de Tudèle, Saragosse, Calatayud et de Daroca jusqu'à Calamocha. Il fut nommé wali de la Marche supérieure, face aux royaumes chrétiens. Il intervint dans la région de Huesca, et installa son fils Lubb II ibn Musa comme wali de Tolède en 859.
En 871, Lubb, avec ses frères Ismail ibn Musa, Mutarrif II ibn Musa et Fortún II ibn Musa, se soulève : Lubb et Ismail occupent Saragosse, Mutarrif entre dans Huesca et Fortún conquiert Tudèle. Immédiatement, l'émir de Cordoue, Muhammad Ier, aidé des Banu Tujib, organise une expédition contre les fils de Musa.
Les défaites, puis les dissensions mènent les quatre frères Banu Qasi à la ruine : Mutarrif est exécuté et Lubb doit affronter la rébellion de Fortún et Ismail. Au cours du premier quart du Xe siècle, les Banu Qasi perdent leurs positions dans la vallée de l'Èbre au profit de lignages concurrents comme les Banu Tujib.

#### L'émergence du comté d'Aragon (780-1035)

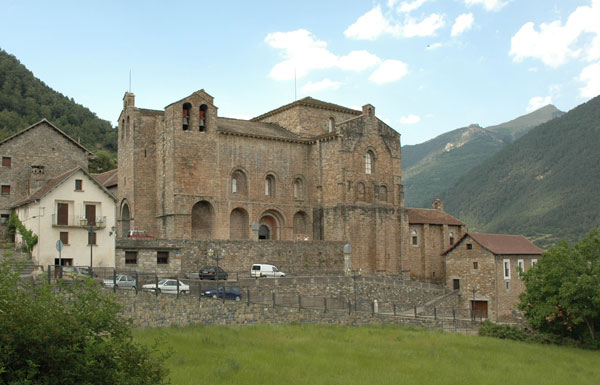
Monastère Saint-Pierre de Siresa, foyer culturel du comté d'Aragon.

Monastère Saint-Adrien de Sasabe, premier siège épiscopal d'Aragon.

En 780, les Francs, profitant de dissensions entre les musulmans, s'emparent de la ville de Jaca, reprenant pied au sud des Pyrénées pour la première fois dans la région depuis 60 ans. En 802, Aureolus devient le premier comte de la région sous le nom de « comte de Jaca ». À sa mort, le titre de comtal revient à Aznar Ier Galíndez. Le nom d'« Aragon » apparait pour la première fois en 828, lorsque le petit comté prend le nom de la rivière qui le traverse, l'Aragon, et de son affluent, l'Aragon Subordán. Ce comté d'Aragon, durant la première moitié du IXe siècle, reste dans l'orbite carolingienne, qui lui est relié par la vallée d'Hecho et le col du Somport. Cette dépendance se retrouve dans le domaine religieux : le monastère Saint-Pierre de Siresa, fondé à cette époque, est placé sous l'obédience bénédictine : son importance s’accroît et en fait le centre culturel du comté.
Au cours du IXe siècle, l'influence carolingienne recule au profit des voisins ibériques : le roi de Pampelune, Eneko Arista, s'entremet dans les guerres de succession du comté, tandis que le comte Aznar II Galíndez marie sa fille Sancha au wali de Huesca, Mohammed al-Tawil. L'expansion du royaume de Pampelune vers le sud gêne cependant considérablement les progrès du petit comté, en lui coupant les routes de la reconquête.
La mort du comte Galindo II Aznárez sans fils légitime provoque le partage de ses terres : la Sobrarbe passe à sa fille Toda, qui a épousé Bernard, comte de Ribagorce, tandis que sa fille Andregoto Galíndez apporte l'Aragon proprement dit au roi de Pampelune García II en 925. L'Aragon, dépendant du royaume navarrais, est alors considéré comme une seigneurie particulière, « terre des seigneurs aragonais », dirigée par un comte obéissant au roi de Pampelune. Le premier d'entre eux est justement un fils illégitime du comte défunt.
Peu à peu, le comté d'Aragon se développe sur le plan culturel. Les exemples de l'art de repeuplement (improprement appelé mozarabe) se multiplient. Le monastère Saint-Jean de la Peña, fondé par des religieux qui avaient quitté Saragosse, occupée par les Maures, devient un foyer de culture chrétienne tourné vers l'idéal de reconquête et la réintroduction du rite wisigoth dans la liturgie. En 922, les évêques d'Aragon, parfois appelés « évêque de Jaca » ou « de Huesca », s'installent dans la vallée de Borau. Ils prennent leur résidence dans plusieurs monastères majeurs, tels que San Juan, San Pedro ou San Adrián de Sasabe.

En 1015, le roi de Navarre Sanche III confie le comté d'Aragon à son fils illégitime Ramire. Ce premier acte eut de l'importance vingt ans plus tard, à la mort du roi, en 1035.

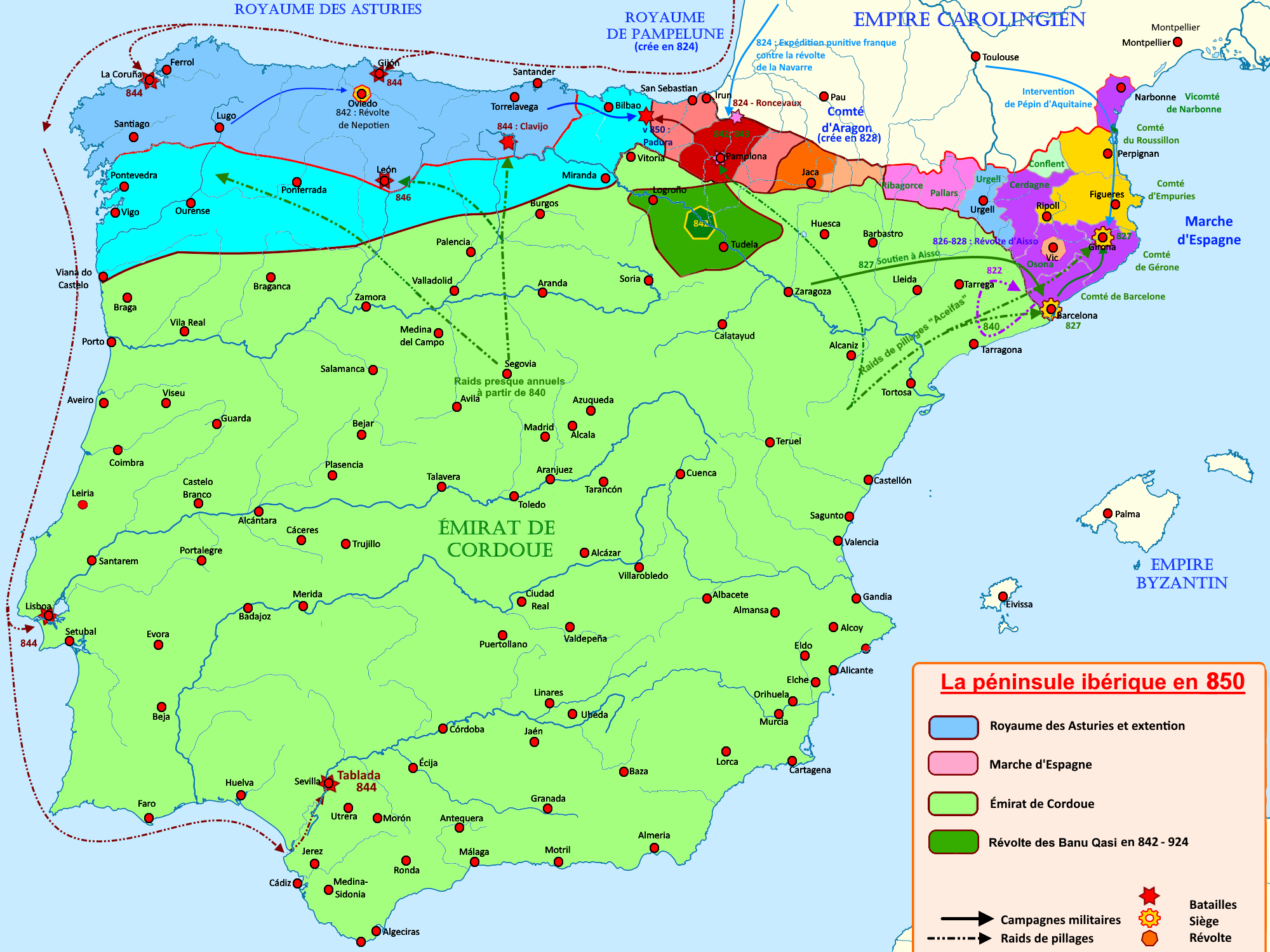
Le comté d'Aragon de 814 à 850
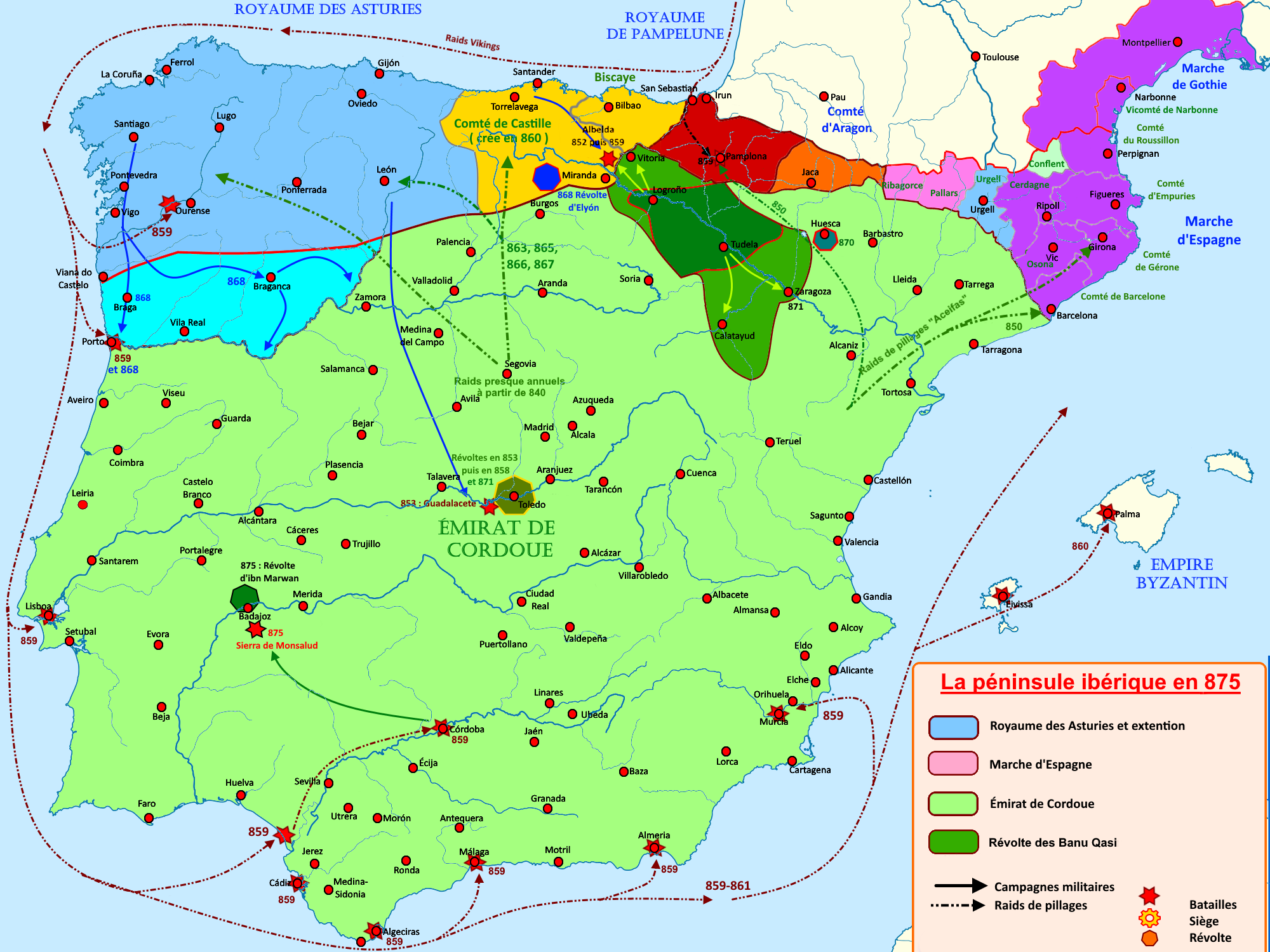
Le comté d'Aragon de 850 à 875
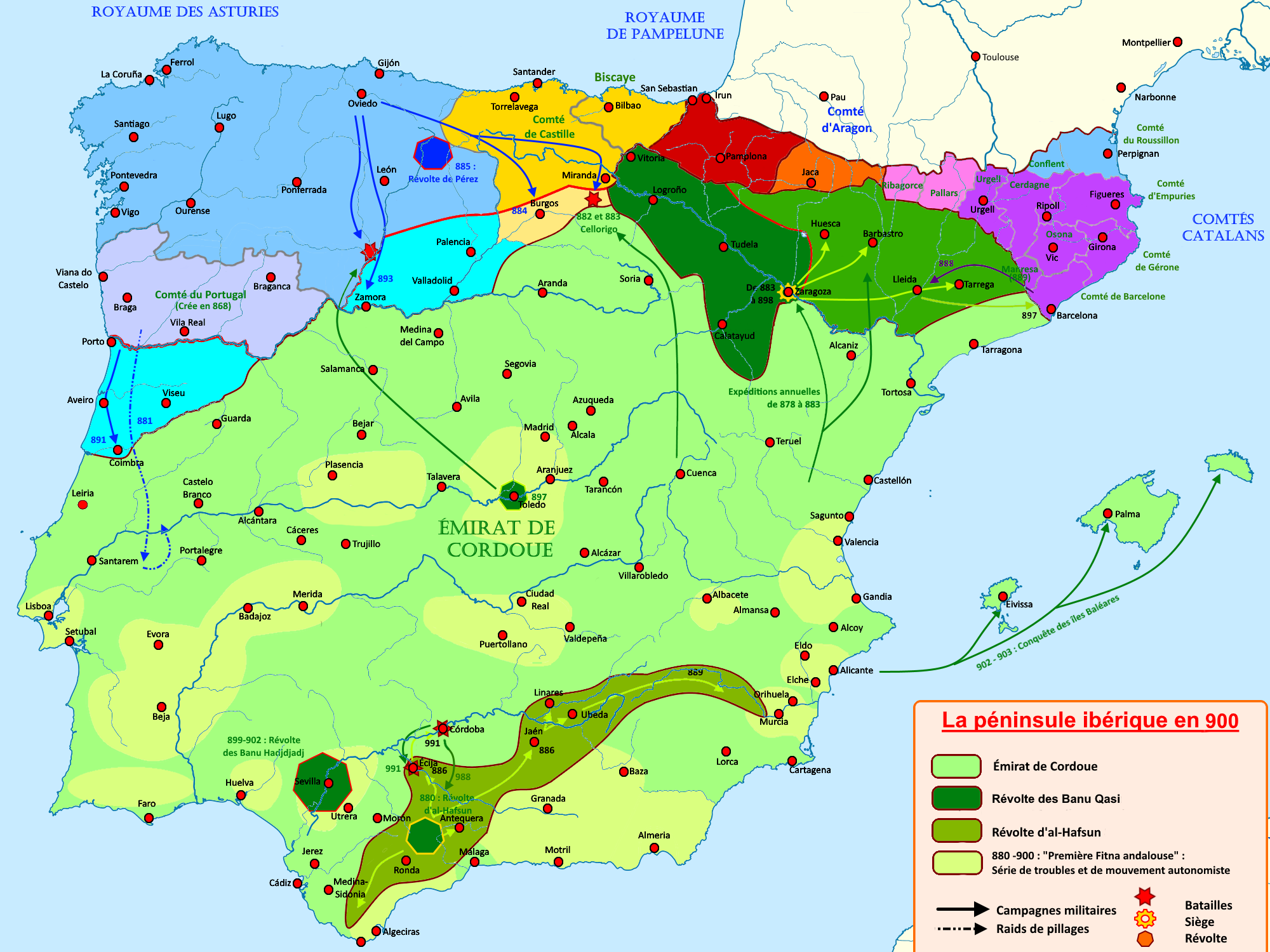
Le comté d'Aragon de 875 à 900
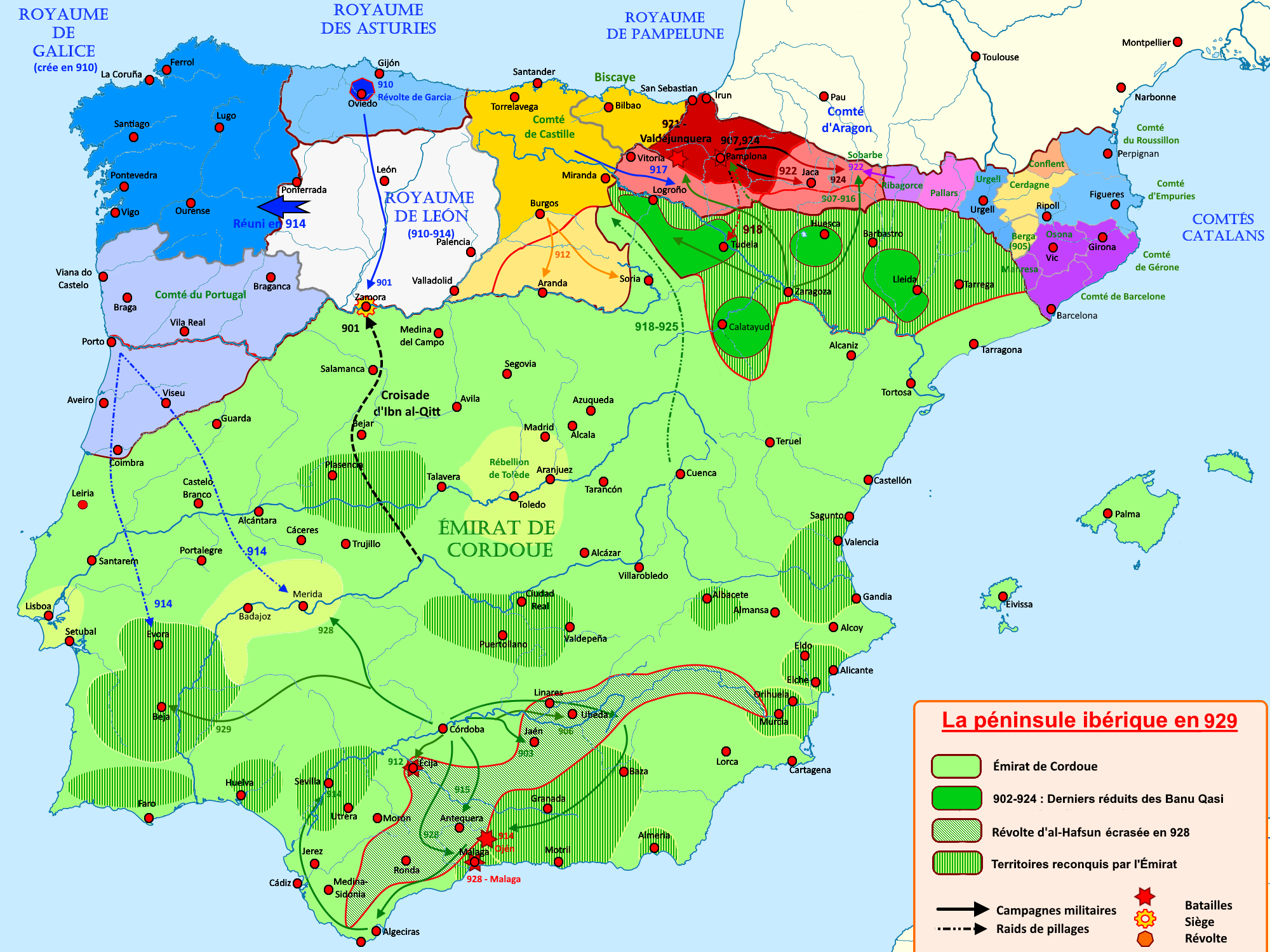
Le comté d'Aragon de 900 à 929

#### Les Banu Tujib (890-1018)

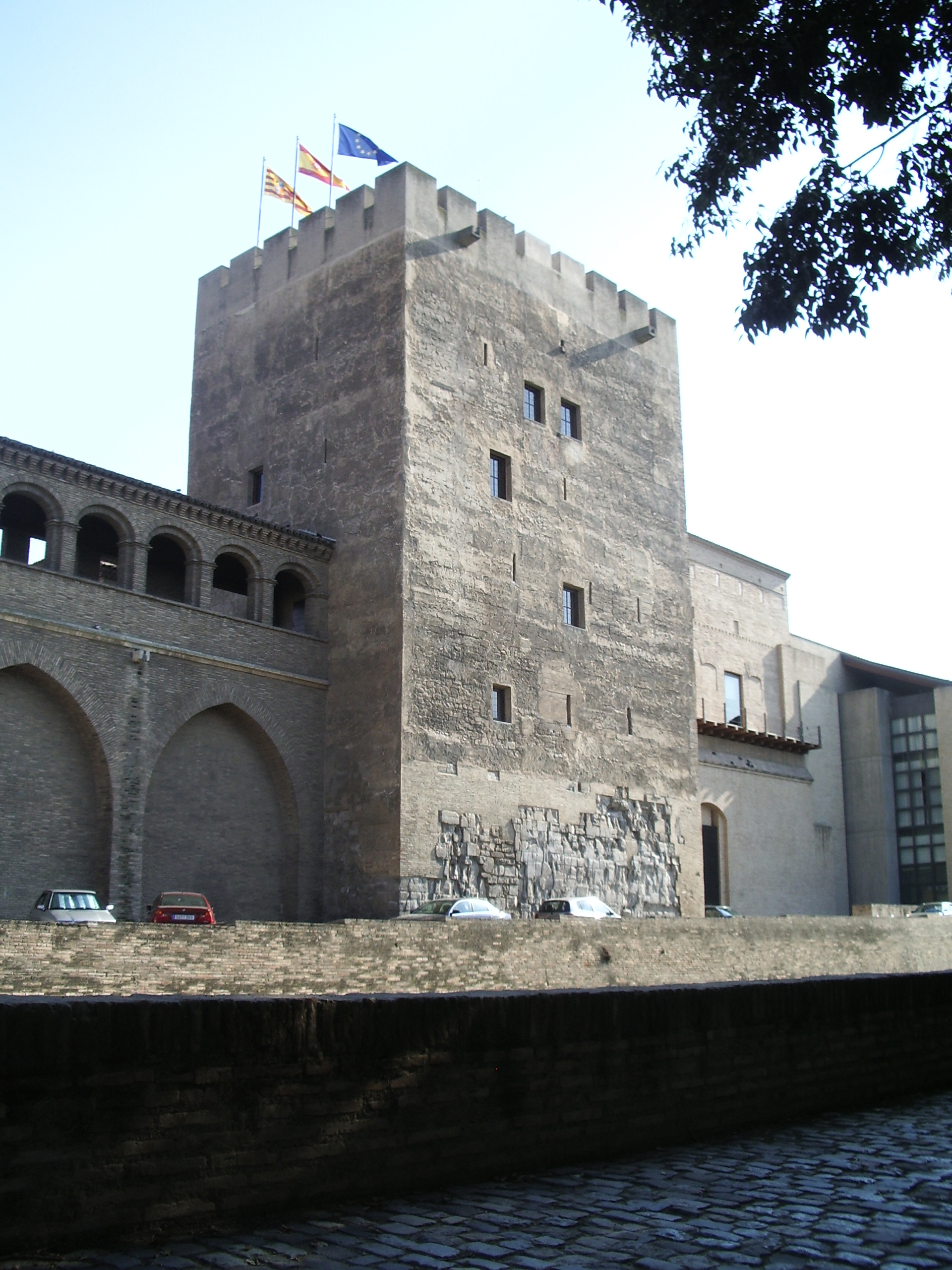
La tour du troubadour, élevée à la fin du IXe siècle par Mohammed al-Anqar comme tour défensive, intégrée plus tard au palais de l'Aljaferia à Saragosse.

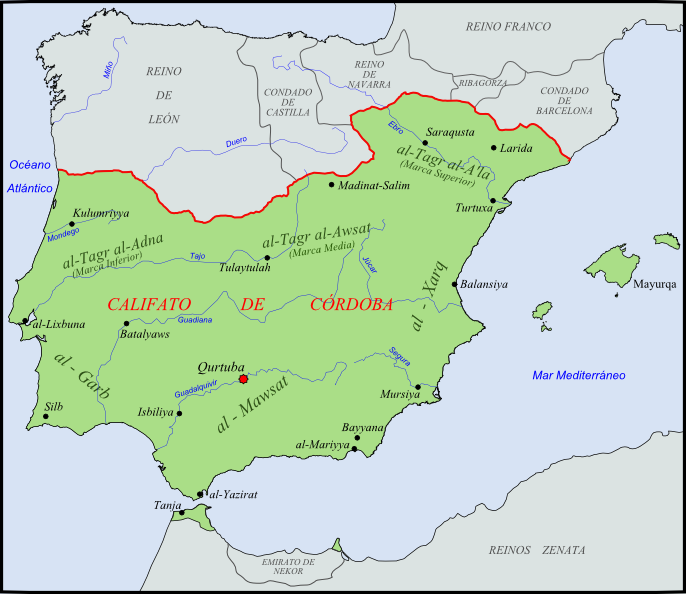
La péninsule Ibérique, durant le califat de Cordoue, vers l'an Mil.

En 890, en récompense de ses services, Mohammed al-Anqar, issu de la dynastie aristocratique des Banu Tujib, est désigné wali de Saragosse par l'émir de Cordoue Muhammad Ier. La charge de wali de Saragosse se transmet alors de façon héréditaire, ce qui permet aux Banu Tujib de renforcer leur pouvoir sur l'actuel Aragon, à partir de Saragosse et de Daroca, leur fief. À la fin du Xe siècle, ils incorporent les régions de Huesca et de Barbastro à leurs domaines, qui étaient restées sous la domination de famille muladi des Banu Sabrit, alliée aux Banu Qasi.
Les Banu Tujib soutiennent les opérations punitives menées par le califat de Cordoue contre les royaumes chrétiens, en particulier sous le règne d'Almanzor, qui relance la guerre sainte en 980.

À la mort d'Almanzor en 1002, le califat de Cordoue amorce son déclin : la guerre civile éclate en 1008 entre Berbères, Arabes, Slaves et Espagnols. Al-Mundhir, simple soldat d'Almanzor issu d'une branche cadette des Banu Tujib, devient wali de Tudèle en 1006 et de Saragosse en 1013. En 1018, il se déclare indépendant, se proclame roi de la taïfa de Saragosse, où il frappe monnaie.

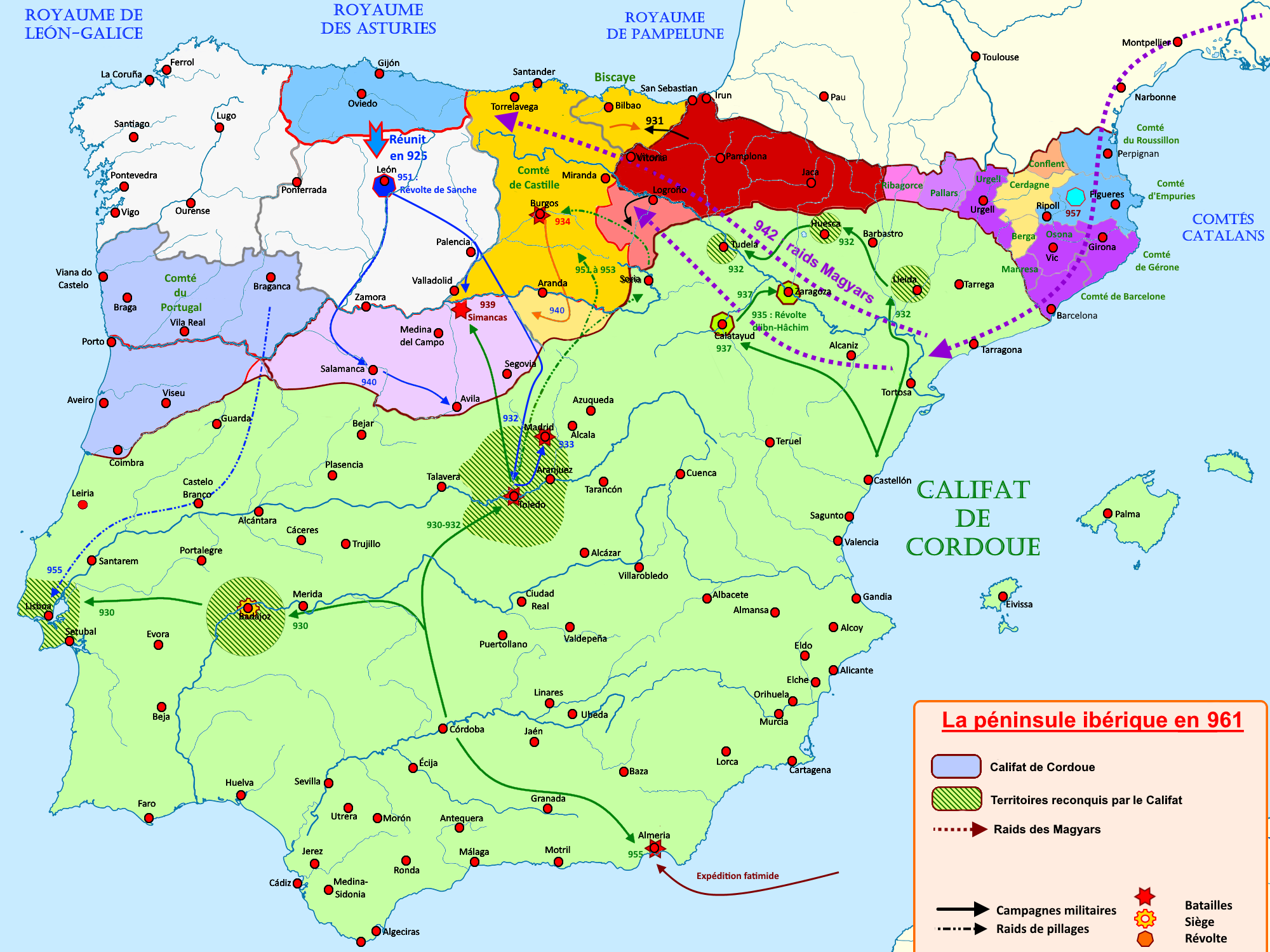
L'union du comté d'Aragon avec la Navarre de 929 à 961
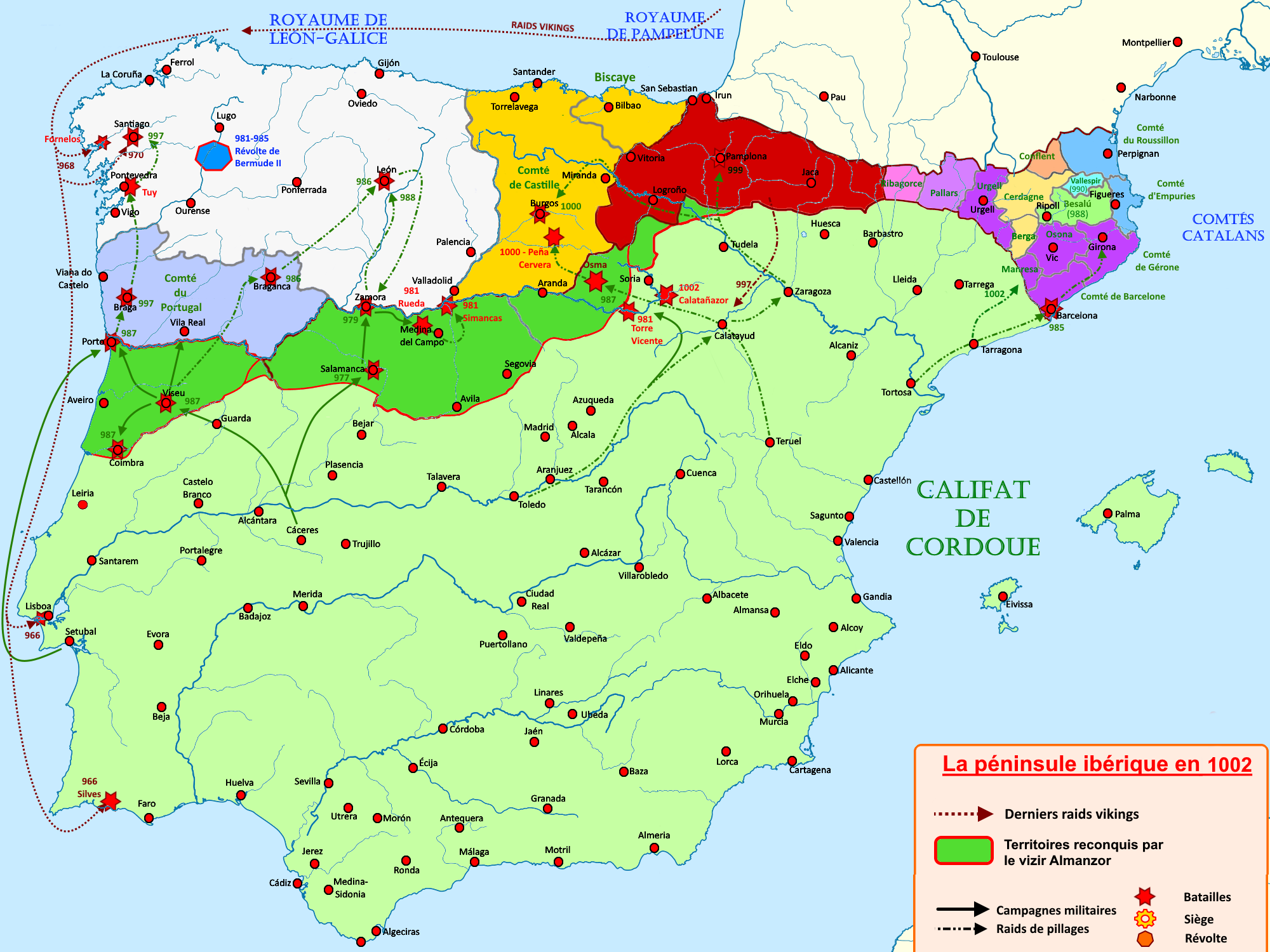
Les raids d'Almanzor de 961 à 1002
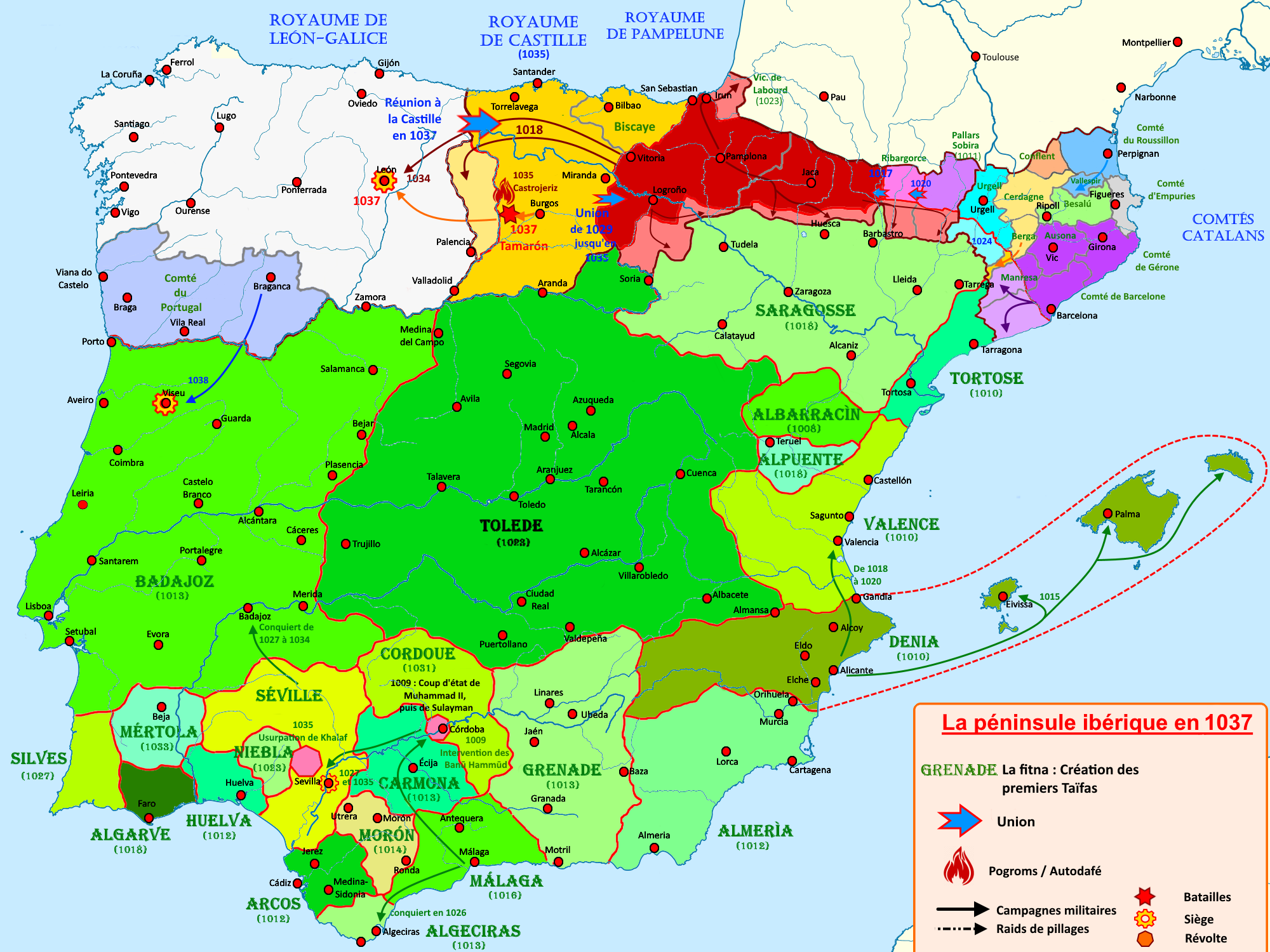
L'éclatement du califat de Cordoue et les Taïfas de 1002 à 1037

### La lutte entre le royaume d'Aragon et la taïfa de Saraqusta (XIe-début duXIIesiècle)

#### La taïfa de Saraqusta sous les Banu Tujib (1018-1038)

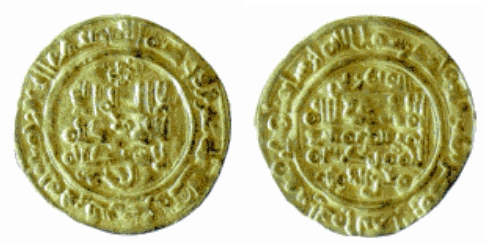
Dinar d'or frappé en 1029 sous le règne du roi de la taïfa de Saragosse Yahya al-Muzaffar.

Péninsule Ibérique à l'époque des taïfas en 1037.

Al-Mundhir Ier fut le premier roi de la taïfa de Saraqusta, sous le titre de « maire du palais », qu'avaient adoptés Almanzor et ses descendants. Le nouveau roi développa une cour brillante et s'entoura d'une administration nombreuse, dont Ibn Darray al-Qastalli et Said al-Bagdadi. Il embellit également sa capitale : agrandissement de la grande mosquée de Saragosse, construction de nouveaux bains et rénovation du palais de la Zuda (aujourd'hui tour de la Zuda).
La taïfa de Saraqusta englobait alors à l'ouest les villes de Medinaceli, Soria, Calahorra, Arnedo, Alfaro et Tudèle et les villes de Barbastro, Monzón, Fraga et Lérida à l'est. Al-Mundhir Ier lutta principalement contre Sanche III Garcés. Ce dernier s'allia avec le gouverneur de Lérida, Sulayman ibn Hud al-Musta'in, du clan des Banu Hud, qui se révolta plusieurs fois contre al-Mundhir Ier. Pour prendre le roi navarrais à revers, le roi saragossan obtint l'alliance du roi de Castille. Il lutta également contre les Banou Razin, qui dirigeait la taïfa d'Albarracín, correspondant à l'actuelle province de Teruel, avec Albarracín, Teruel et Montalbán.
En 1022, le fils d'al-Mundhir Ier, Yahya al-Muzaffar, lui succéda. Il continua la lutte contre Sanche III. Il se maria avec la sœur du roi de taïfa de Tolède, Ismaïl. Leur fils, Mundir II, lui succéda en 1036. Ce dernier mourut assassiné en 1038 par son cousin, Abd Allah ibn Hakam, qui voulait obtenir le trône pour lui. Mais il ne se maintint au pouvoir que vingt jours : les notables de la ville de Saragosse firent appel à Sulayman ibn Hud, wali de Lérida, qui s'empara du pouvoir.

#### La taïfa de Saraqusta sous les Banu Hud (1038-1110)

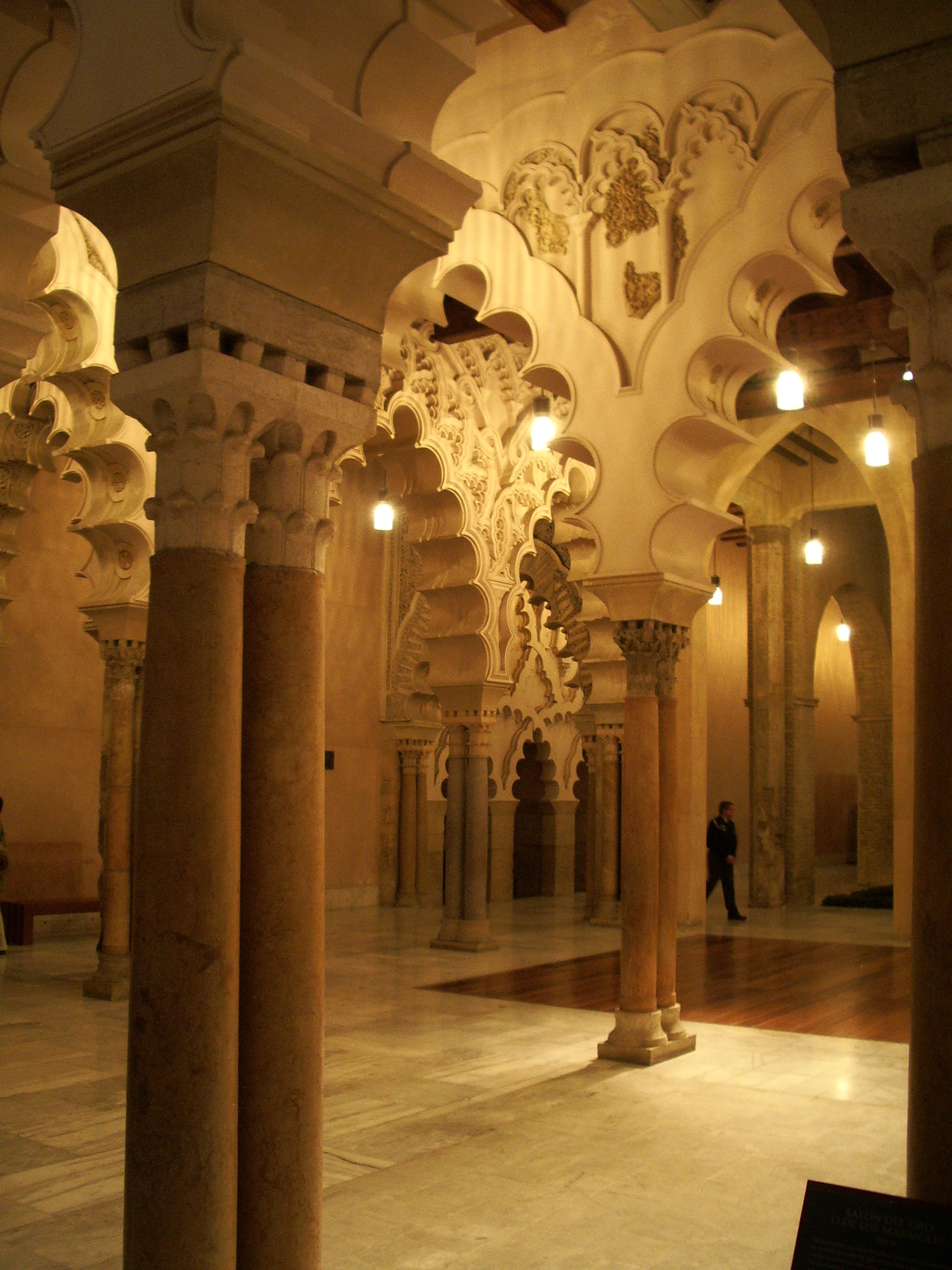
Vue intérieure du palais de l'Aljaferia, résidence des rois houdides.

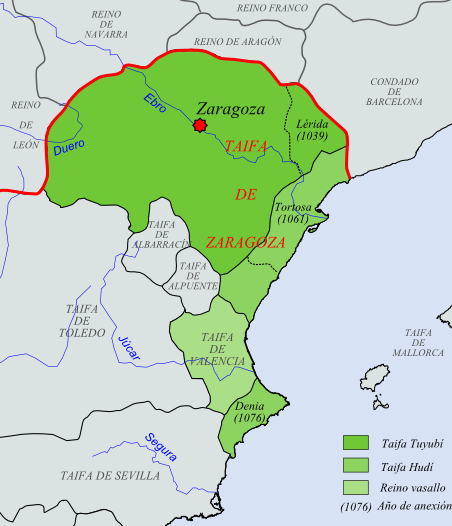
Le royaume de taïfa de Saragosse, après les conquêtes des rois houdides, en 1080.

Avec Sulayman ibn Hud, simple wali de Tudèle et de Lérida, s'installa en 1038 la dynastie des Banu Hud, qui conserva le pouvoir jusqu'en 1110. Cette période est considérée comme celle de la splendeur de l'Aragon arabe. Il s'allia au roi du León Ferdinand Ier contre le roi de la taïfa de Tolède, allié du roi de Navarre Garcia IV, et en profita pour s'étendre plus au sud, dans l'actuelle province de Guadalajara. Ces alliances étaient payées chaque année aux rois chrétiens par les rois musulmans, ce qui au cours des années finit par affaiblir les royaumes de taïfas.
Sulayman ben Hud s'assura de la fidélité des walis en installant ses propres fils. Mais à sa mort, ses fils choisirent de prendre chacun leur indépendance et frappèrent leur propre monnaie : Yusuf al-Muzaffar à Lérida, Lubb à Huesca, Muhammad à Calatayud et Ahmad al-Muqtadir à Saragosse. À la suite d'une dure guerre fratricide, al-Muqtadir réussit à réunir sous son commandement les terres distribuées à ses frères : le dernier de ses frères, Yusuf, résista à Lérida jusqu'en 1078. Il étendit également son autorité sur la taïfa de Tortosa en 1061, puis sur celles de Dénia en 1076 et de Valence (cette dernière étant vassalisée).
Cependant, les frontières septentrionales restées menacées par le jeune royaume d'Aragon, dirigé par Ramiro Ier et Sanche Ier. En 1063, al-Muqtadir dirigea une expédition, comprenant des troupes castillanes du roi de Castille Sanche II et un certain Rodrigo Díaz de Vivar, contre Ramiro Ier qui assiégeait Graus. En 1064, Sanche Ier s'empara de Barbastro avec l'aide de contingents venus du royaume de France, répondant à un appel à la croisade du pape Alexandre II : Áhmad al-Muqtadir appela à son tour au djihad et reconquit Barbastro en 1065. À la suite de la perte d'Alquézar en 1065, le roi houdide conclut des traités avec le roi de Navarre Sanche IV en 1069 et 1073. Mais en 1076, le roi navarrais fut assassiné et Sanche Ier d'Aragon se partagea le royaume avec le roi de Castille Alphonse VI.
De plus, l'alliance de revers avec le roi de Castille, Alphonse VI, fut affaiblie par la vassalisation du roi de Valence, Abu Bakr. Le roi de Castille avait en effet projeté la conquête du royaume de taïfa de Tolède, pensant laisser le royaume de Valence en compensation au roi de Tolède. Ahmad al-Muqtadir dut verser plusieurs tributs élevés à Alphonse VI afin qu'il permette la soumission de la région de Valence.
À sa mort en 1081, al-Muqtadir partagea ses territoires en deux parties. Yusuf al-Mutaman hérita de la partie occidentale de la taïfa, avec les régions de Saragosse, Tudèle, Huesca et Calatayud, tandis que son frère Mundir obtenait les régions côtières, avec Lérida, Tortosa et Denia.
Le roi d'Aragon Sanche Ier se faisait de plus en plus menaçant au nord. C'est à cette époque que Rodrigo Díaz de Vivar, noble chrétien chassé du royaume de Castille, entra au service du roi de Saragosse avec ses mercenaires. Il resta à son service jusqu'en 1086 et y gagna le surnom de « Cid ». Cela n'empêcha pas les Aragonais de conquérir plusieurs forteresses importantes : Graus, qui menaçait Barbastro, Ayerbe, Bolea et Arascués qui dominaient Huesca, et Arguedas, proche de Tudèle. Saragosse fut même assiégée par Alphonse VI de Castille en 1086.
Ahmad al-Mustain II, fils d'al-Muqtadir, lui succéda la même année. Les conquêtes chrétiennes sont alors importantes : les royaumes de taïfas sont affaiblis et déchirés après la conquête de la taïfa de Tolède par Alphonse VI en 1085. Les rois de Séville, Al-Mutamid, de Badajoz et de Grenade s'unissent afin de demander l'intervention de Yusuf ibn Tachfin, émir des Almoravides. La coalition musulmane vainc les chrétiens à la bataille de Sagrajas en 1086, ce qui laissa quelque liberté au royaume de Saragosse, obligeant Alphonse VI à lever le siège de la ville.
En 1090, les rois de taïfas furent destitués par les Almoravides qui agrandirent leur empire, sauf al-Mustain II, qui maintenait avec eux de bonnes relations. Pourtant, Monzón, en 1089, Balaguer, en 1091 et Huesca, en 1096, tombèrent aux mains du roi d'Aragon. Al-Mustain II fut finalement tué en 1110 à la bataille de Valtierra, près de Tudèle, contre Alphonse Ier d'Aragon, qui s'empara encore d'Ejea et de Tauste.

Son successeur, Abdelmalik, fut contraint de se déclarer vassal du roi de Castille, ce qui provoqua la colère des Almoravides. Ils s'emparèrent de la ville de Saragosse en 1110, Abdelmalik devant se réfugier dans la citadelle de Rueda de Jalón. Cet événement marqua la fin du royaume de taïfa de Saragosse.

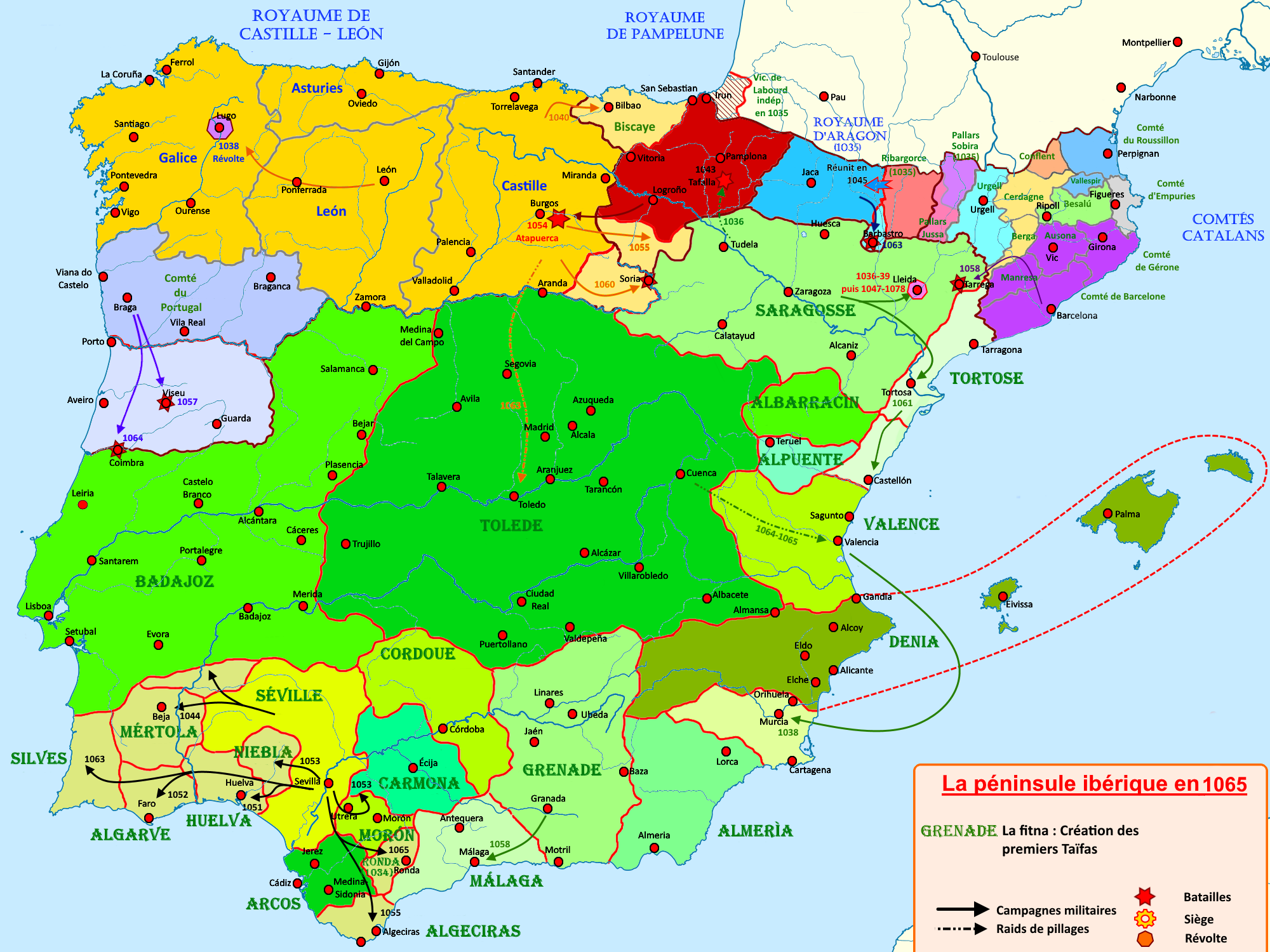
La création du Royaume d'Aragon 1037-1065
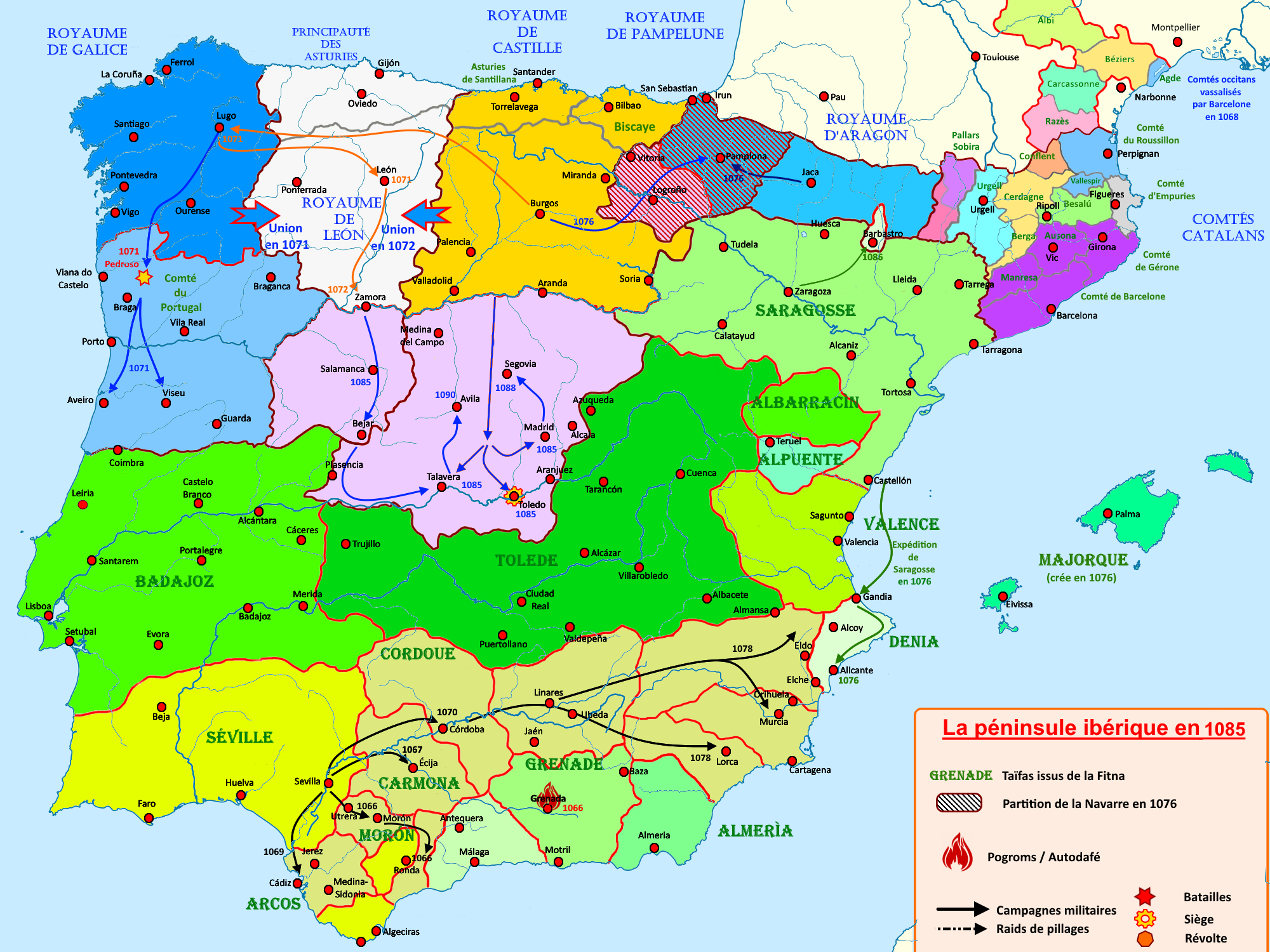
Le royaume d'Aragon de 1065 à 1085

#### Période almoravide (1110-1118)
Le wali almoravide de Valence, Muhammad ibn al-Hadj, obtint le gouvernement de Saragosse et de sa région. Il établit fermement la frontière septentrionale de l'empire almoravide le long des cours de l’Èbre et du Tage. Il gouverna jusqu'en 1115, s'efforçant de contrecarrer les offensives d'Alphonse Ier d'Aragon.
L'émir Ibn Tifilwit lui succéda et s'entoura d'une cour brillante, composée de poètes et de philosophes qui fuyaient l'atmosphère et intégriste que les Almoravides faisaient régner plus au sud. Il prit pour vizir Avempace, philosophe, médecin, astronome, géomètre, musicien et poète. Il mourut cependant en 1117, tandis que le wali de Murcie obtenait de gouverner Saragosse. En mars 1118, le roi d'Aragon Alphonse Ier, avec l'aide de croisés français, de moines-soldats des ordres militaires et d'Abdelmalik, mit le siège devant Saragosse dont il s'empara à la fin de l'année. La chute de Saragosse fut rapidement suivie par celle des villes de Calatayud et de Daroca après la bataille de Cutanda en 1120, ce qui mit fin à l'occupation musulmane en Aragon.

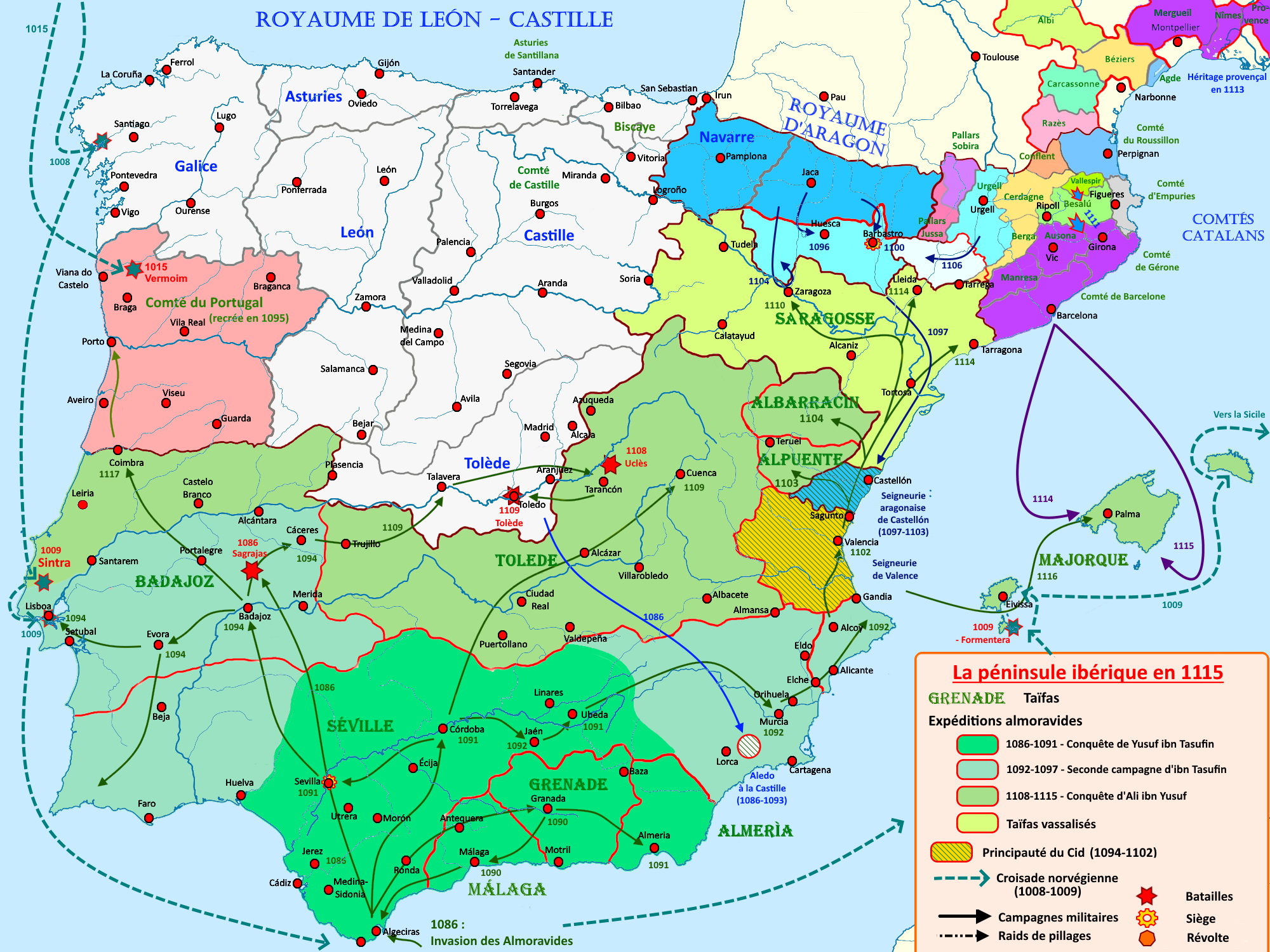
Les conquêtes almoravides de 1085 à 1115

#### L'émergence du royaume d'Aragon (1035-1137)

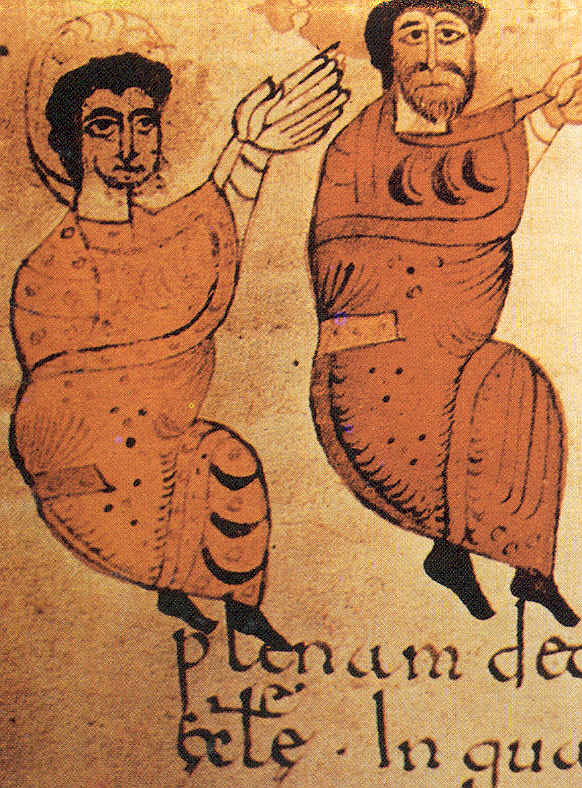
Miniature représentant Ramire Ier, barbu, et son fils Sanche, imberbe (miniature de la première moitié du XIIe siècle).

Le partage du royaume de Navarre à la mort de Sanche III le Grand.

Sanche le Grand partage en 1035 ses États entre ses quatre fils : Ramire hérite de l'Aragon, dont il devient le premier roi. En 1043, son frère Gonzalo, roi de Sobrarbe et Ribagorce est assassiné, et c'est lui qui hérite de son royaume. Le jeune royaume d'Aragon continue à s'étendre au cours du XIe siècle. Il intègre d'abord la région des Cinco Villas. En 1076, à la mort de Sancho IV « le Noble », roi de Navarre, l'Aragon arrondit ses frontières en s'emparant des territoires orientaux du royaume de Navarre, tandis que la Castille s'empare de l'ouest de ce royaume. La construction de forteresses s'accélère le long de la frontière, comme le château de Loarre, menaçant Huesca.
Mais l'expansion du royaume se fait essentiellement face aux musulmans de la taïfa de Saraqusta, et sous les règnes de Sanche Ier et de Pierre Ier, le royaume poursuit son expansion vers le sud. En 1063, Sanche Ier bénéficia de l'aide des croisés dans sa guerre de reconquête, à la suite de l'appel du pape Alexandre II, avec le soutien de l'abbé Hugues de Cluny. Une importante armée fut réunie, composée principalement d'Aquitains menés par Guillaume VIII et de Bourguignons menés par Thomas de Chalon, d'un contingent pontifical mené par le Normand Guillaume de Montreuil. L'armée prit Graus, puis marcha sur Barbastro, qui faisait alors partie du taïfa de Lérida, dirigé par al-Muzaffar. La ville fut rapidement prise et le butin considérable. En 1065, les musulmans contre-attaquèrent et reprirent la ville. Cependant, amplifiée par les Clunisiens, la prise de Barbastro eut un retentissement énorme dans la chrétienté.

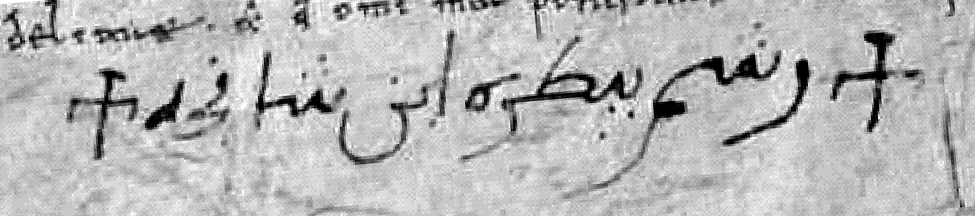
Signature autographe en arabe de Pierre Ier sur une charte de 1100 : « roi Pierre ibn Sanche ».

Signum regis (signature royale) de Pierre Ier et d'Alphonse Ier le Batailleur.

Pierre Ier poursuit la politique de son père. Il défait Al-Musta'in II de Saragosse à la bataille d'Alcoraz et s'empare de la ville de Huesca en 1095 et en fait la nouvelle capitale de son royaume. En 1101, il prend Barbastro et Sariñena, puis Tamarite de Litera en 1104. Il s'occupe aussi de consolider ses conquêtes en faisant élever des forteresses à El Castellar et Juslibol, afin de surveiller les musulmans de Saragosse.
Alphonse Ier, roi à partir de 1104, gagne le surnom de « Batailleur » grâce à sa politique militaire extrêmement active. Il épouse en 1109 Urraque, fille aînée et héritière d'Alphonse VI de Castille. L'union est annulée en 1114, mais Alphonse Ier continue d'utiliser les titres de roi de Castille et d' « empereur de toutes les Espagnes » (imperator totius Hispaniae). Il se bat également au nord : en 1131, il traverse les Pyrénées afin de venir en aide à Gaston de Béarn et les seigneurs de Foix et du Comminges qui réclament son assistance contre le duc Guillaume X d'Aquitaine. Il poursuit également les conquêtes au sud et cherche à attirer en Aragon des seigneurs venus d'outre-Pyrénées afin de faciliter son entreprise, comme Gaston de Béarn. Il s'empare des terres basses de la vallée de l'Ebre : Ejea, Valtierra, Calatayud, Tudèle et surtout, en 1118, Saragosse. En 1120, à la bataille de Cutanda, il remporte une victoire importante sur les Almoravides et met la main sur la majeure partie de l'Aragon actuel. Il est cependant sévèrement battu le 17 juillet 1134 à la bataille de Fraga, y est grièvement blessé. Il meurt quelques semaines plus tard, laissant le royaume sans héritier. Son testament fait des ordres religieux militaires des Templiers, des Hospitaliers et du Saint-Sépulcre.

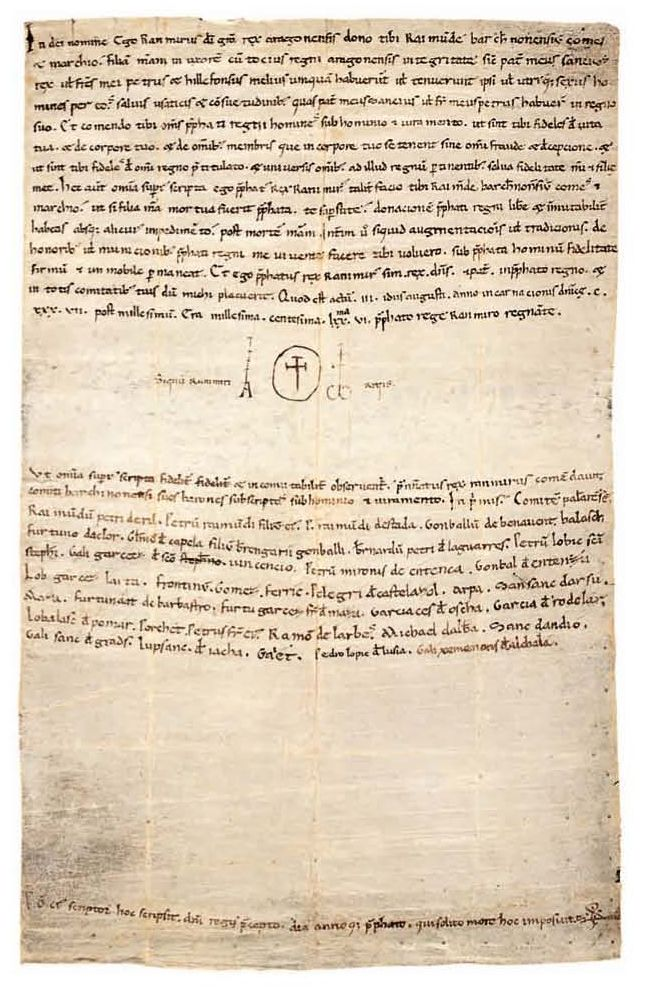
Contrat de mariage entre Pétronille, représentée par Ramire II, et Raimond-Bérenger, le 11 juillet 1137.

En 1135, refusant le testament d'Alphonse Ier, les nobles navarrais se choisissent Garcia V comme roi, tandis que les Aragonais élisent le frère d'Alphonse Ier, Ramire II. Évêque de Roda et de Barbastro quand il est élu par l'assemblée de Jaca, il reçoit le surnom de « Moine ». Il doit rapidement affronter l'agitation de la noblesse aragonaise, qu'il réprime violemment en 1136 – épisode qui donne lieu au développement de la légende de la « cloche de Huesca ». Afin d'assumer la continuité dynastique, il épouse Agnès de Poitiers, fille du duc Guillaume IX. De son mariage il a une fille, Pétronille, dont la main est tout d'abord sollicitée par le roi de Castille Alphonse VII. Mais Ramire II décide finalement de l'unir au comte Raimond-Bérenger IV de Barcelone : ce mariage donne naissance à l'union du comté de Catalogne et du royaume d'Aragon au sein de la Couronne d'Aragon. Dès 1137, Ramire II transmet ses pouvoirs à son gendre, sans toutefois abdiquer. Raimond-Bérenger, « prince d'Aragon », prend la tête des deux États, permettant à Ramire II de se retirer de la vie politique.

### L'expansion de la Couronne d'Aragon (1137-1469)

#### L'union de la Catalogne et de l'Aragon (1137-1412)

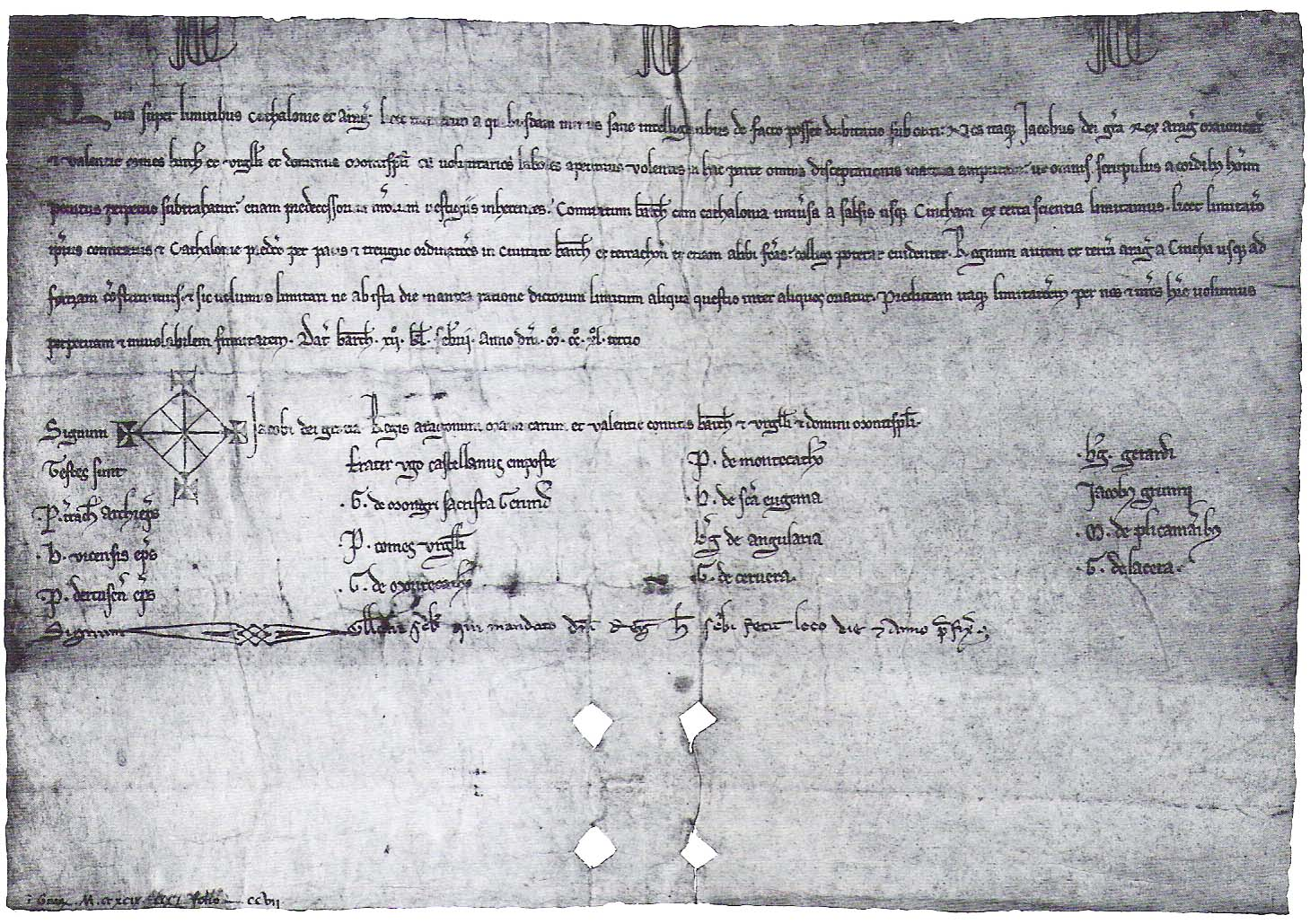
Charte de Jacques Ier qui fixe la limite entre l'Aragon et la Catalogne à la rivière Cinca.

Expansion de la couronne d'Aragon dans la péninsule ibérique entre le Xe siècle et le XIVe siècle.

La Couronne d'Aragon et ses voisins en 1210.

En 1137, sa fille, Pétronille, épouse Raimond-Berenguer IV, comte de Barcelone. En 1164, leur fils, Alphonse II devient le premier souverain de la Couronne d'Aragon, portant simultanément les titres de comte de Barcelone et de roi d'Aragon. Il s'agit bien de l'union dynastique de deux entités autonomes, qui conservent leurs usages, leurs coutumes et leurs monnaies particuliers et qui, à partir du XIVe siècle surtout, développèrent des institutions politiques particulières. De la même manière, les territoires annexés postérieurement obtinrent d'avoir leurs institutions propres, comme à Valence ou en Sicile. L'expression de « couronne d'Aragon », pour désigner ce vaste ensemble, s'imposa au XVIe siècle, comme le montre le titre de la principale œuvre de Jerónimo Zurita, les Annales de la Couronne d'Aragon, de 1580. Le choix de l'Aragon pour désigner cet ensemble composite vient de la prééminence du titre de roi d'Aragon, qui avait été reconnue par Pierre IV le Cérémonieux : « les rois d'Aragon doivent recevoir l'onction dans la ville de Saragosse, qui est la tête du royaume d'Aragon, qui est notre principal titre ». En 1243, Jacques Ier définit de façon précise la frontière entre la Catalogne et l'Aragon : la Catalogne s'étendait « depuis Salses jusqu'au Cinca », et l'Aragon « du Cinca jusqu'à Ariza »
Les territoires qui composent la couronne aragonaise en 1164 sont :
- le royaume d'Aragon (Jaca, Roda de Isábena, Huesca, Barbastro, Tarazona, Saragosse et Calatayud) ;
- les comtés catalans, soit le comté de Barcelone, mais aussi les comtés qui lui ont été réunis : comtés de Berga, Besalú, Gérone, Manresa et Osona ;
- les comtés vassaux et feudataires de la Couronne : comtés de Pallars Sobirà, de Pallars Jussà, d'Urgell, d'Ampurias, de Roussillon, de Bigorre et de Comminges, vicomtés de Béarn, de Carcasonne et du Razès ;
- le marquisat de Provence, héritage de la mère de Raimond-Bérenger IV, Douce de Provence, et dirigé directement par Alphonse II entre 1166 et 1196 (Arles, Nice, Aix-en-Provence, Marseille), mais aussi les comtés du Carladès, du Gévaudan et de Millau ;
- les conquêtes de Raimond-Bérenger IV (Daroca, Monreal del Campo, Montalbán, Caspe, Fraga, Lérida et Tortosa).

Peu à peu, les rois d'Aragon cherchent à renforcer l'indépendance et la cohésion de leurs domaines. Le 23 mars 1154, à la demande de Raimond-Bérenger IV, le pape Anastase IV détache l'évêché de Tarragone du diocèse de Narbonne pour former un nouveau diocèse de Tarragone. Les évêchés suffragants sont ceux de la Couronne d'Aragon : Gérone, Barcelone, Urgell, Vic, Lérida, Tortosa, Saragosse, Huesca, Pampelune, Tarazona et Calahorra. La plupart des comtés catalans indépendants, comtés d'Urgell, de Pallars Jussá et Pallars Sobirá, de Roussillon et d'Ampurias, furent intégrés à la couronne d'Aragon entre le XIIe et le XIVe siècle : le comté d'Urgell maintint une dynastie particulière, quoique vassale du roi d'Aragon, jusqu'en 1314. En 1205, Pierre II rencontra le pape Innocent III afin de vassaliser directement les États de la Couronne à la papauté.
Parallèlement, les rois d'Aragon renoncèrent à leurs prétentions au-delà des Pyrénées. En 1213, Pierre II voulut porter secours à son vassal de Foix, Raimond-Roger, et au comte de Toulouse, Raimond VI, menacés par la croisade des Albigeois, menée par Simon de Montfort. Mais il fut sévèrement battu et tué, tandis que son fils Jacques était fait prisonnier, à la bataille de Muret, qui sonna le glas des interventions aragonaises dans la région. Les rois d'Aragon poursuivirent donc leur expansion au Levant et en Méditerranée.

Expansion de la couronne d'Aragon en Méditerranée au milieu du XVe siècle.

L'expansion se poursuivit tout d'abord au sud de la péninsule. Alphonse II étendit son royaume jusqu'au sud de l'actuel Aragon en s'emparant de Teruel et d'Alcañiz. En rivalité avec les États de la Couronne de Castille, les rois aragonais eurent la garantie de pouvoir étendre leur autorité sur les royaumes de Valence et de Denia, par les traités de Par les traités de Tudilén en 1151 et de Cazola en 1179. La Couronne d'Aragon connut de considérables agrandissements sous le règne de Jacques Ier le Conquérant, qui s'empara de l'île de Majorque en 1229, constitué en royaume, de Minorque en 1232 et d'Ibiza en 1235, puis le royaume de Valence en 1238, constitué en royaume séparé avec les territoires de Valence, de Denia. L'expansion aragonaise se poursuivit outre-mer, par l'acquisition du royaume de Sicile par Pierre III en 1282, de l'île de Malte par Alphonse III en 1283, de la Sardaigne par Jacques II en 1323 et des duchés d'Athènes en 1381 et de Néopatrie en 1377.

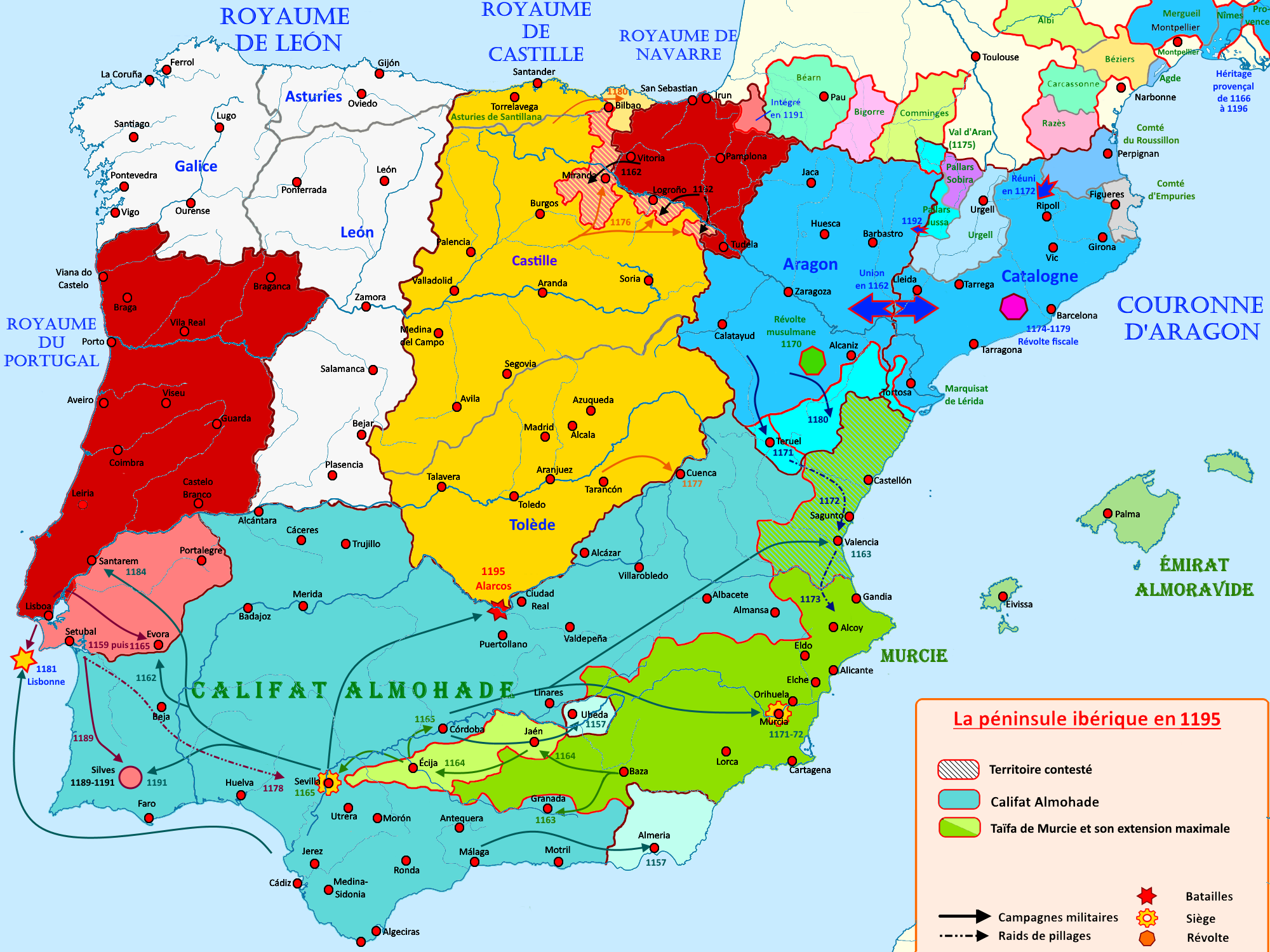
La couronne d'Aragon de 1157 à 1195
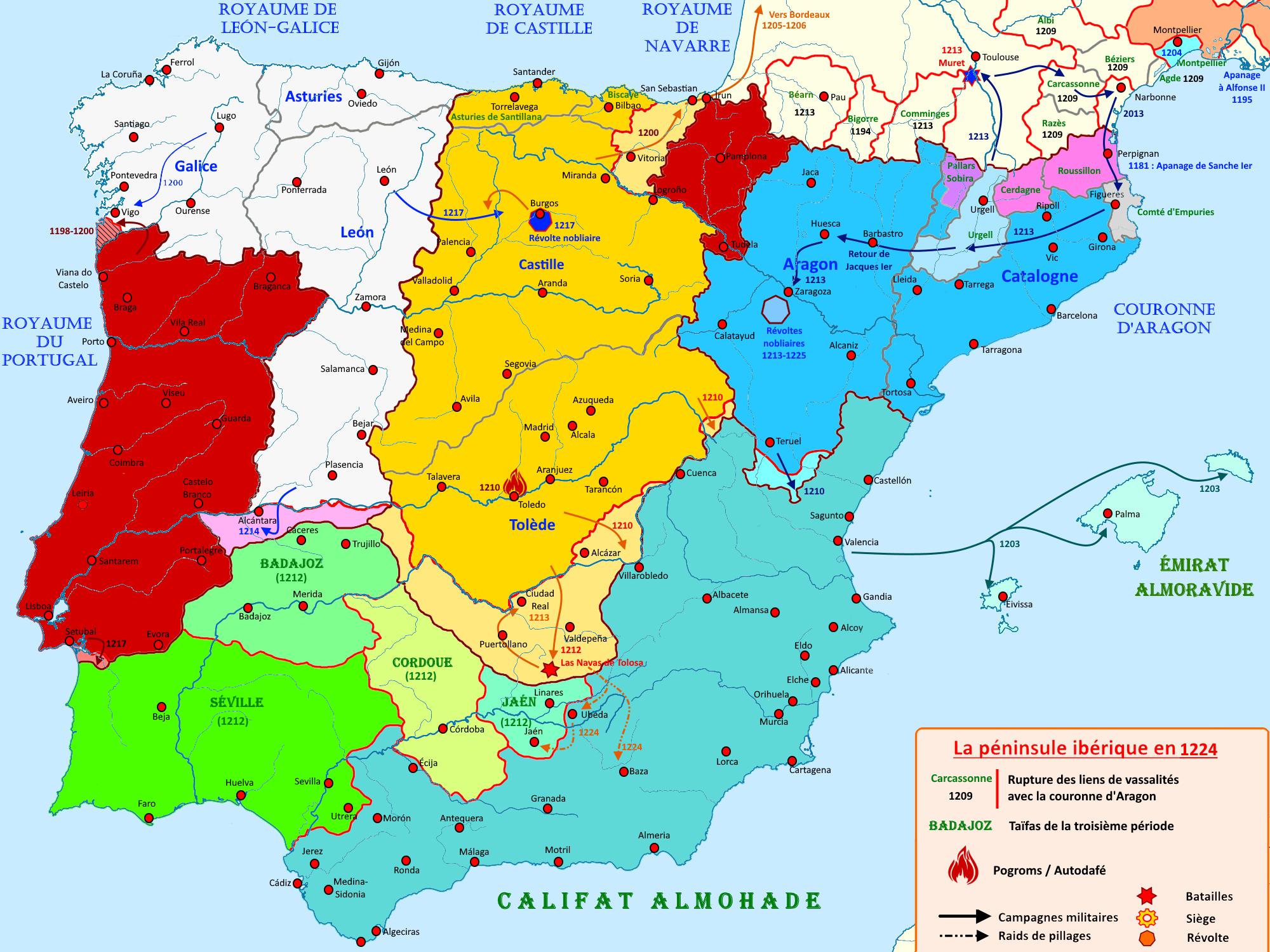
La fin des projets occitans (1195-1224)

#### La maison de Trastamare (1412-1469)

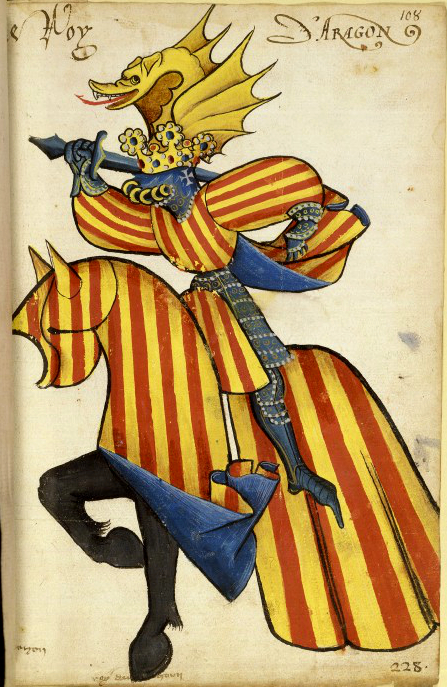
Représentation équestre du roi d’Aragon dans le Grand Armorial équestre de la Toison d'or, 1433-1435.

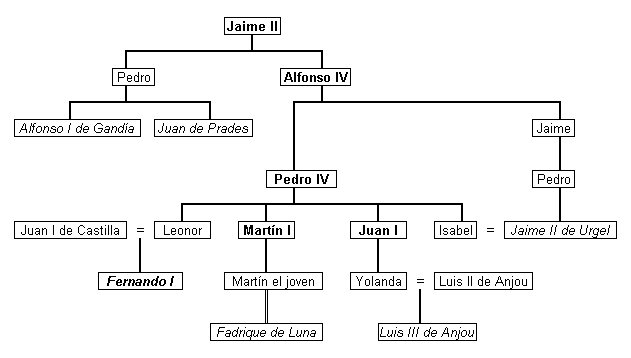
Arbre généalogique des ascendants et des descendants du roi Martin Ier, lors de la crise de succession de 1410.

La Couronne d'Aragon connait une grave crise de succession à la mort du roi Martin Ier « l'Humain », le 31 mai 1410, sans descendance légitime. Le seul enfant arrivé à l'âge adulte, Martin le Jeune, est mort en ne laissant qu'un fils illégitime, Frédéric (ou Fadrique de Luna). L'héritier mâle le plus proche est le comte Jacques II d'Urgell qui n'a que peu de soutien parmi les noblesses locales, mais le duc d'Anjou, Louis II est un autre candidat possible. Une guerre de succession se déclenche en 1410 entre les partisans de Jacques II, ceux de Louis et ceux de Jean II de Castille. Finalement, la question dynastique est définitivement réglée par une conférence tenue en Aragon, connue comme le compromis de Caspe, sous l'autorité du pape d’Avignon Benoît XIII. Celui-ci, désireux de se constituer une clientèle politique, décide les conférenciers à choisir un noble d'origine castillane, de la maison de Trastamare, Ferdinand de Antequera, fils de Jean Ier de Castille et d'Éléonore d'Aragon. Ce choix déclenche la révolte de Jacques d’Urgell, qui est vaincu, tandis que Ferdinand devient roi sous le nom de Ferdinand Ier.
Alphonse V, fils de Ferdinand Ier, poursuit la politique de conquêtes de ses prédécesseurs. En 1442, il s'empare du royaume de Naples, et devient l'arbitre de l'Italie du XVe siècle. Il porte ainsi à son apogée la puissance aragonaise en Méditerranée centrale.
Dans ce vaste ensemble, l'Aragon est alors un royaume qui possède ses Cortes propres, un droit particulier et une députation royale propre. Fors d'Aragon. Mais cette tradition de monarchie pactiste se heurte aux ambitions absolutistes des Trastamare. Jean II doit affronter des rébellions importantes en Aragon, mais surtout à une véritable guerre civile en Catalogne, entre 1462 et 1472, qui met en péril l'unité de la Couronne, en période de crise économique. Il doit céder les comtés de Roussillon et de Cerdagne au roi de France, Louis XI.

## Époque moderne (1469-1808)

### L'union des Rois Catholiques et de l'Espagne (1469-1516)

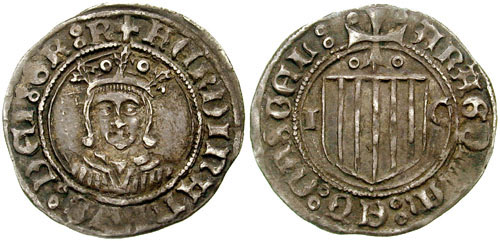
« Aragonés » d'argent de Ferdinand II, frappé en 1484 à Saragosse.

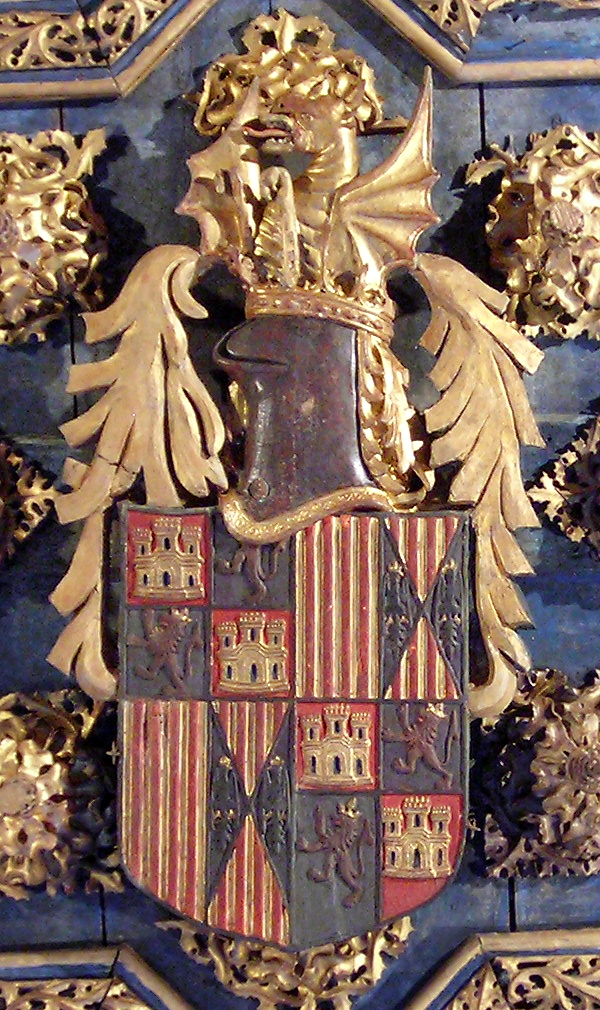
Blason des Rois catholiques, écartelant les blasons des royaumes de Castille, d'Aragon et de Sicile, surmonté du cimier au dragon, adopté par Pierre IV (palais de l'Aljaferia à Saragosse, 1488-1492).

L'union de Ferdinand II et d'Isabelle de Castille, en 1469, à Valladolid, provoque l'union des deux principaux royaumes de la péninsule, la Castille et l'Aragon, à la base de la création de l'Espagne moderne. Lorsque Isabelle devient reine de Castille, en 1474, Jean II d'Aragon concéda à son fils le titre de roi de Sicile, avant qu'il n'obtienne l'intégralité des titres en 1479. À partir de cette date, la vie de l'Aragon est fortement liée à celle du reste de l'Espagne.
La monarchie organise un conseil d'Aragon, chargé de conseiller le roi, tandis que les affaires des royaumes de Naples, de Sardaigne et de Sicile sont prises en charge par le conseil d'Italie. Dans le royaume d'Aragon, le roi est représenté par un vice-roi et sa justice est administrée par une audience. On assiste à une « castillanisation » de la monarchie, marquée par le fait que, durant son règne, Ferdinand II vécut 37 ans en Castille et seulement 33 mois en Aragon. L'Inquisition, déjà présente en Castille, est introduite en Aragon en 1482. En 1492, la décision d'expulser les juifs du royaume de Castille est étendue à l'Aragon, ce qui pousse plus de 6 000 juifs et faux convertis à quitter l'Aragon en moins de trois mois. La participation de l'Aragon à la conquête de l'Amérique est faible, dans la mesure où les habitants et les villes de Castille sont favorisés : le port de Séville est le seul à profiter du commerce, le port de Barcelone étant exclu. Le testament d'Isabelle, qui interdisait la présence d'étrangers dans les Indes espagnoles, soumettait les Aragonais à une demande de permission pour faire le voyage. On peut signaler cependant l'intervention décisive de Gabriel Sánchez, trésorier royal d'Aragon, qui recommanda Colomb à Ferdinand II. Johan d´Ampiés, originaire de Saragosse, se signala également en fondant la ville de Coro en 1527.
L'Aragon conserve son indépendance juridique, institutionnelle et financière. Le royaume d'Aragon est doté de Cortes d'Aragon, qui disposent de nombreuses compétences, dont principalement celles de reconnaître le roi et d'établir la fiscalité. Elles se composent de trois « bras » : le « bras militaire » (noblesse) , le « bras ecclésiastique » (clergé) et le « bras des universidades » (villes). Lors des sessions des Cortes, le montant des subsides levés au nom de la monarchie est négocié entre le roi et les délégués. En outre, l'assemblée peut faire des remontrances au roi sur le non-respect des privilèges locaux. Les sessions des Cortes d'Aragon, de Catalogne et de Valence sont groupées dans une même ville, généralement Monzon, où elles siègent séparément. Entre les réunions de ces sessions, une délégation permanente des Cortes assure les affaires courantes et les relations avec la monarchie. Les dirigeants locaux prennent aussi conscience de la particularité du royaume. En 1499, la Députation générale d'Aragon fixe l'iconographie précise du blason du royaume, qui s'est conservé jusqu'à aujourd'hui. En 1504, alors qu'un décret castillan ordonne la conversion ou l'expulsion des mudéjars, la noblesse aragonaise s'oppose à son application en Aragon, car elle profitait de la richesse des quelque 30 000 artisans et paysans mudéjars du royaume (soit 1/8e de la population de l'Aragon).

### L'Aragon sous les Habsbourg (1516-1701)

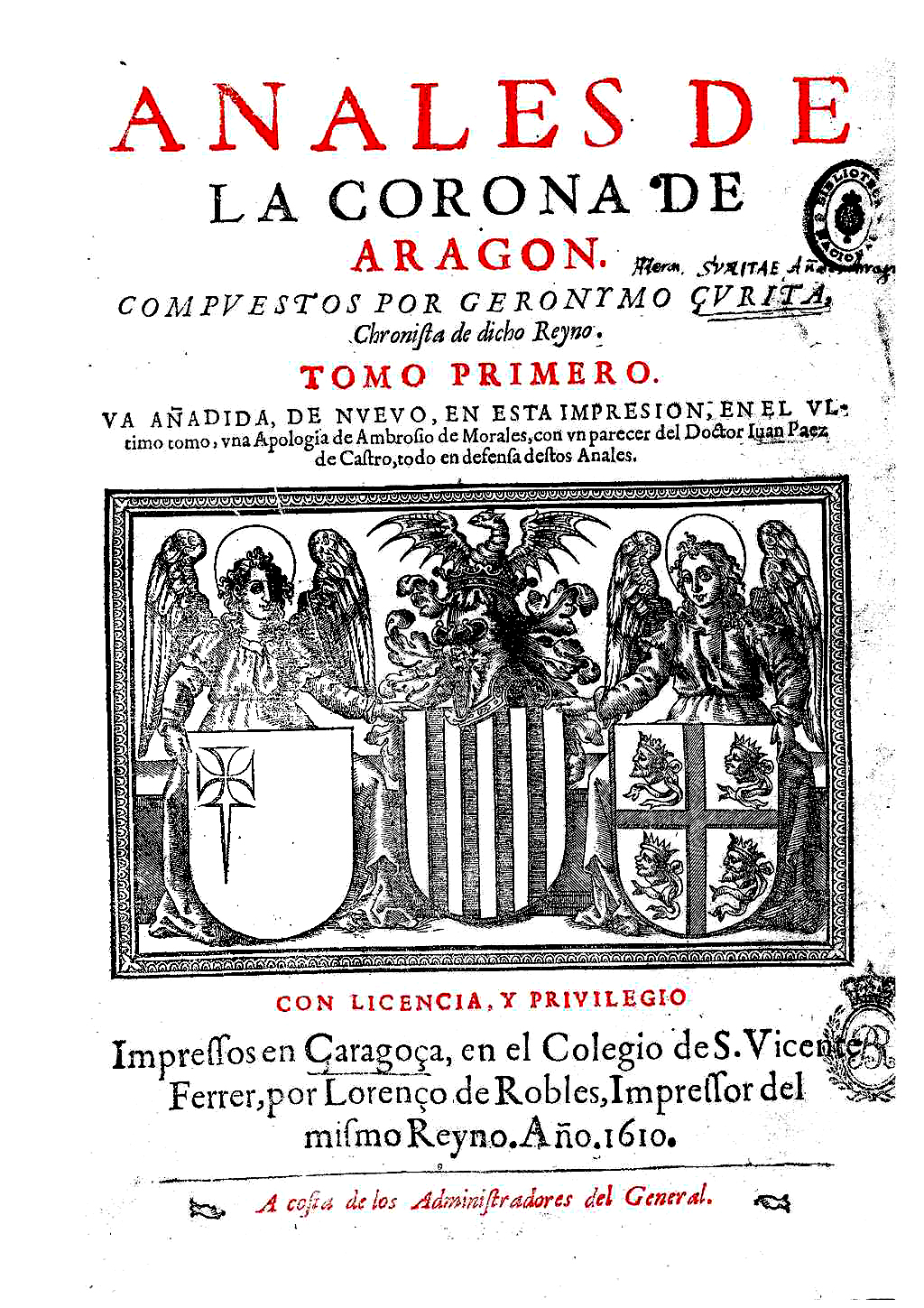
Frontispice d'une édition des Annales de la Couronne d'Aragon de 1610, par Jerónimo Zurita.

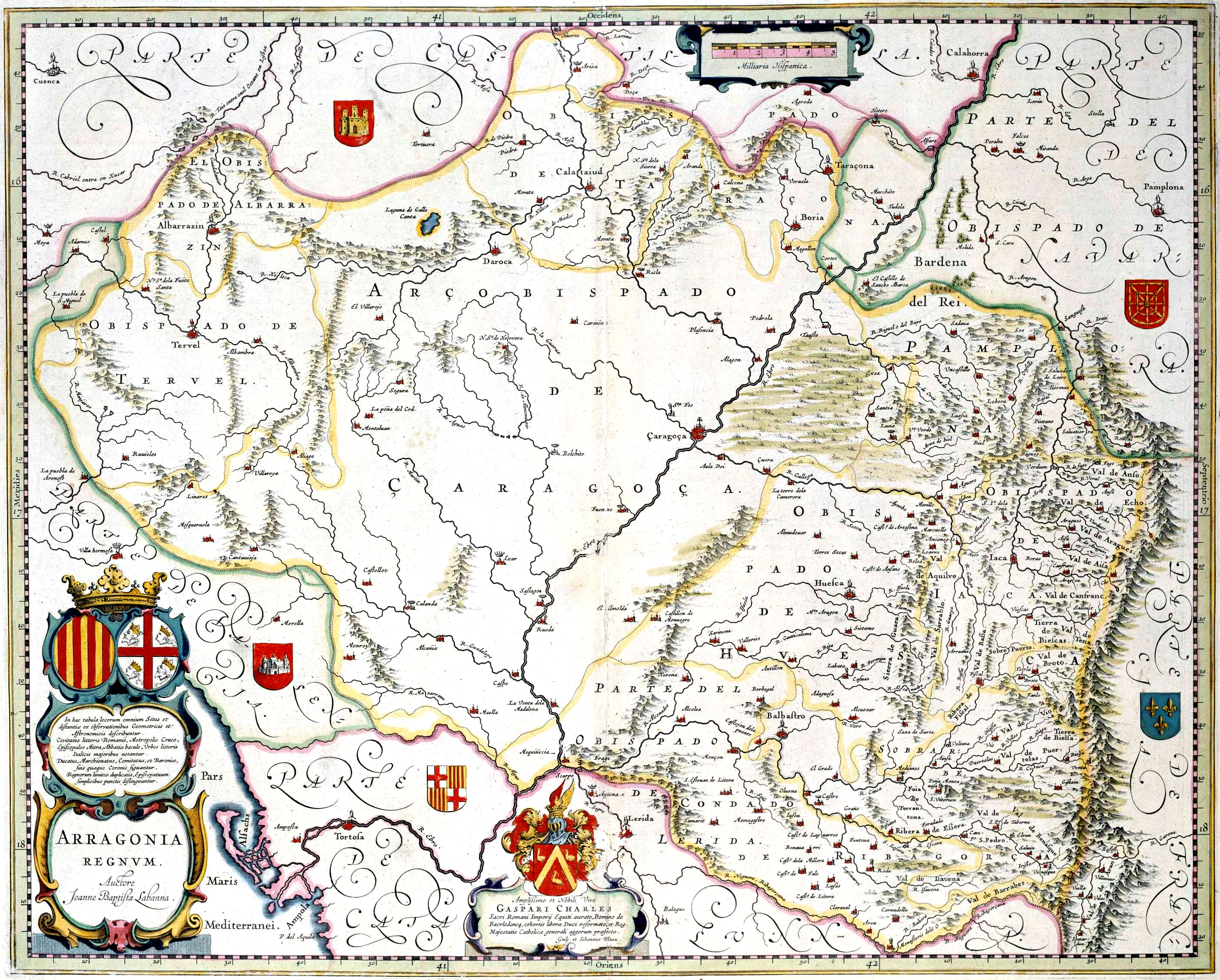
Aragonia Regnum, carte du royaume d'Aragon par les cartographes Willem et Johannes Blaeu, à partir de la carte de Juan Bautista Labaña et publiée vers 1640.

Lorsque Ferdinand II meurt en 1516, l'Aragon, comme le reste de l'Espagne, passe aux mains de son petit-fils, Charles Quint. Le royaume d'Aragon ne représente alors qu'une petite part du vaste empire de Charles Quint. L'histoire de l'Aragon est marquée par la multiplication des tensions entre les institutions monarchiques espagnoles, qui tendent à la centralisation, et les institutions médiévales locales, qui tendent à la conservation des particularismes et des privilèges locaux. Par exemple, l'Inquisition, qui se développe au cours du XVIe siècle, devient un moyen, pour la monarchie espagnole, de contourner les fors, en surimposant une justice exceptionnelle aux justices particulières locales.
L'Aragon connait cependant des troubles importants en 1590 et 1591 (Alteraciones de Aragón). Aux Cortes d'Aragon, réunies à Tarazona, Philippe II décide de remodeler les institutions aragonaises, même s'il ne les supprime pas. Le roi a les pouvoirs de choisir le vice-roi, même s'il n'est pas aragonais, et le justicier d'Aragon, la députation du royaume perd le contrôle des impôts, la surveillance du territoire et la nomination des représentants des villes, la cour de justice passe sous le contrôle du roi. Enfin, Philippe II impose un tribut de 700 000 livres aux Aragonais. Le XVIIe siècle est une période de décadence pour les institutions aragonaises. En 1598, Philippe III interdit aux Cortes d'Aragon de se réunir : l'interdiction perdure jusqu'à la fin de son règne, en 1621. En 1626, les Cortes d'Aragon, réunies à Barbastro, entrent en conflit avec le roi Philippe IV. L'Aragon est forcé de verser des impôts particulièrement lourds, afin de soutenir l'effort de guerre en Allemagne et aux Pays-Bas. La région se trouve plongée dans la pauvreté, en proie aux pillages et à la mendicité. La guerre se poursuit en Aragon même, puisque, en 1641, une importante armée est réunie afin de soumettre la Catalogne.
Au début du XVIe siècle, la population s'élève à 51 540 feux, soit environ 210 000 personnes. Le développement économique est encore faible, la classe dirigeante est tournée vers la Castille, véritable cœur de l'Espagne. Le XVIe siècle est une période de croissance, économique comme démographique. Mais les épidémies de peste, à la fin du siècle, font retomber les niveaux de population à ceux qui étaient observés aux XIVe et XVe siècles. En 1526, à la suite de la victoire de Pavie, Charles Quint impose aux mudéjars aragonais la conversion au christianisme : ces morisques (moriscos) sont massivement convertis et baptisés, mais la plupart conservent secrètement la religion musulmane. En 1610, Philippe III décrète l'expulsion des morisques de tous les royaumes et États de la Couronne d'Espagne, ce qui provoque le départ de quelque 70 000 personnes en Aragon. Les zones abandonnées sont repeuplées par des Français, des Navarrais et des Catalans. Mais cela n'empêche pas une forte baisse de la production et une perte importante de richesse pour la région.
Le XVIIe siècle est aussi une période de travail historique intense qui débouche sur une importante littérature historiographique et juridique du royaume. Afin de soutenir cet effort sont créées en 1601 les archives du royaume d'Aragon, tandis que le poste de chroniqueur d'Aragon prend de l'importance, avec des hommes comme Jerónimo Zurita. Des chroniques particulières se multiplient : Información de los sucesos de Aragón de 1590 y 1591 et les Alteraciones populares de Zaragoza del año 1591 des frères Argensola. De la même manière, une Historia de las cosas sucedidas en este Reyno d'Antonio de Herrera est condamnée à être brûlée par la députation.

### Les Bourbons d'Espagne (1701-1808)

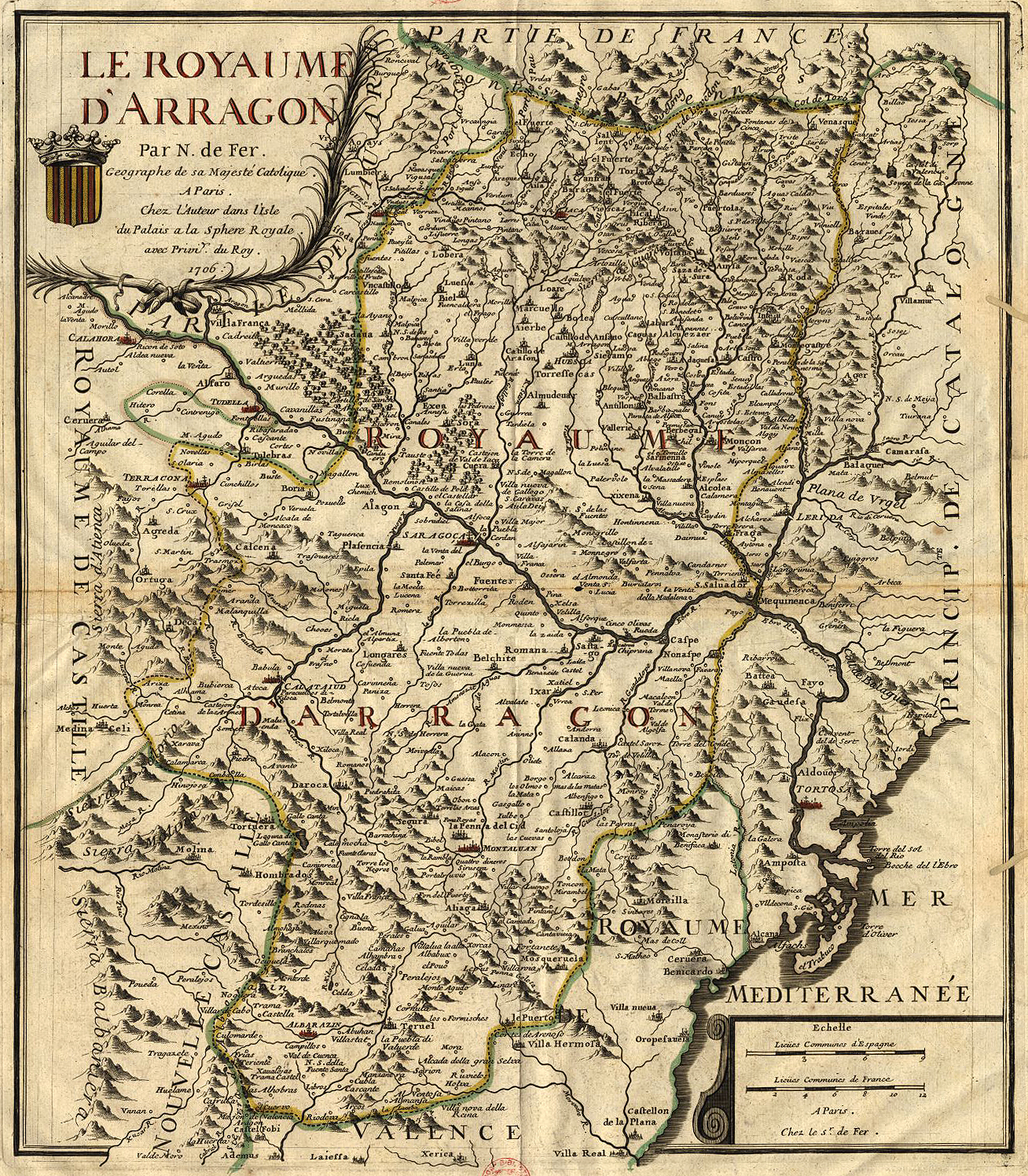
Carte française du royaume d'Aragon, par Nicolas de Fer en 1706.

Densités de population de l'Espagne d'après le recensement de Floridablanca en 1787.

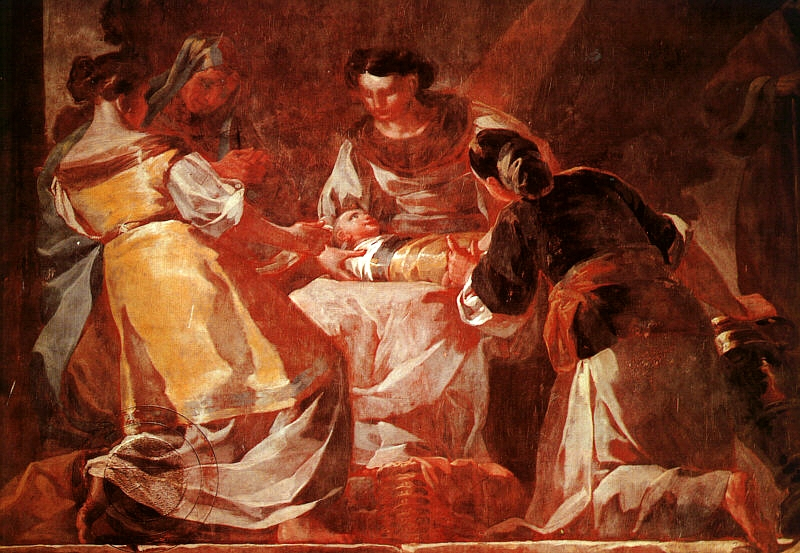
Détail de la Naissance de la Vierge, tirée de la série de peintures exécutées par Francisco de Goya pour la chartreuse d'Aula Dei en 1774.

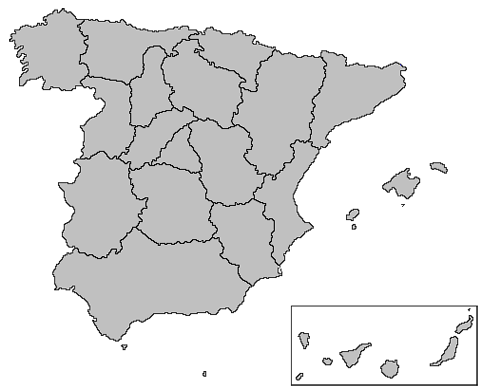
Découpage de l'Espagne en intendances en 1720.

En novembre 1700, le roi Charles II de Habsbourg meurt sans descendance. Il choisit pour héritier de tous ses domaines un petit-fils de Louis XIV, Philippe de Bourbon. Celui-ci devient roi d'Espagne sous le nom de Philippe V. En 1702, il est reçu par les Cortes d'Aragon comme roi, mais en 1705, l'Aragon, comme le reste de la Couronne, prend le parti de l'héritier Habsbourg, l'archiduc Charles d'Autriche, durant la guerre de Succession. Seules quelques villes, comme Calatayud et Tarazona, conservent leur appui à Philippe V. À la suite de la bataille d'Almansa, en 1707, Philippe V abolit les droits aragonais et adopte diverses mesures restrictives, mais Charles d'Autriche les rétablit l'année suivante. En 1713, le traité d'Utrecht sanctionne la victoire définitive de Philippe V et les transformations débouchent sur les décrets de Nueva Planta (1707-1716). Ces décrets se traduisent par l'abolition de la Couronne d'Aragon, et donc du conseil royal d'Aragon, l'abrogation des fors des royaumes de la Couronne d'Aragon, l'annulation des privilèges en vigueur dans ses municipalités et la dissolution de l'organisation territoriale des royaumes. L'Aragon est dorénavant régi par les lois de Castille et devient une simple province du royaume d'Espagne. Sur le plan fiscal, un intendant surveille à partir de 1720 l'application des décisions royales en Aragon.
L'Aragon subit une grave crise économique. Alors que la propriété de la terre reste entre les mains de quelques grands propriétaires, la pression s’accroît sur les journaliers et la pauvreté de la population augmente. Vaincus par la misère, les petits propriétaires vendent leurs terres aux grands latifundiaires. Entre 1763 et 1766, l'Aragon subit des disettes importantes dans les villes, qui débouchent sur des mécontentements et des mouvements de révolte. Le recensement de Floridablanca, en 1787, marque que l'Aragon est, à la fin du siècle, une des régions les moins peuplées d'Espagne : on compte 162 530 habitants dans l'actuelle province de Huesca, 191 118 pour Teruel et 269 407 pour Saragosse, soit environ 623 000 habitants en Aragon, ce qui représente 6 % seulement de la population espagnole totale.
Cependant, l'Aragon se hisse au premier rang des régions productrices de blé d'Espagne. La construction du canal impérial d'Aragon, qui double l'Ebre, a pour but d'améliorer le commerce. En 1746 naît à Fuendetodos, près de Saragosse, le plus célèbre peintre du XVIIIe siècle espagnol, Francisco de Goya. À partir de 1771, il est très actif au service du conseil de fabrique de la basilique Notre-Dame-du-Pilier, pour lequel il décore la voûte de la chapelle de la Vierge et du chœur. Puis il travaille sur les fresques de la chartreuse d'Aula Dei, au nord de Saragosse. Ayant acquis une grande renommée dans la région, il quitte l'Aragon pour Madrid en 1775.

## Période contemporaine

### La crise napoléonienne (1808-1814)

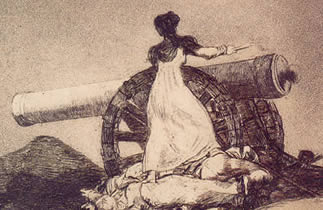
Qué valor!, gravure de Francisco de Goya, allusion au rôle joué par Agustina d'Aragon lors du premier siège de Saragosse (1810-1814).

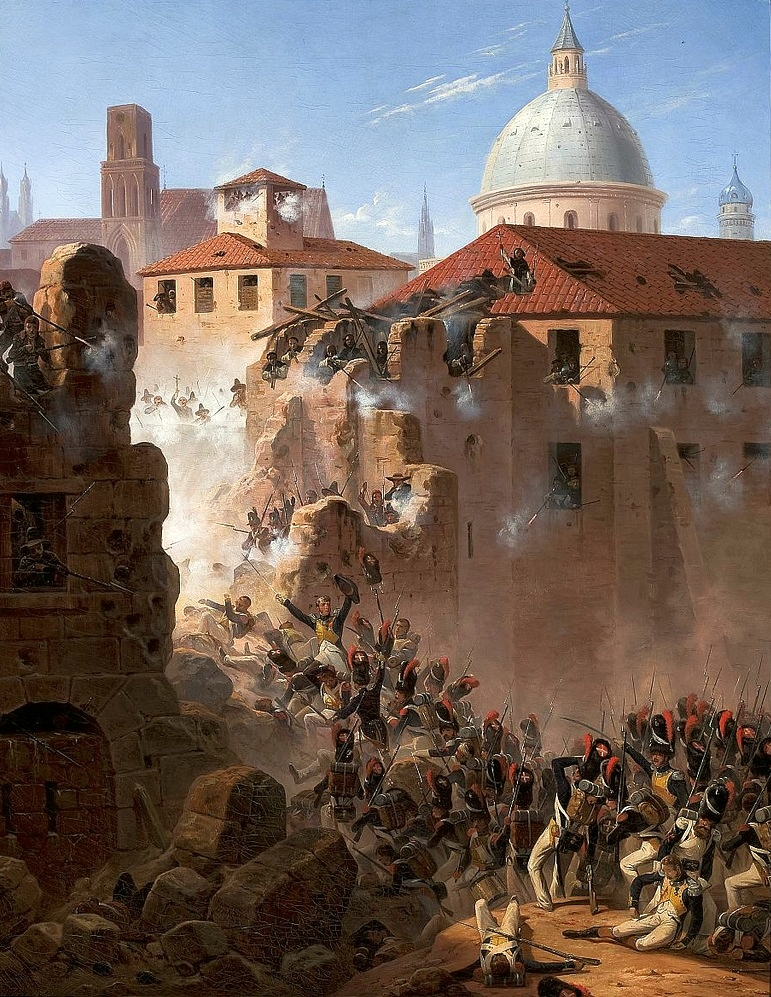
L'assaut de Saragosse, illustration du premier siège de Saragosse, par January Schudolski (1845).

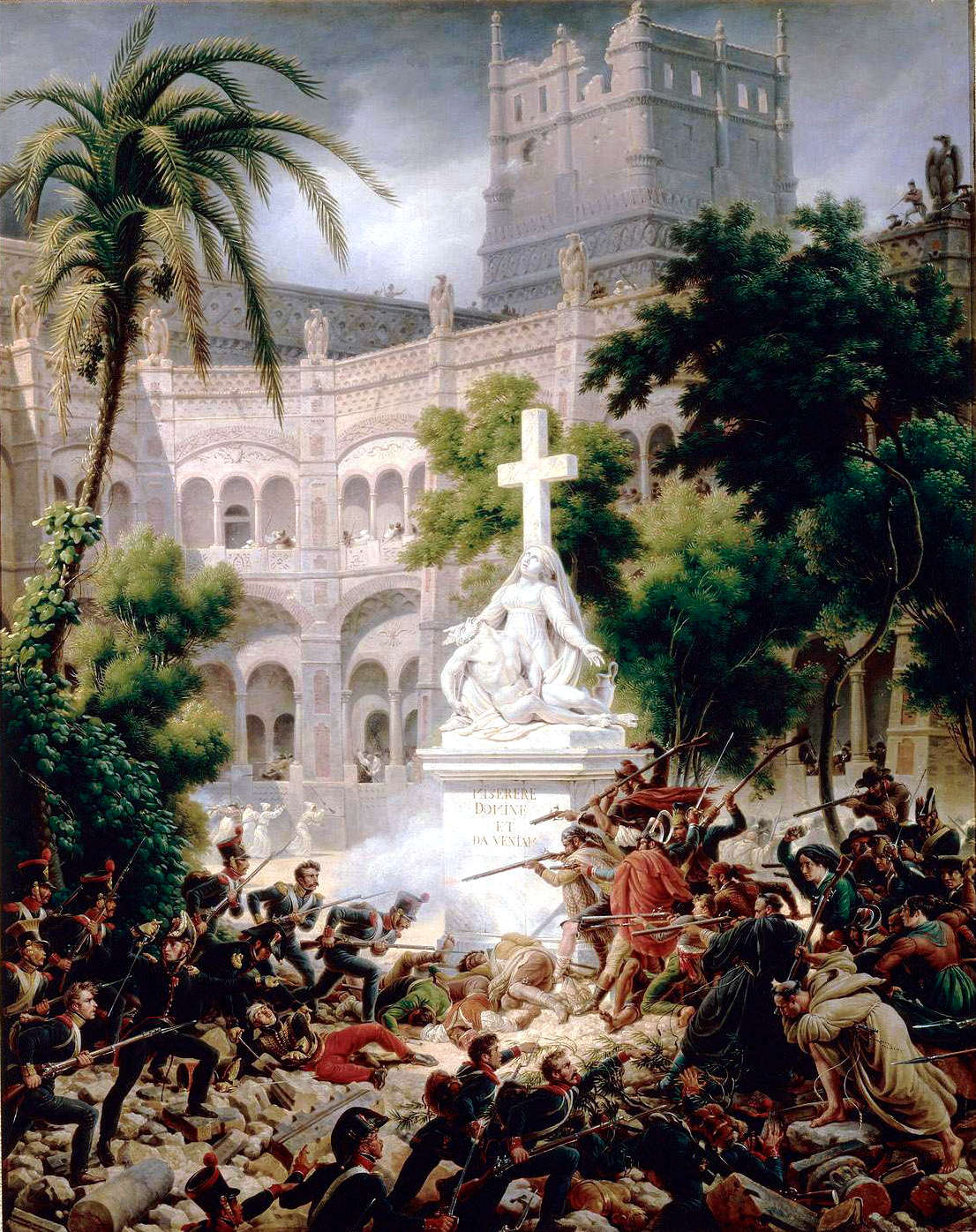
Épisode du siège de Saragosse : assaut du monastère de Santa Engracia, le 8 février 1809, illustration du second siège de Saragosse, par Louis-François Lejeune.

Division de l'Espagne en préfectures par l'administration joséphine en 1810.

En mars 1808, le roi Charles IV est poussé à l'abdication par son fils, Ferdinand, qui devient roi. Napoléon, sous prétexte d'arbitrage entre le père et le fils à la conférence de Bayonne, en avril-mai 1808, en profite pour mettre la main sur l'Espagne. Le soulèvement de Madrid, le 2 mai, provoque des réactions similaires dans les villes aragonaises. Le brigadier José de Palafox y Melzi, partisan de Ferdinand VII, face à l'indécision du comte de Sástago et du ministre Antonio Cornel, prend la tête de la rébellion en Aragon, et échappe à l'armée française à La Alfranca, près de Pastriz. La rébellion se dote aussi de chefs issus de rangs populaires, comme Jorge Ibor y Casamayor, surnommé « Tío Jorge ».
Le 24 et 25 mai, la population se soulève à Saragosse et prend les armes en faveur de la famille royale espagnole. Le 6 juin, le général de brigade Charles Lefèvbre-Desnouettes prend la tête d'un détachement et bat sans difficulté les troupes du marquis de Lazán à Tudela et à Mallén, puis les troupes de paysans envoyées contre lui à Alagón. Il met le siège devant Saragosse le 15 juin 1808. Le 11 juillet les Français investissent la plus grande partie de la ville, mais la résistance devient acharnée au monastère Sainte-Engrâce, entre le 1er et le 11 août. Les femmes participent au combat, comme Agustina. Au cours du mois d'août, les Français sont repoussés et doivent quitter la ville le 15.
L'armée française se déplace plus au sud, où Pierre Dupont de l'Étang a subi une défaite à Bailén. Le 23 novembre 1808, le maréchal Lannes, à la tête de 30 000 hommes, balaye les Espagnols de Francisco Javier Castaños à la bataille de Tudèle. Le danger espagnol écarté, les maréchaux Moncey et Mortier recommencent le siège de Saragosse le 20 décembre 1808. Ils entrent début janvier dans les villes, mais leur progression reste difficile, car les forces des assiégés s’élèvent à 50 000 hommes et ils ne disposent que de 22 000 hommes entourés d'ennemis extérieurs, tout l'Aragon étant en insurrection. Mortier est chargé de disperser les insurgés, tandis que Lannes vient prendre le commandement du siège. Il demande à Palafox « Paix et capitulation » ; celui-ci lui répond « Guerre et couteau » (guerra y cuchillo). À la suite de combats de rue acharnés, les Français se rendent maîtres de la plus grande partie de la ville, causant des pertes élevées de 70 000 Saragossans. Le 20 février, alors qu’une mine énorme est achevée par les Français, le conseil de défense de Saragosse envoya une députation au maréchal Lannes pour signer sa capitulation. Saragosse, assiégée par deux fois, est complètement ruinée.
Dans les mois suivants, c'est l'ensemble de l'Aragon qui tombe aux mains des Français. Huesca est occupée en 1809, tandis que la région est gouvernée par les généraux français. Les combats se déplacent dans le sud de l'Aragon. Le 23 mai 1809, l'armée française de Louis Suchet affronte les Espagnols de Joaquín Blake lors de la bataille d'Alcañiz, qui se solde par une victoire espagnole. Un mois plus tard, le 18 juin 1809, les deux généraux se retrouvent lors de la bataille de Maria-Belchite, victoire française. En 1810, l'Aragon est découpé en préfectures, dirigées par des préfets afrancesados, fidèles au roi Joseph : Èbre-et-Jalón (Saragosse), Èbre-et-Cinca (Huesca) et Guadalaviar (Teruel).
Finalement, l'Aragon, très éprouvé par la guerre d'indépendance, est libéré à partir du mois de février 1814.

### La restauration bourbonienne (1814-1931)

#### L'agitation politique

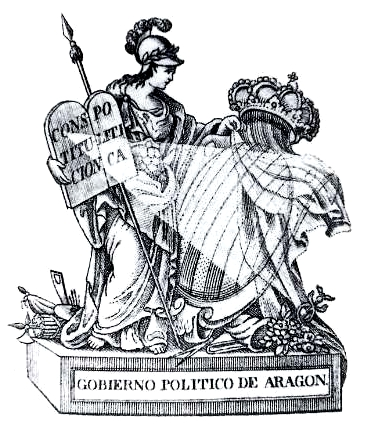
Blason du Gouvernement politique d'Aragon, lors du trienio libéral de 1820-1823.

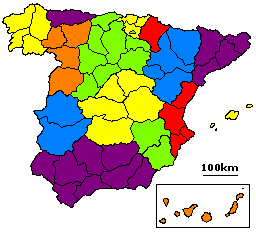
Découpage territorial de l'Aragon en quatre provinces, à la suite de la division provinciale de 1822.

Malgré le refus d'appliquer la constitution de Cadix, Ferdinand VII est poussé par les libéraux espagnols à l'appliquer à partir de 1820. C'est le début du Trienio Liberal, trois années de gouvernement libéral, de 1820 à 1823. Les premières réformes cherchent à moderniser l'Espagne. C'est dans ce cadre qu'est ébauchée la division provinciale du pays en 53 provinces. L'Aragon est découpé en quatre provinces : Saragosse, Huesca, Teruel et Calatayud. Cette division provinciale était basée sur des critères de densité de population, de taille et de cohérence géographique. Les noms des capitales provinciales furent préférés aux noms des anciennes régions pour désigner ces nouvelles provinces. En 1822 sont rétablis les intendants de provinces comme représentants du ministère des Finances. La fin du trienio liberal et le retour de l'absolutisme, en 1823, mettent fin à ce découpage : l'Aragon retrouve ses anciennes frontières.
La mort de Ferdinand VII, en 1833, l'autoproclamation de l'infant Charles (« Charles V ») en tant que « roi », le maintien d'Isabelle, fille de Ferdinand, comme héritière légitime ouvrent la période des guerres carlistes. Les guerres carlistes trouvent un écho en Aragon, où les carlistes, à la recherche de partisans, proposent le rétablissement des libertés forales aragonaises. En effet, les carlistes prônent une monarchie traditionnelle, décentralisée, respectueuse des libertés provinciales, des traditions locales et de la coutume, ainsi que de la religion catholique. La première guerre carliste se solde par leur défaite en 1839. Mais des cas de résistances, surtout dans les régions pyrénéennes, se multiplient. Le chef militaire Ramón Cabrera, dans le Maestrazgo, continue la lutte jusqu'en mai 1840. La deuxième guerre carliste, entre 1846 et 1849, se déroula principalement en Catalogne, mais déborda également dans les zones rurales du nord de l'Aragon.
En septembre 1868 se forment, dans les grandes villes aragonaises, Saragosse, Huesca et Teruel, des Juntes révolutionnaires (Juntas Revolucionarias) qui proclament la déchéance d'Isabelle II, provoquant une agitation favorable à Amédée Ier. Maladroit, il supprima la Navarre et l'Aragon du blason de l'Espagne, pour les remplacer par les couleurs de la Savoie, ce qui provoqua du mécontentement dans les régions concernées. En 1873, le roi abdique, tandis qu'est proclamée la Ire République. L'agitation républicaine se développa, au point que tous les sièges réservés aux députés aragonais furent donnés à des républicains aux élections de mai 1873.

Zones de combat lors de la troisième guerre carliste, entre 1872 et 1876.

Ces événements provoquèrent la troisième guerre carliste, entre les troupes carlistes et les fidèles de la Ire République, à la suite de la promesse de rétablir les fors supprimés par les décrets de Nueva Planta par le prétendant Charles de Bourbon, « duc de Madrid » (« Charles VII »). Dans le Maestrazgo, Pascual Cucala réussit à réunir 3 000 hommes autour des royalistes. Le général Marco de Bella leva également des troupes, dont les hommes d'élite avaient pris le nom de « compagnies du Pilier », par référence à Notre-Dame du Pilier. Mais il échoua devant Caspe, avant de repousser les républicains à Cantavieja en 1874. Renforcés de troupes venues de Catalogne et de Valence, il mena la guerre depuis cette ville, avant d'en être chassé. Peu à peu, les troupes carlistes se débandèrent ou se rendirent définitivement au nouveau roi, Alphonse XII, en 1876.
L'anarcho-syndicalisme s'y développe cependant considérablement, au point d'en faire un des bastions des syndicats de la CNT et de la FAI. À la différence d'autres régions d'implantation de l'anarchisme, comme la Catalogne, il s'agit d'un anarchisme paysan, où la question de la réforme agraire reste prédominante. Les inégalités provoquent des grèves et des manifestations, de plus en plus nombreuses entre 1917 et 1923. Les syndicats de la CNT et de l'UGT s'allient afin de faire progresser leurs revendications : en 1919, Saragosse connait le nombre de journées de grève le plus élevé d'Espagne. Les attentats anarchistes sont aussi de plus en plus nombreux : en 1920, des anarchistes attaquent la caserne du Carmen à Saragosse et assassinent deux employés de la mairie. Le 4 juin 1923, c'est le cardinal-archevêque de Saragosse Juan Soldevilla y Romero qui est abattu.
Le 13 septembre 1923, le général Miguel Primo de Rivera s'empara du pouvoir par un coup d'État soutenu par le roi. Il reçut, le 30 octobre, le soutien de l'Union régionaliste aragonaise (Unión Regionalista Aragonesa), un groupe de notables qui manifestaient leur adhésion en échange de la reconnaissance d'une large autonomie pour l'Aragon. En décembre, ils présentèrent un « projet des bases pour un statut de la région aragonaise dans l'État espagnol », mais aucune de leurs initiatives ne fut retenue. Malgré plusieurs réalisations, Primo de Rivera est poussé à la démission en janvier 1930.

#### Réformes administratives et transformations économiques

Découpage territorial de l'Aragon en trois provinces, à la suite de la division provinciale de 1833.

L'Aragon reste une des régions les plus pauvres d'Espagne. Cette perte d'importance traduit l'exode rural massif, qui voit l'émigration des paysans aragonais vers les centres urbains de Saragosse, Huesca, Teruel et Calatayud, mais aussi vers les grandes villes voisines, comme Madrid et Barcelone. Mais le XIXe siècle est aussi une période de réformes. En 1833, l'Espagne est redécoupée en 49 provinces : l'Aragon est divisée en trois (Huesca, Saragosse et Teruel). Ce découpage provincial n'évoluera plus par la suite. En 1837, les droits seigneuriaux et les dîmes sont abolies. Les grands monastères subissent les différentes désamortissements menées par les ministres Baldomero Espartero en 1841 et surtout Pascual Madoz à partir de 1855.
L'État entreprend plusieurs grands travaux. En 1852 est confirmé le projet de liaison ferroviaire entre Saragosse et Barcelone. La volonté d'améliorer les relations commerciales entre la France et l'Espagne conduit à la construction d'une ligne ferroviaire entre Pau et Sarragosse, via Canfranc, où est construite une vaste gare internationale, inaugurée en 1928. ligne Pau-Canfranc. Les grands travaux cherchent aussi à améliorer l'irrigation de plaine de l'Ebre et les communications par le creusement de canaux. Le canal d'Aragon et Catalogne est achevé sur l'impulsion de Joaquín Costa en 1906. Le canal de Lodosa est creusé à partir de 1915, mais n'est terminé qu'en 1935. Le canal de Bardenas, projeté depuis 1865 et encore plus ambitieux, est commencé seulement en 1928, par la construction du barrage de Yesa. En 1927 est créée la première radio de la région, Radio Aragón. En 1928 est inaugurée à Saragosse l'Académie générale militaire, destinée à la formation des cadres de l'armée : son premier directeur fut le général Francisco Franco.
Les expositions se multiplient, comme les expositions aragonaises de 1868 et 1885. Mais la plus importante est l'exposition hispano-française de 1908, à Saragosse, qui sert de vitrine pour les entreprises aragonaises. Les édifices de style moderniste se multiplient, tant dans les grandes que dans les petites villes. Ce style, adopté par les classes bourgeoises de la société, montre l'importance qu'elle prend au début du XXe siècle. Saragosse profite d'une main-d'œuvre abondante et peu chère, venue des campagnes. Saragosse concentre la plus grande partie des usines, provoquant un déséquilibre démographique de plus en plus important en Aragon.

### La Seconde République espagnole et la guerre d'Espagne (1931-1939)
Le 12 décembre 1930, le capitaine Fermín Galán prend la tête d'un soulèvement de plusieurs officiers et sous-officiers des troupes encasernées à Jaca. Il proclame la république, mais deux jours plus tard, il est mis en échec par les troupes restées loyales au roi, emprisonné, jugé et fusillé. Mais la mise en place de la seconde République, à la suite des élections de 1931, est largement soutenue dans les villes comme dans les campagnes aragonaises. La ville de Jaca fut d'ailleurs, avec celles d'Eibar dans le Guipuscoa, et de Sahagún dans le León, des premières villes à proclamer la République le 13 avril 1931, soit un jour avant la proclamation officielle. À ce titre, elle reçut par la suite le titre d’Ilustrísima Ciudad.
Aux Cortes constituantes de 1931, le leader du Parti républicain radical (PRR), Alejandro Lerroux, républicain ardent, futur chef du gouvernement entre 1933 et 1935, est élu à Huesca. La ville de Saragosse choisit comme représentants Álvaro de Albornoz, Manuel Marraco Ramón et Santiago Guallar Poza, futurs ministres de la République. Niceto Alcalá-Zamora, figure majeure de la République et premier président de la République, est élu par la province de Saragosse. Aux élections de 1936, la province de Huesca choisit comme député Julián Borderas Pallaruelo, un des anciens militaires républicains insurgés de Jaca, tandis que Ramón Serrano Súñer, beau-frère de Francisco Franco et futur hiérarque du franbquisme, est élu pour la ville de Saragosse.
Les autorités républicaines se révèlent pourtant incapables de calmer la situation sociale : entre 1931 et 1936 ont lieu pas moins de neuf grèves générales en Aragon. Le 7 juin 1936 est présenté devant les Cortes espagnoles un avant-projet du statut d'autonomie d'Aragon, sur le modèle des statuts basque et catalan, qui sera la base des revendications autonomistes postérieures, à la fin du XXe siècle.

Blason du Conseil régional de défense d'Aragon.

Territoire administré dans le Conseil régional de défense d'Aragon.

Le déclenchement de la guerre d'Espagne, à la suite de la tentative de coup d'État militaire, en juillet 1936, empêche cependant la poursuite de ce projet d'autonomie. Dès les premiers jours de la guerre, l'Aragon se retrouve coupé en deux : la moitié occidentale, avec les capitales provinciales de Saragosse et Téruel, tombe entre les mains des nationalistes. Sous l'influence de milices populaires anarchistes et communistes, l'Aragon est, en 1936 et 1937, le cadre d'une des tentatives de gestion anarchiste originale, dans le cadre du Conseil régional de défense d'Aragon. Entre 1936 et 1939, plusieurs des batailles les plus importantes ont pour théâtre les provinces aragonaises : Belchite, Téruel et enfin l'Èbre. À la suite de l'offensive d'Aragon, en 1939, c'est l'ensemble de l'Aragon qui tombe sous l'autorité franquiste.

### La dictature franquiste
En 1953, Francisco Franco conclut avec les États-Unis le Pacte de Madrid, qui accepte l'ouverture de plusieurs bases militaires américaines, dont la Zaragoza Air Base, à l'ouest de Saragosse. L'Espagne reçoit, en échange, une aide alimentaire et des matières premières. La base de Saragosse accueille plusieurs unités de l'armée de l'Air américaine. Elle est évacuée en 1992, fermée en 1994 et utilisée actuellement pour un usage commercial en tant qu'aéroport de Saragosse.
Après deux décennies de politique économique nationale-syndicaliste, l'État espagnol se trouve à la fin des années 1950 dans une situation financière proche de la faillite, tandis que l'Aragon souffre d'un exode rural et d'un déclin démographique importants dans les zones rurales. Afin de redynamiser la région, Saragosse bénéficie en 1964 d'un plan de développement dans le cadre des pôles de développement nationaux (Polos de Desarrollo). L'économie de l'Aragon bénéficie d'investissements importants, en particulier dans le domaine agricole, avec l'augmentation de la surface des terres irriguées.
En 1967, les premières manifestations étudiantes à Saragosse sont durement réprimées. En 1970, l'université de la ville est fermée, à la suite de l'agitation étudiante qui croît, réclamant la liberté. En 1974, les trois Députations provinciales de Huesca, Saragosse et Teruel décident de s'unir au sein d'une Députation générale d'Aragon. En mai 1975 est créé le Comité aragonais de lutte pour la liberté (Comité Aragonés de Lucha por la Libertad) et en juin de la même année, le Conseil démocratique (Junta Democrática).

### De la Transition démocratique à aujourd'hui

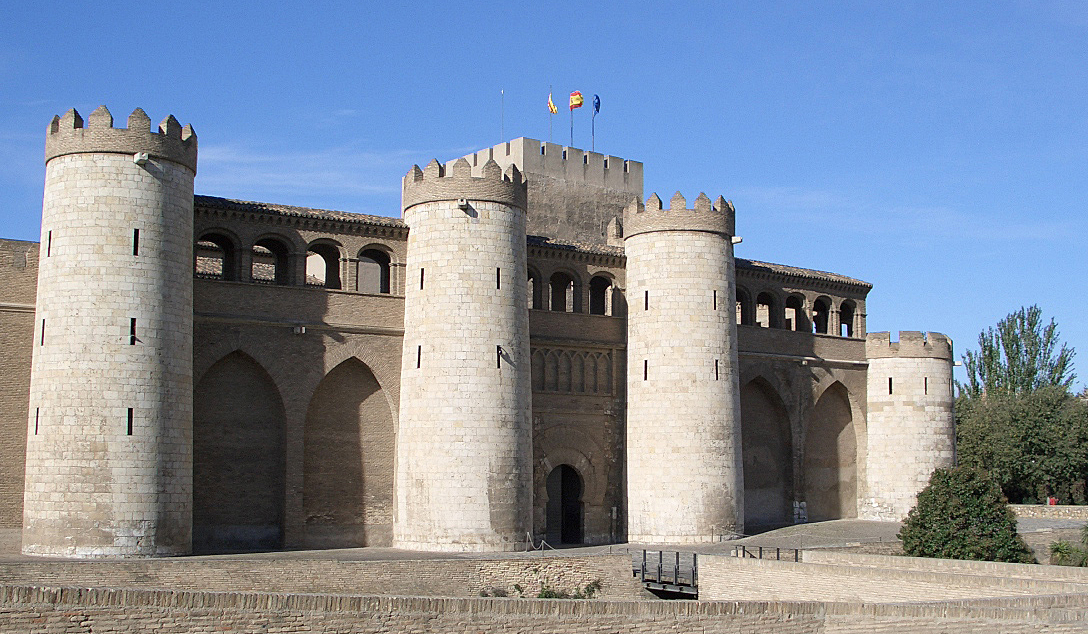
Palais de l'Aljaferia, siège des actuelles Cortes d'Aragon.

Carte des communautés autonomes espagnoles en 1978.

À la suite de la mort de Franco, le 20 novembre 1975, l'Aragon – comme le reste de l'Espagne – entame sa transition vers la démocratie. À la fin de l'année est créée la Coordination démocratique d'Aragon (Coordinadora Democrática de Aragón). En février 1976 est fondé le Parti socialiste d'Aragon. Le sentiment régionaliste se développe et se rend visible sur la scène politique, en particulier lors de la manifestation du 23 avril 1978, qui réunit plus de 100 000 personnes dans les rues de Saragosse.
L'Aragon devient, en 1978, une communauté autonome. Le 10 août 1982, la loi organique sur le statut d'autonomie, votée par les Cortes Generales, est promulguée par le roi et le président du gouvernement. Le 7 mai 1992, une commission spéciale des Cortes d'Aragon élabore un texte qui vise à réformer le statut d'autonomie. Il entre en vigueur la même année, après l'approbation des Cortes d'Aragon et les Cortes Generales. En 1996, une nouvelle réforme élargit les compétences de la communauté. Ces changements poussent à une révision complète, qui débouche sur un nouveau statut, approuvé à la majorité en 2007.

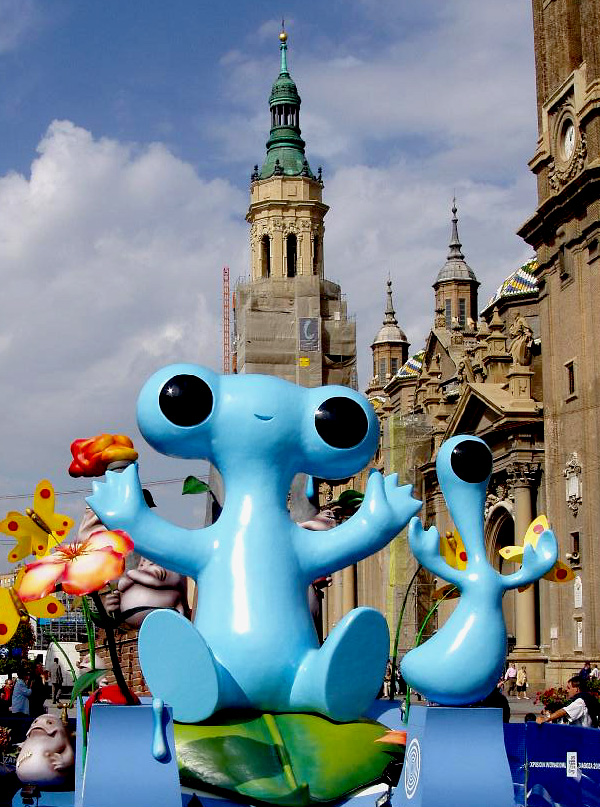
Fluvi, la mascotte de l'Expo 2008 de Saragosse.

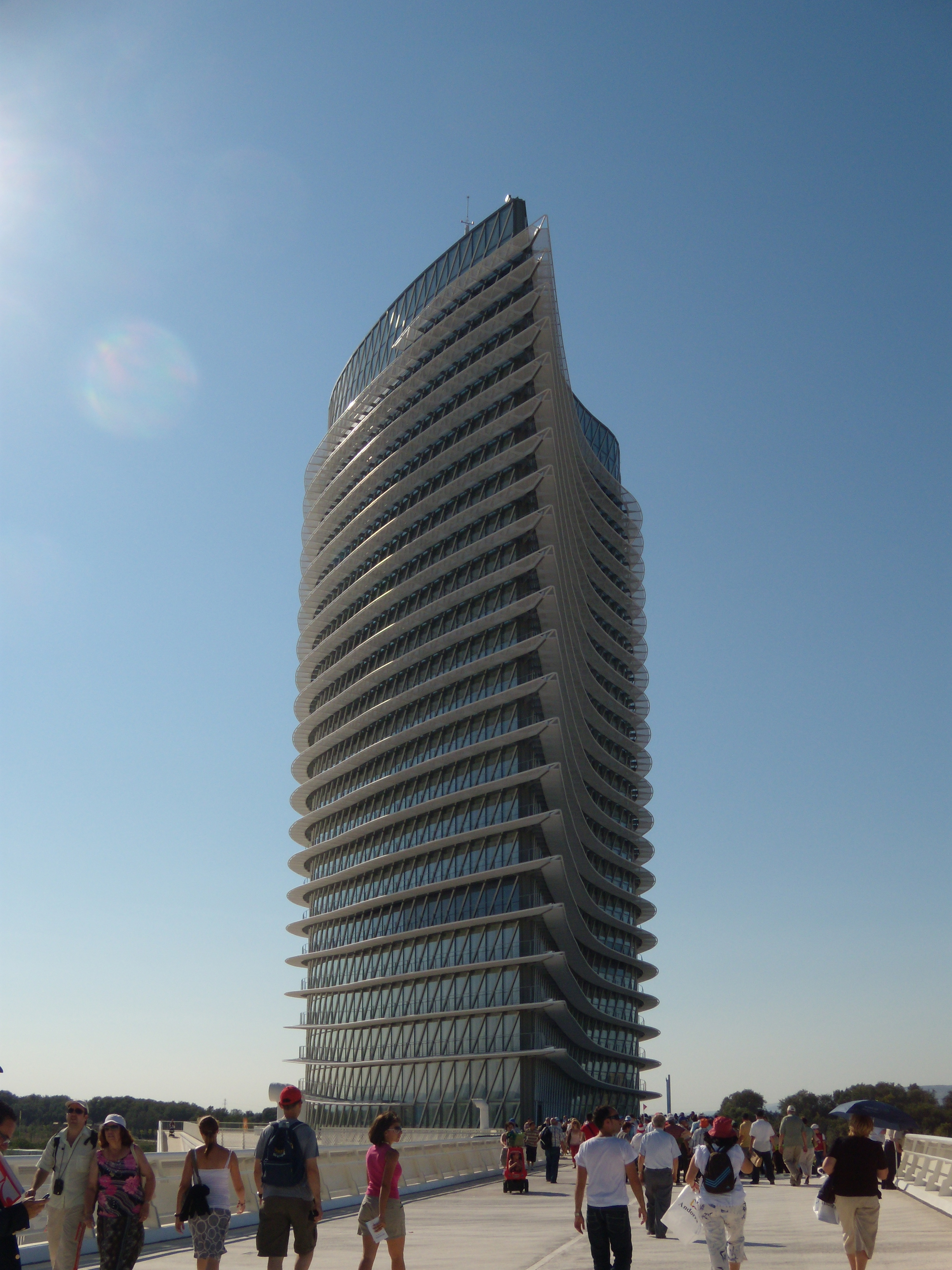
Tour de l'Eau, construite à l'occasion de l'Expo 2008 de Saragosse.

Dans les années 1990, l'Aragon commence à profiter de la croissance économique du « miracle espagnol ». Les infrastructures sont considérablement améliorées : construction de la voie grande vitesse qui relie Madrid à la frontière française par Madrid-Calatayud-Saragosse-Barcelone, de l'autoroute « Mudéjar », des aéroports de Saragosse et Huesca-Pyrénées.
De grands projets de technopoles se développent, comme le parc technologique Walqa, près de Huesca. Enfin, la ville de Saragosse a accueilli, en 2008, une exposition internationale. Pour ce qui est du divertissement, le projet de Gran Scala est un des plus importants en cours.